# الصحراء الكبرى
الصحراء الكبرى هي صحراء تحتل الجزء الأكبر من شمال إفريقيا، وهي أكبر الصحاري الحارة في العالم بمساحة تفوق الـ9 ملايين كم مربعا، وثاني أكبر صحراء في العالم بعد صحراء القارة القطبية الجنوبية.
تشمل الصحراء مُعظم شمال إفريقيا، باستثناء المنطقة الخصبة على ساحل البحر الأبيض المتوسط، وجبال الأطلس في المغرب العربي، ونهر النيل في مصر والسودان. وتمتد من البحر الأحمر شرقاً والبحر الأبيض المتوسط شمالاً إلى المحيط الأطلسي غرباً، حيثُ تتغير المناظر الطبيعية تدريجياً من الصحراء إلى السهول الساحلية. يحدها من الجنوب منطقة الساحل، وهو حزام من السافانا الاستوائية شبه القاحلة حول وادي نهر النيجر وبلاد السودان في إفريقيا جنوب الصحراء. يُمكن تقسيم الصحراء إلى عدة مناطق، وتشمل الصحراء الغربية وجبال الهقار وجبال تيبستي وصحراء تينيري والصحراء الليبية.
لعدة مئات من آلاف السنين، تناوبت الصحراء بين الصحراء والسافانا والأراضي العشبية في دورة مدتها 20,000 عام الناتج عن انحراف محور الأرض أثناء دورانها حول الشمس، مما يغير موقع الرياح الموسمية في شمال إفريقيا.

## نظرة عامة

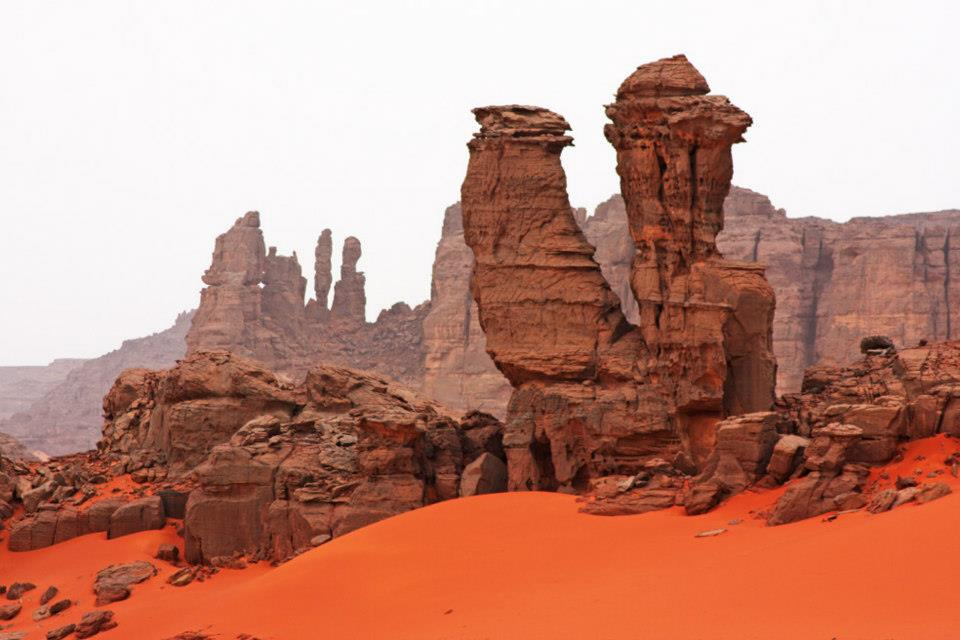
- تادرارت الحمراء في جانت جنوب الجزائر.

منطقة الصحراء الكبرى يحدها المحيط الأطلسي من جهة الغرب، وجبال الأطلس والبحر الأبيض المتوسط من جهة الشمال، والبحر الأحمر من جهة الشرق، والسودان ووادي نهر النيجر من الجنوب. تقسم منطقة الصحراء الكبرى إلى عدة أقسام، وهي الصحراء الغربية، وجبال هقار المركزية، وجبال تيبستي، وجبال العير(1)، وصحراء تينيري، والصحراء الليبية(2). أعلى قمة في الصحراء هي إيمي كوسي (يبلغ ارتفاعها 3415 متر (11204 قدم) في جبال تيبستي في شمال تشاد.
الصحراء الكبرى هي أكبر صحراء في القارة الإفريقية. ويسم الحدود الجنوبية للصحراء حزام من السافانا شبه جاف يسمى الساحل الإفريقي والذي يقع إلى الجنوب منه دولة جنوب السودان وحوض نهر الكونغو. يتصدر مشهد حمادة الصخري المشهد الطبيعي للصحراء. لا تشكل العروق(3) سوى جزء بسيط من ذلك المشهد.

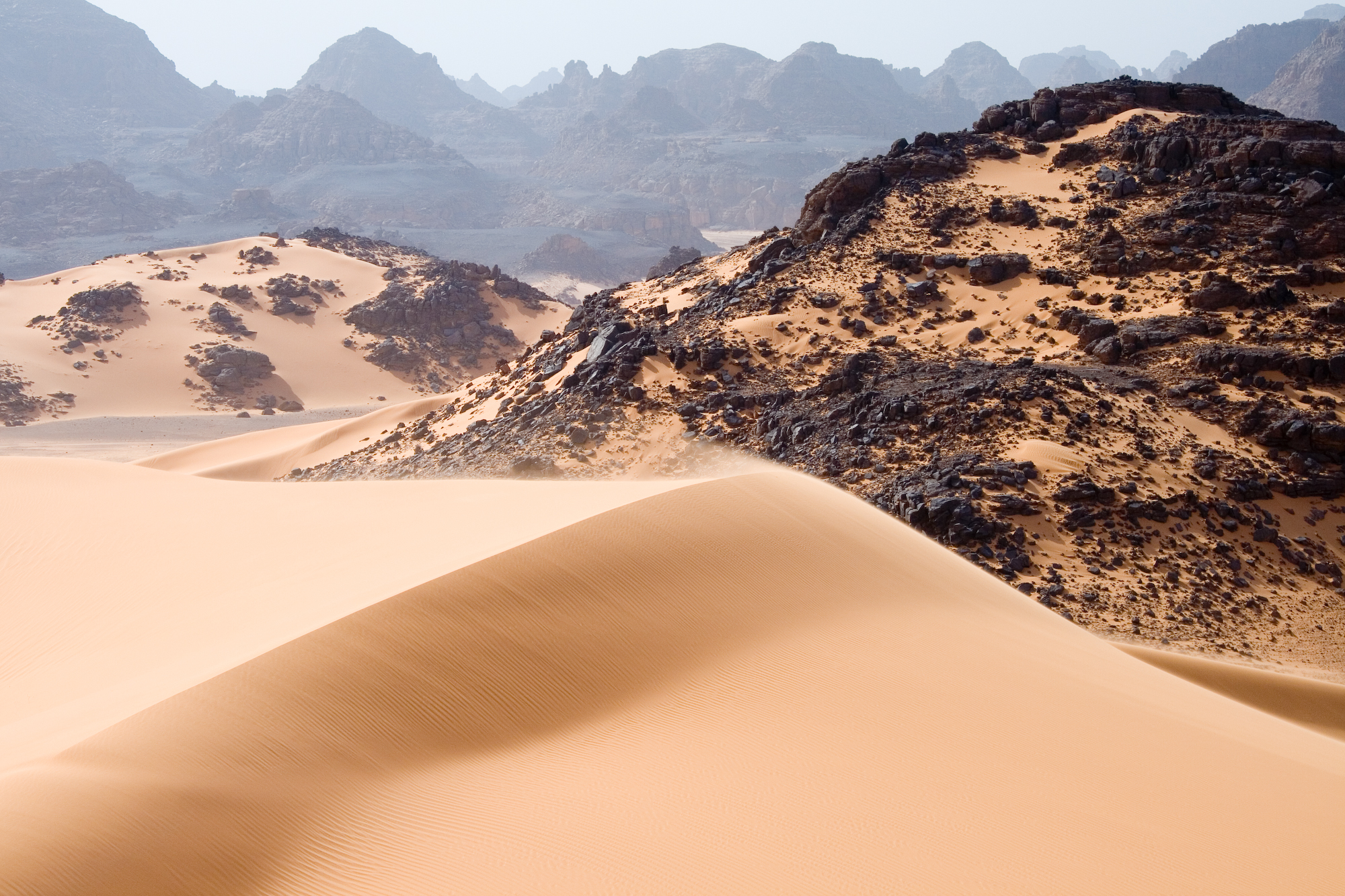
الكثبان الرملية والصخور والجبال المتغيرة في تادرارت أكاكوس، الجزء من الصحراء الكبرى الواقع في جنوب غرب ليبيا.

عاش الناس على حافة الصحراء آلاف من السنين منذ العصر الجليدي الأخير. كانت الصحراء مكانًا أكثر رطوبة بكثير مما هو عليه اليوم. وقد بقي حتى هذا العصر أكثر من 30 ألف من نقوش ما قبل التاريخ الحجرية لحيوانات نهرية مثل التماسيح ، أكثر من نصفها وجدت في طاسيلي ناجر في جنوب شرق الجزائر. كما عُثر أيضاً على حفريات لديناصورات ومنها الأفروفينيتور(4)، والجوباريا والأورانوصور. أما في العصر الحالي فالصحراء الكبرى ليست حافِلةً بالغطاء النباتي، ما عدا في منطقة وادي النيل، وعند بضع الواحات المتناثرة، وفي المرتفعات الشمالية، حيث تنمو نباتات البحر الأبيض المتوسط مثل شجر الزيتون. وقد تغير إقليم الصحراء الكبرى وأصبح على هذه الشاكلة منذ حوالي 1600 سنة قبل الميلاد، بعد حدوث تحولات في محور دوران الأرض تسببت في ارتفاع درجات الحرارة وانخفاض هطول الأمطار.
ينحدر سكان الصحراء الكبرى من أصول مختلفة، من بينها العرب والأمازيغ ويمثلهم الطوارق والصحراويون. من شعوب الصحراء الرئيسية أيضا التبو، والنوبيون، والزغاوة، والكانوري، والهوسا، والسونغاي، والشعب الفولاني. وتشمل المدن الهامة الواقعة في الصحراء نواكشوط، عاصمة موريتانيا وتامنراست، وورقلة، بشار، وحاسي مسعود، وغرداية، والوادي في الجزائر، وتمبكتو في مالي، وأغاديس في النيجر، وغات في ليبيا، وفايا-لارجو في تشاد.

## جغرافيا

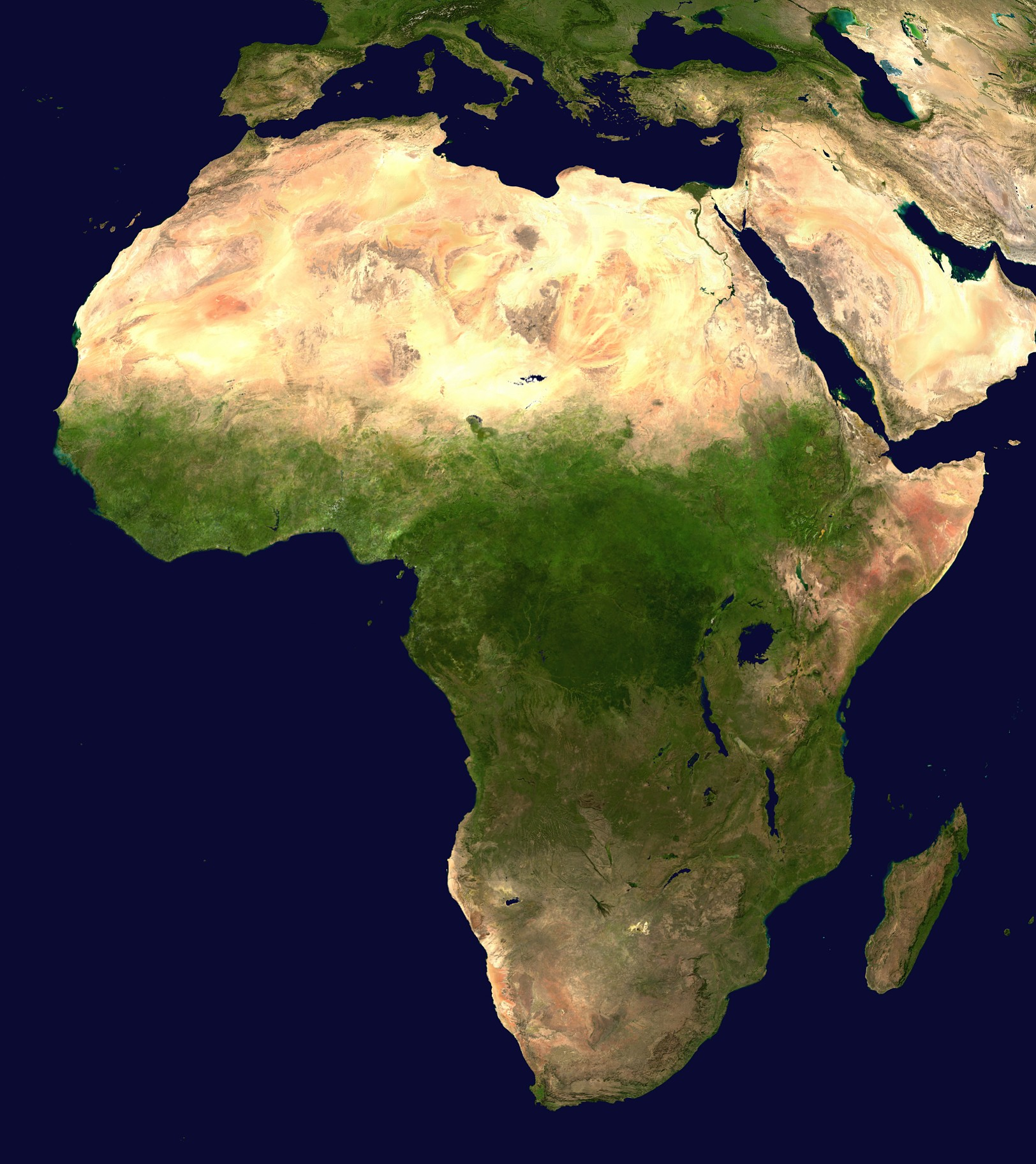
خريطة جغرافية لإفريقيا توضح الانقطاع البيئي الذي يحدد منطقة الصحراء

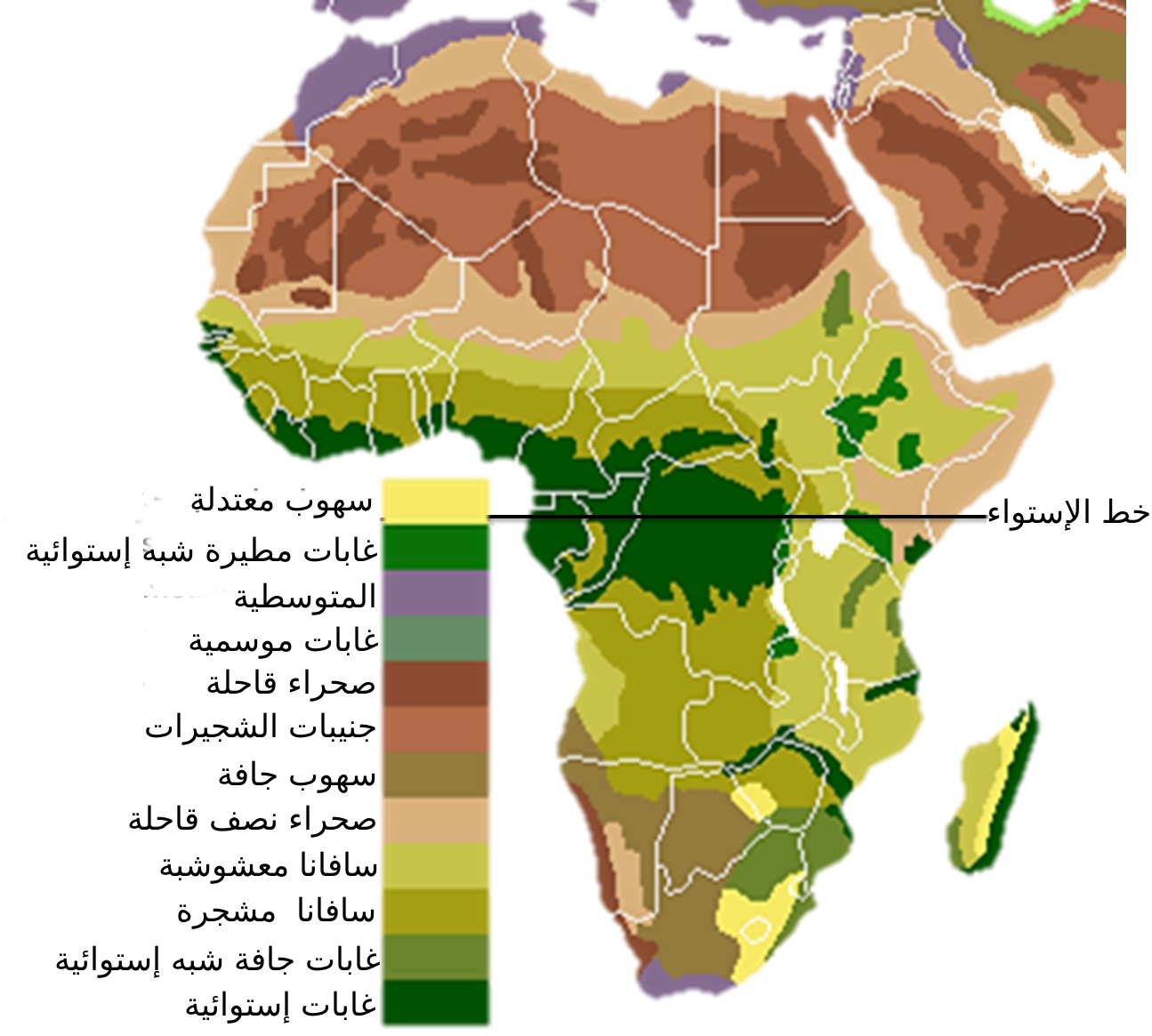
المناطق الأحيائية الرئيسة في إفريقيا

تغطي الصحراء أجزاء كبيرة من الجزائر وتشاد ومصر وليبيا ومالي وموريتانيا والمغرب والنيجر والصحراء الغربية والسودان وتونس. وهي تغطي 9 مليون كيلومتر مربع (3,500,000 ميل2)، أي ما يصل إلى 31% من إفريقيا. فإذا ضُمنت جميع المناطق التي يقل متوسط هطول الأمطار السنوي فيها عن 250 ملم، فستكون الصحراء بمساحة 11 مليون كيلومتر مربع. وتُعد واحدة من ثلاث اقاليم وظائفية متميزة من الإقليم الوظائفي الإفريقي الكبير.
الصحراء هي بالأساس حمادة صخرية (5). تشكل العروق(6) جزءًا صغيرًا فقط، لكن العديد من الكثبان الرملية يزيد علوها عن 180 م. تُشكل الرياح أو الأمطار النادرة ملامح الصحراء: الكثبان الرملية وحقول الكثبان الرملية والبحار الرملية والهضاب الحجرية، والسهول الحصوية (رق)، الوديان الجافة، البحيرات الجافة، والمسطحات الملحية (شط). تشمل التضاريس غير العادية تكوين الريشات في موريتانيا.
ترتفع العديد من الجبال المتقطعة بعمق والعديد من البراكين في الصحراء، ويشمل ذلك جبال آير، وجبال هقار، والأطلس الصحراوي، وجبال تيبستي، وأدرار إيفوغاس، وجبال البحر الأحمر. أعلى قمة في الصحراء هي قمة إيمي كوسي، وهو بركان درعي يقع في سلسلة جبال تيبستي في شمال تشاد.
الصحراء الوسطى شديدة الجفاف، مع نباتات متفرقة. تتواجد بالمناطق الشمالية والجنوبية من الصحراء، بالإضافة للمرتفعات، مناطق عشبية متفرقة وجنبات صحراوية، مع تواجد الأشجار والجنبات الطويلة في الوديان، حيث تتجمع الرطوبة. في المنطقة الوسطى، مفرطة الجفاف، هناك العديد من التقسيمات الفرعية للصحراء الكبرى: تنزروفت، وتينيري، والصحراء الليبية، والصحراء الشرقية وصحراء النوبة وغيرها. غالبًا ما لا تتلقى هذه المناطق شديدة الجفاف أمطارًا لسنوات.
تطل الصحراء في الشمال على البحر الأبيض المتوسط في مصر وأجزاء من ليبيا، ولكن في برقة والمغرب العربي، تقع الصحراء على حدود غابات البحر الأبيض المتوسط، والأراضي الحرجية، والمناطق البيئية في شمال إفريقيا، والتي تتميز جميعها بمناخ البحر الأبيض المتوسط، والذي يتميز بفصل الصيف الحار والشتاء البارد الممطر. وفقًا للمعايير النباتية لفرانك وايت والجغرافي روبرت كابوت راي، يتوافق الحد الشمالي للصحراء مع الحد الشمالي لزراعة نخيل التمر والحد الجنوبي لنطاق الحلفاء، عشب نموذجي لجزء مناخ البحر الأبيض المتوسط من المغرب العربي وإيبيريا. يتوافق الحد الشمالي أيضًا مع خط منسوب هطول الأمطار السنوي المقدر بـ 100 مم.

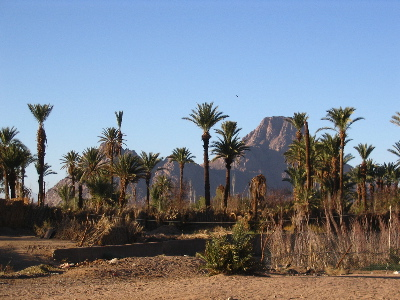
واحة في جبال الهقار. تدعم الواحات بعض أشكال الحياة في الصحاري شديدة الجفاف.

يحد الصحراء من الجنوب، منطقة الساحل، وهو حزام من السافانا الاستوائية الجافة مع موسم الأمطار الصيفي الذي يمتد عبر إفريقيا من الشرق إلى الغرب. يشار إلى الحد الجنوبي للصحراء من الناحية النباتية من خلال الحد الجنوبي من الحاذ الشوكي(7)، أو الحد الشمالي من الكرامكرام [الإنجليزية]، وهو عشب نموذجي لمنطقة الساحل. وفقًا للمعايير المناخية، يتوافق الحد الجنوبي للصحراء مع خط منسوب هطول الأمطار السنوي المقدر(8) بـ 150 مم.
من المدن المهمة الواقعة في الصحراء نواكشوط، عاصمة موريتانيا. تمنراست، ورقلة، بشار، حاسي مسعود، غرداية، والواد في الجزائر. تمبكتو في مالي؛ أغاديس في النيجر؛ غات في ليبيا؛ وفايا لارجو في تشاد.
يشق هذه الصحراء أطول انهار العالم (النيل) بروافده(9) وكذلك نهر السنغال. ويحد الصحراء الكبرى من الشمال الجبل الغربي والبحر المتوسط والجبل الأخضر في ليبيا والبحر المتوسط في مصر.
يكثر وجود الواحات في هذه الصحراء ومن الأمثلة على ذلك واحات الخارجة والداخلة والفرافرة وسيوة والواحات البحرية بمصر وكذلك واحة الكفرة وجغبوب بليبيا وواحة عين صالح وتقرت بالجزائر ويكثر بها أيضاً حقول البترول مثل: العلمين، الرزاق، مليحة، أم بركة، أبو الغراديق بمصر وآمال ومبروك وزلطن وجالو والحفرة وواحة بليبيا وعين أميناس والعقرب القاسي وحاسي مسعود والسبع ورقان بالجزائر.

## المناخ

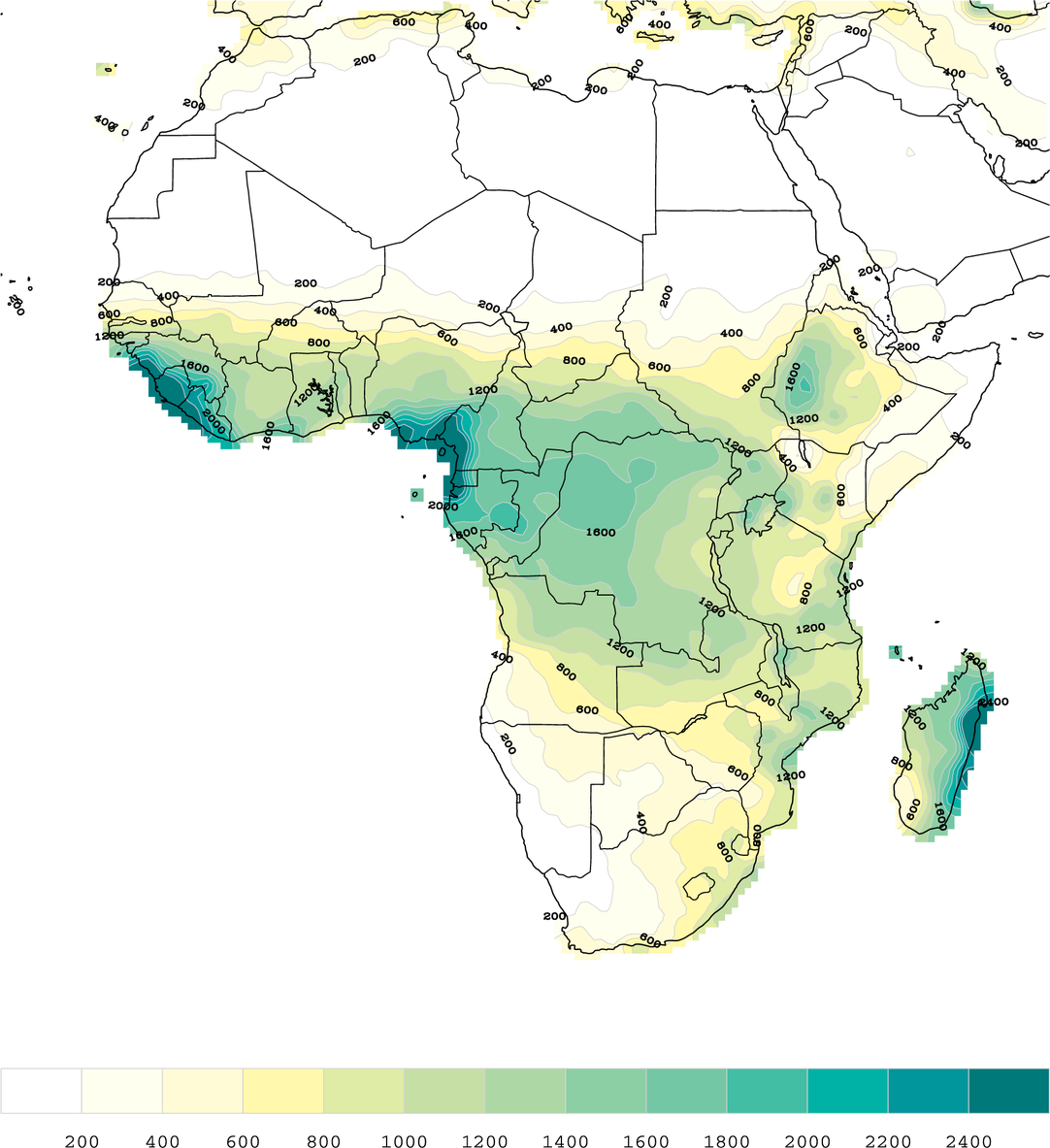
متوسط هطول الأمطار في إفريقيا، 1971-2000.

تُعد الصحراء الكبرى أكبر صحراء حارة في العالم. وهي تقع في خطوط عرض الخيل تحت الحيد شبه الاستوائي، وهو حزام مهم من الضغط المرتفع الدافئ شبه الدائم وشبه الاستوائي حيث ينخفض عادةً الهواء القادم من طبقة التروبوسفير العليا، مما يؤدي إلى ارتفاع درجة حرارة التروبوسفير السفلي وتجفيفه ومنع تكون السحب.
َيسمح الغياب الدائم للغيوم بضوء دون عوائق وإشعاع حراري. يمنع استقرار الغلاف الجوي فوق الصحراء أي انقلاب للحمل، مما يجعل هطول الأمطار شبه معدوم، نتيجة لذلك، يميل الطقس إلى أن يكون مشمسًا وجافًا ومستقرًا مع احتمال ضئيل لسقوط الأمطار. إن كتل الهواء الجافة المنحسرة والمتباعدة والمرتبطة بأنظمة المرتفع الجوي شبه الاستوائية غير مواتية للغاية لتطوير الانقلاب الحراري. التلال شبه الاستوائية هي العامل الغالب الذي يفسر المناخ الصحراوي الحار(10) لهذه المنطقة الشاسعة. إن تدفق الهواء الهابط هو الأقوى والأكثر فاعلية على الجزء الشرقي من الصحراء الكبرى، فالصحراء الليبية هي المكان الأكثر إشراقًا وجفافًا والأكثر «تقلبًا» على كوكب الأرض، وهو ينافس صحراء أتاكاما الواقعة في تشيلي وبيرو.
يتجلى منع هطول الأمطار وتبديد الغطاء السحابي في الجزء الشرقي من الصحراء بدلاً من الجزء الغربي. الكتلة الهوائية السائدة الواقعة فوق الصحراء هي الكتلة الهوائية الاستوائية القارية (cT)، وهي حارة وجافة. تتكون كتل الهواء الحارة والجافة بشكل أساسي فوق صحراء شمال إفريقيا من تسخين مساحة الأرض القارية الشاسعة، وتُؤثر على الصحراء بأكملها خلال معظم العام. ويُلاحظ عادة منخفض حراري بالقرب من السطح، وهو الأقوى والأكثر تطورًا خلال فصل الصيف بسبب عملية التسخين الشديدة. تمثل منطقة الصحراء المرتفعة الامتداد القاري الشرقي لمرتفع الآصور، تتمحور حول شمال المحيط الأطلسي.

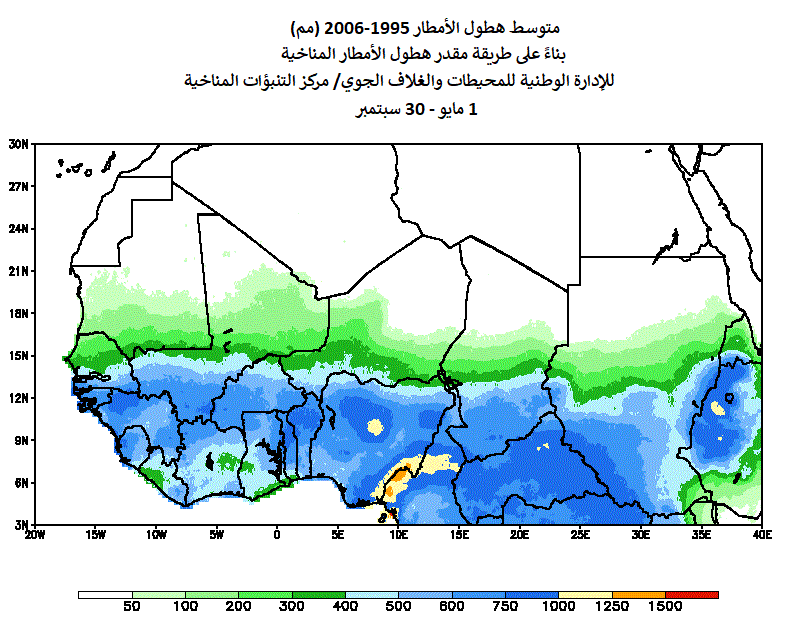
متوسط هطول الأمطار في غرب إفريقيا، 1995-2006.

آثار الضغط المنخفض للسطح المحلي محدودة للغاية لأنه لا يزال هبوط المستوى الأعلى يمنع أي شكل من أشكال الصعود الجوي. أيضًا، تُصبح الصحراء أكثر جفافاً من خلال تكوينها الجغرافي وموقعها، لوجود الحماية من أنظمة الطقس الحاملة للأمطار من خلال دوران الغلاف الجوي نفسه. في الواقع، لا يمكن تفسير الجفاف الشديد للصحراء من خلال الضغط شبه الاستوائي المرتفع: تساعد جبال الأطلس في الجزائر والمغرب وتونس أيضًا على زيادة جفاف الجزء الشمالي من الصحراء. تعمل سلاسل الجبال الرئيسية هذه كحاجز، مما يتسبب في تأثير الظل المطري القوي على الجانب المواجه للريح من خلال إسقاط الكثير من الرطوبة الناتجة عن الاضطرابات الجوية على طول الجبهة القطبية التي تؤثر على مناخات البحر الأبيض المتوسط المحيطة.
المصدر الرئيس للأمطار في الصحراء هو نطاق التقارب بين المدارين، وهو حزام مستمر من أنظمة الضغط المنخفض بالقرب من خط الاستواء والتي تجلب موسم الأمطار المقتضب والقصير وغير المنتظم إلى الساحل وجنوب الصحراء الكبرى. يجب أن يتغلب هطول الأمطار في هذه الصحراء العملاقة على الحواجز المادية والجوية التي تمنع عادة إنتاج هطول الأمطار. يتميز المناخ القاسي للصحراء بما يلي:
- هطول منخفض جدًا للأمطار وغير موثوق به وشديد التقلب؛[30]
- قيم مدة سطوع الشمس عالية للغاية؛
- درجات حرارة عالية على مدار السنة ومعدلات ضئيلة من الرطوبة النسبية؛
- تغير كبير في درجة الحرارة اليومية؛
- ومستويات عالية للغاية من التبخر الشديد [الإنجليزية] وهي أعلى المستويات المسجلة في جميع أنحاء العالم.

### سطوع الشمس

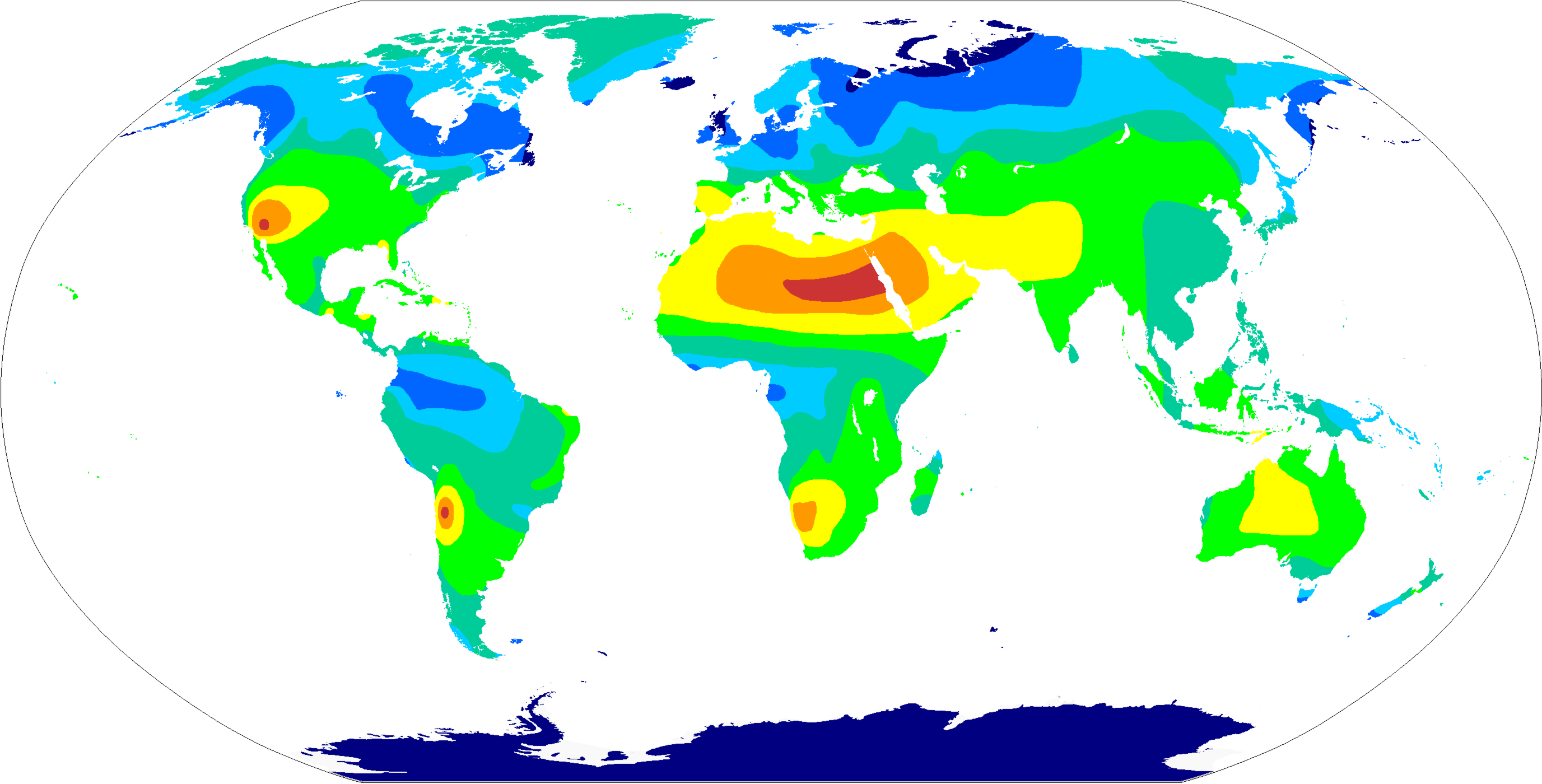
مدة سطوع الشمس في العالم.
< 1200 ساعة
1200-1600 ساعة
1600-2000 ساعة
2000-2400 ساعة
2400-3000 ساعة
3000-3600 ساعة
3600-4000 ساعة
> 4000 ساعة

عادة ما تكون السماء صافية فوق الصحراء، وتكون مدة سطوع الشمس [الإنجليزية] عالية للغاية في كل مكان في الصحراء. تتمتع معظم الصحراء بأكثر من 3 600 ساعة من أشعة الشمس الساطعة سنويًا، أي أكثر من 82% من ساعات النهار، ومنطقة واسعة في الجزء الشرقي بها أكثر من 4 000 ساعة من أشعة الشمس الساطعة سنويًا، أي أكثر من 91 % من ساعات النهار. أعلى القيم قريبة جدًا من القيمة القصوى النظرية. وهي 4 300 ساعة (98%من النهار) سُجلت في صعيد مصر (11) والصحراء النوبية (وادي حلفا). يبلغ المتوسط السنوي للإشعاع الشمسي المباشر حوالي 2 800 كيلوواط ساعة/م2/سنة) في الصحراء الكبرى. تتمتع الصحراء بإمكانيات هائلة لإنتاج الطاقة الشمسية.
يتجاوز متوسط الكمية السنوية من الطاقة المستلمة على الأرض 200 كيلوجول/سم2/سنة في المناطق الصحراوية الوسطى، على جانبي المدار (خطوط العرض 18 درجة إلى 28 درجة) وتنخفض إلى 180 كيلوجول/سم2/سنة على الهوامش الشمالية والجنوبية. توجد منطقتان بقيم قصوى، إحداها، محدودة تمامًا، في وسط الصحراء الغربية، تتمحور حول المناطق المدارية، لا سيما في تنزروفت وفي عرق شاش، والأخرى واسعة جدًا، في وسط الصحراء الشرقية حيث تتجاوز 220 كيلوجول/سم2/سنة.

### درجة الحرارة

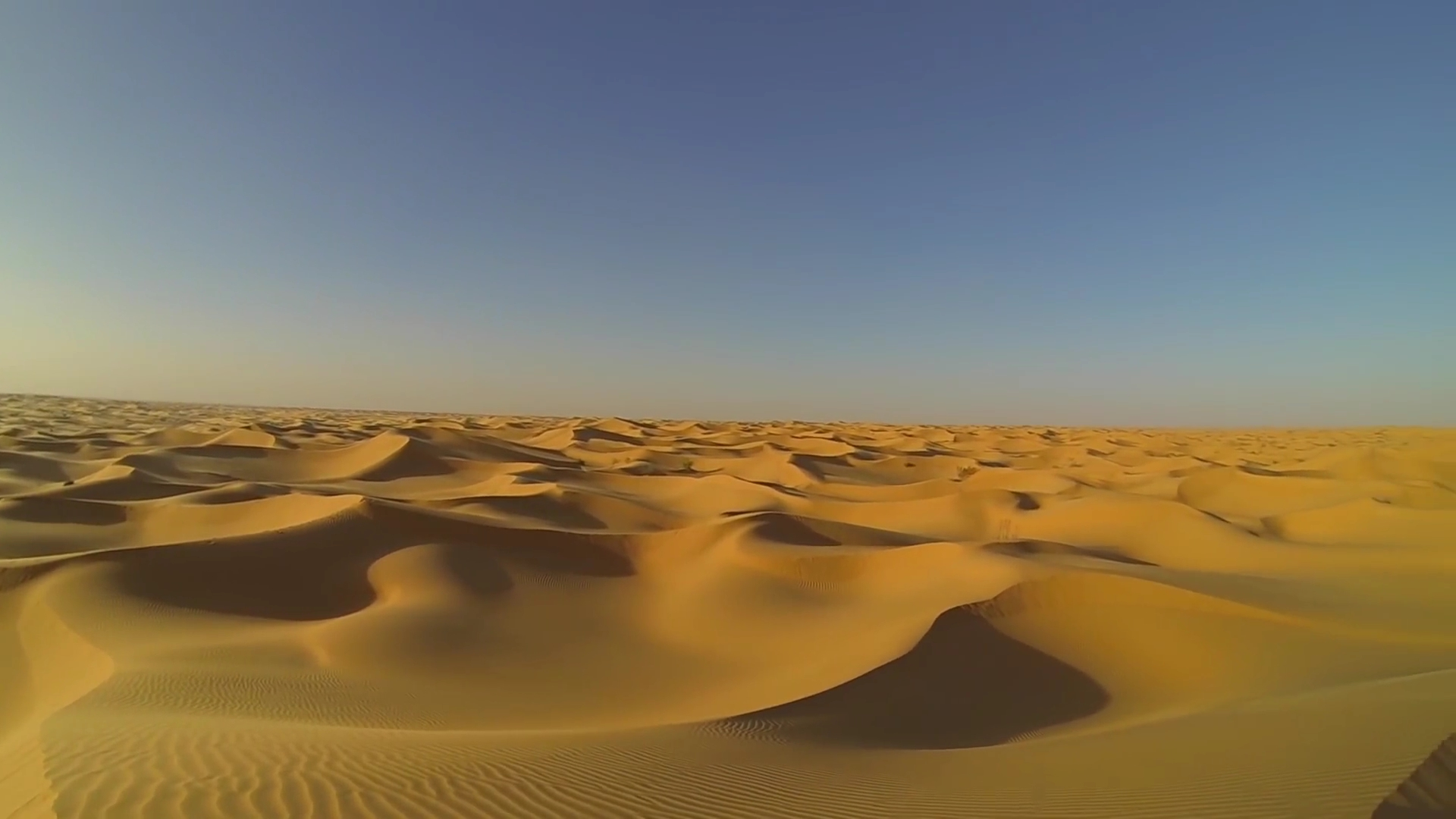
كثبان رملية في الصحراء الجزائرية

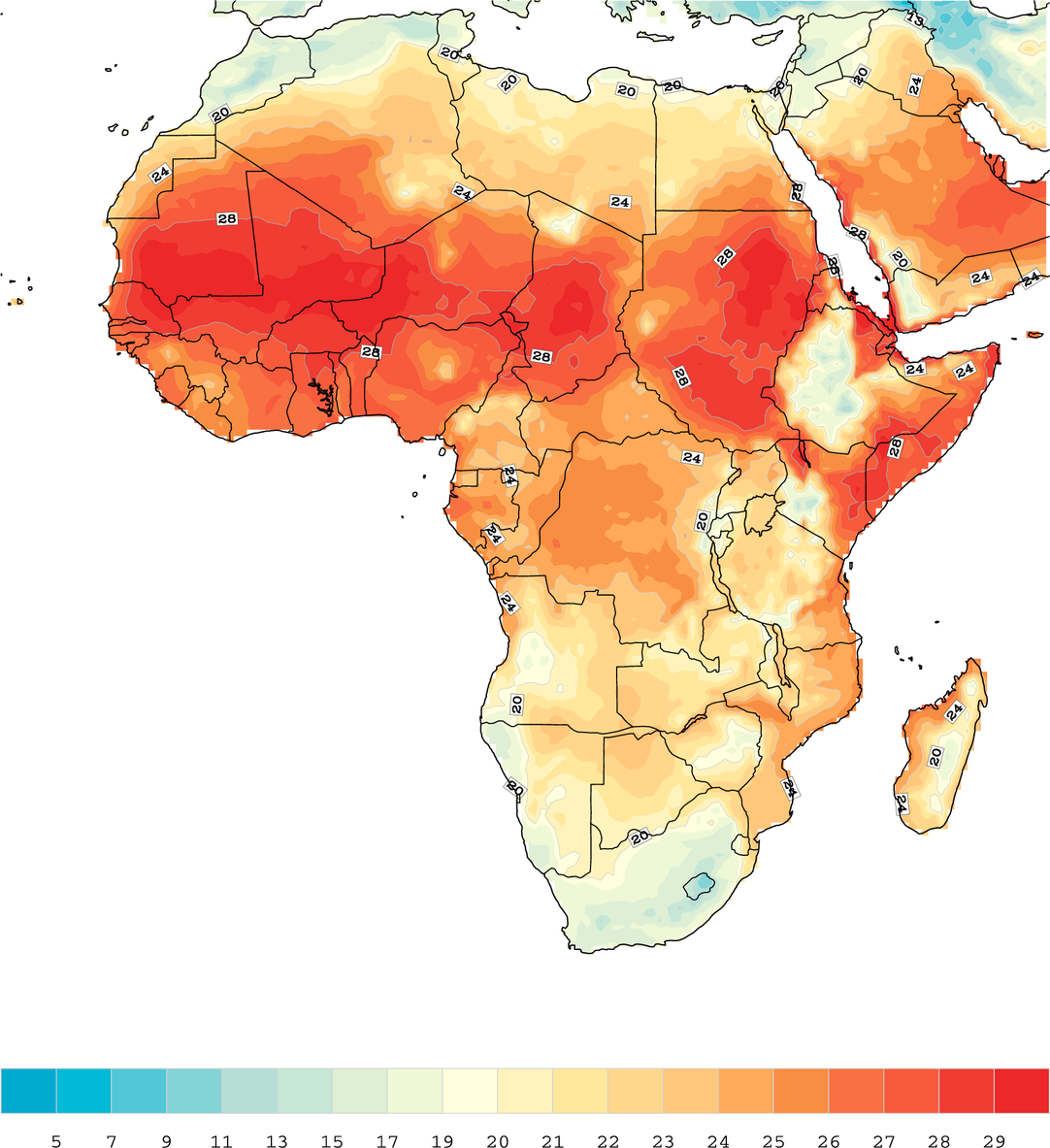
متوسط درجات الحرارة في إفريقيا 1971-2000.

جعل كل من الموقع المرتفع للشمس، والرطوبة النسبية المنخفضة للغاية، وقلة الغطاء النباتي والأمطار من الصحراء الكبرى أكثر المناطق الواسعة سخونة في العالم، وأكثر موقع سخونة على الأرض خلال فصل الصيف في بعض المناطق. يتجاوز متوسط درجة الحرارة المرتفعة 38 إلى 40 °م (100.4 إلى 104.0 °ف) خلال الشهر الأكثر سخونة تقريبًا في كل مكان في الصحراء باستثناء المرتفعات العالية جدًا. أعلى معدل مسجل رسميًا لدرجات الحرارة في العالم كان 47 °م (116.6 °ف) في بلدة صحراوية نائية في الصحراء الجزائرية تسمى بوبرنوس، على ارتفاع 378 متر (1,240 قدم) فوق مستوى سطح البحر، ولا ينافسه إلا وادي الموت بكاليفورنيا. غيرها من المناطق الساخنة في الجزائر مثل أدرار، تيميمون، عين صالح، والان، أولف، رقان وينخفض قليلاً في متوسط حرارة الصيف مع ارتفاع ما بين 200 و 400 متر (660 و 1,310 قدم) فوق مستوى سطح البحر، وتكون درجة الحرارة حوالي 46 °م (114.8 °ف) خلال الأشهر الأكثر سخونة في السنة. بلغ متوسط درجات الحرارة المرتفعة في عين صالح، المعروف في الجزائر بالحرارة الشديدة، 44 °م، 46.4 °م، 45.5 °م و40 °م و41.9 °م في يونيو ويوليو وأغسطس وسبتمبر على التوالي. حتى أن هناك مناطق أكثر سخونة في الصحراء، لكنها تقع في مناطق نائية للغاية، لا سيما في أزالاي [الإنجليزية]، الواقعة في شمال مالي. يتمتع الجزء الأكبر من الصحراء بحوالي ثلاثة إلى خمسة أشهر متوسط درجة الحرارة يتجاوز 40 °م؛ بينما في الجزء الجنوبي الأوسط من الصحراء، هناك متوسط درجة الحرارة مرتفع لمدة ستة أو سبعة أشهر حيث يتجاوز 40 °م. بعض الأمثلة على ذلك بيلما [الإنجليزية] والنيجر وفايا لارجو وتشاد. يتجاوز المتوسط السنوي لدرجة الحرارة اليومية 20 درجة مئوية في كل مكان ويمكن أن يقترب من 30 °م في المناطق الأكثر سخونة على مدار السنة. ومع ذلك، فإن معظم الصحراء تزيد قيمة المتوسط عن 25 °م.

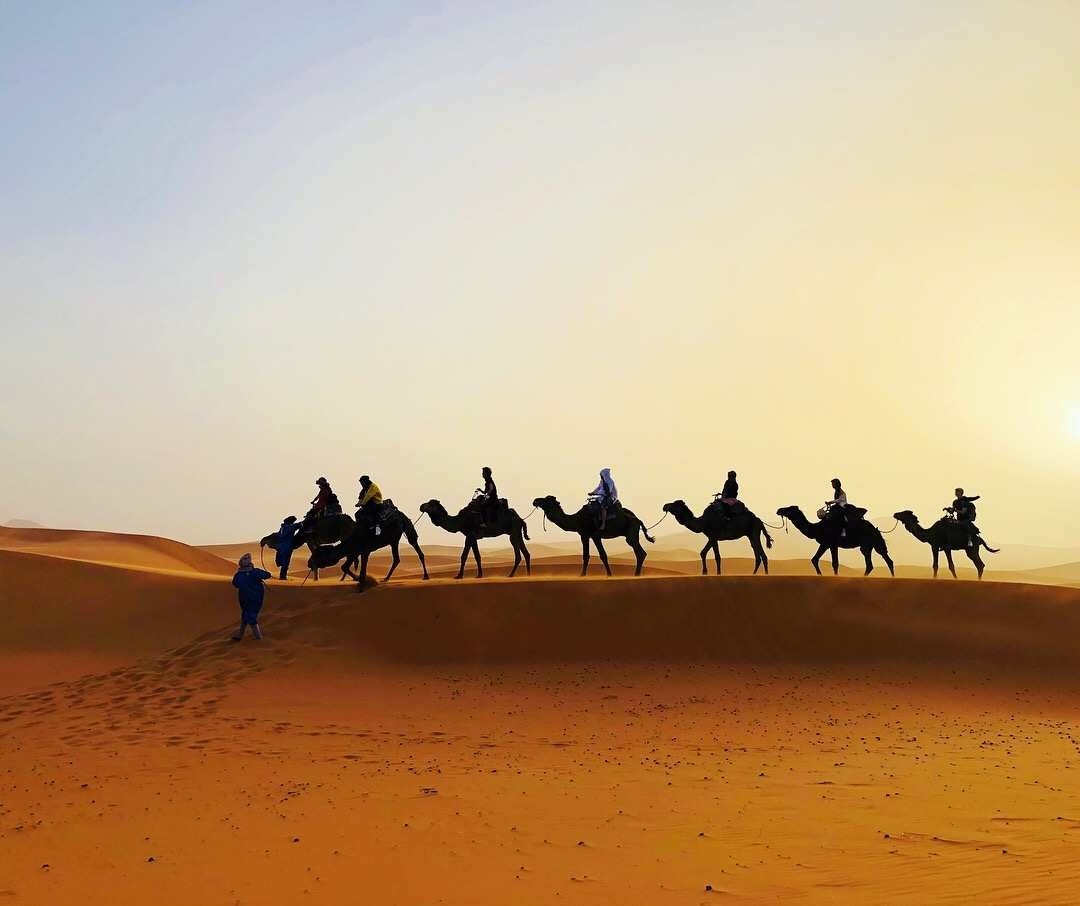
غروب الشمس في الصحراء

مقارنة بالجو فإن درجات حرارة الرمال والأرض أكثر تطرفًا. تكون درجة حرارة الرمال خلال النهار مرتفعة جدًا، حيث يُمكنها أن تصل بسهولة إلى 80 درجة مئوية أو أكثر. تصل درجة حرارة الرمل في بورتسودان إلى 83.5 درجة مئوية. سُجلت 83.5 درجة مئوية لحرارة الأرض في أدرار الموريتانية و75 درجة مئوية في بوركو، شمال تشاد.
عادةً ما يكون للصحراء اختلافات عالية في درجات الحرارة اليومية بين النهار والليل بسبب نقص الغطاء السحابي والرطوبة المنخفضة جدًا. ومع ذلك، فمن العجيب أن تكون الليالي باردة بشكل خاص بعد الأيام الحارة جدًا في الصحراء. في المتوسط، تميل درجات الحرارة ليلا إلى 13–20 °م (23–36 °ف) أكثر برودة مما كانت عليه في النهار. عُثر على أصغر الاختلافات على طول المناطق الساحلية بسبب الرطوبة العالية وغالبًا ما تكون أقل من 10 °م (18 °ف)، بينما توجد أكبر الاختلافات في المناطق الصحراوية الداخلية حيث تكون الرطوبة في أدنى مستوى لها، خاصة في جنوب الصحراء. ومع ذلك، فمن الصحيح أن ليالي الشتاء يمكن أن تكون باردة، حيث يمكن أن تنخفض إلى درجة التجمد وحتى إلى ما دون ذلك، خاصة في المناطق المرتفعة. يتأثر تواتر ليالي الشتاء شديدة البرودة في الصحراء بشدة بتذبذب شمال الأطلسي (NAO)، وتكون درجات حرارة الشتاء أكثر دفئًا خلال أحداث التذبذب السلبية وشتاء أكثر برودة مع مزيد من الصقيع عندما يكون التذبذب إيجابيًا. وهذا لأن التدفق يكون الأضعف في اتجاه عقارب الساعة حول الجانب الشرقي من الإعصار شبه الاستوائي خلال تذبذب شتاء شمال الأطلسي السلبي، على الرغم من أنه جاف جدًا لإنتاج أكثر من هطول ضئيل للأمطار، إلا أنه يقلل من تدفق الهواء البارد الجاف من خطوط العرض الأعلى في أوراسيا إلى الصحراء بشكل كبير.

### تساقط الأمطار
يتراوح متوسط هطول الأمطار السنوي من منخفض جدًا في الأطراف الشمالية والجنوبية للصحراء إلى شبه معدوم في الجزء الأوسط والشرقي. تتلقى الحافة الشمالية الرقيقة للصحراء مزيدًا من الغيوم الشتوية والأمطار بسبب وصول أنظمة الضغط المنخفض فوق البحر الأبيض المتوسط على طول الجبهة القطبية، على الرغم من أنها ضعيفة جدًا بسبب تأثيرات الظل المطري للجبال ويُقدر متوسط هطول الأمطار السنوي من 100 مم إلى 250 مم. على سبيل المثال، تتواجد بسكرة بالجزائر، ورزازات بالمغرب، في هذه المنطقة. يتلقى الطرف الجنوبي من الصحراء على طول الحدود مع الساحل غيومًا صيفية وأمطارًا بسبب وصول منطقة التقارب المداري من الجنوب ويتراوح متوسط هطول الأمطار السنوي من 100 مم إلى 250 مم. على سبيل المثال، تتواجد تمبكتو بمالي وأغاديس بالنيجر في هذه المنطقة. لا يتأثر قلب الصحراء المركزي الواسع شديد الجفاف تقريبًا بالاضطرابات الجوية في الشمال أو الجنوب ويظل دائمًا تحت تأثير أقوى نظام طقس مضاد للأعاصير، ويمكن أن ينخفض متوسط هطول الأمطار السنوي إلى أقل من 1 مم، في الواقع، تتلقى معظم الصحراء أقل من 20 مم. تتلقى منطقة مساحتها حوالي 2 800 000 كم2 (حوالي 31% من المساحة الإجمالية) من 9 000 000 كم2 من الأراضي الصحراوية في الصحراء، معدل هطول الأمطار السنوي 10 مم أو أقل، في حين تتلقى حوالي 1 500 000 كم2 (حوالي 17% من المساحة الإجمالية) متوسط 5 مم أو أقل. يبلغ متوسط هطول الأمطار السنوي صفرًا تقريبًا على مساحة واسعة تبلغ حوالي 1 000 000 كم2 في الصحراء الشرقية التي تضم صحراء: ليبيا ومصر والسودان(12) حيث يقارب المتوسط طويل المدى 0,5 مم في السنة. هطول الأمطار غير موثوق به تمامًا وغير منتظم في الصحراء حيث قد يختلف بشكل كبير من سنة إلى أخرى. إن المعدلات السنوية للتبخر المحتمل مرتفعة بشكل غير عادي، في تناقض تام مع كميات الأمطار السنوية الضئيلة، وتتراوح تقريبًا بين 2 500 مم سنويًا إلى أكثر من 6 000 مم في السنة في الصحراء كلها. لم يُعثر على الهواء جافًا ومتبخرًا في أي مكان آخر على وجه الأرض كما هو الحال في منطقة الصحراء. ومع ذلك، سُجلت حالتين على الأقل من تساقط الثلوج في الصحراء، في فبراير 1979 وديسمبر 2016 ويناير 2019، وكلاهما في مدينة عين الصفراء.

### التصحر ومناخ ما قبل التاريخ

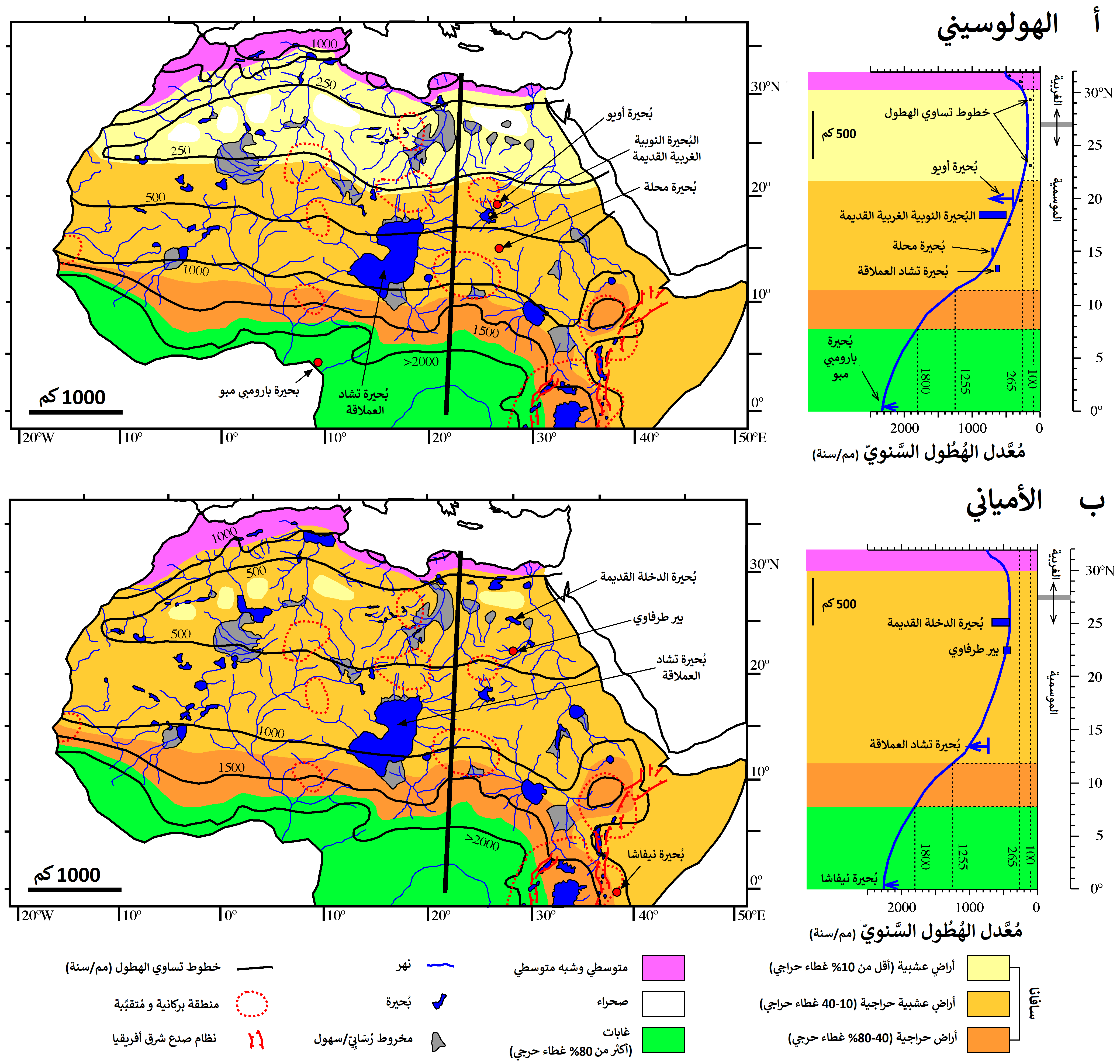
الغطاء النباتي والمسطحات المائية في العصر الإمياني (أسفل) والعصر الهولوسيني (أعلى)

إحدى النظريات لتشكيل الصحراء هي أن الرياح الموسمية في شمال إفريقيا قد ضعفت بسبب التجلد خلال العصر الرباعي، التي بدأت قبل مليوني أو ثلاثة ملايين سنة. نظرية أخرى هي أن الرياح الموسمية ضعفت عندما جف بحر تيثس القديم خلال فترة التورتونية حوالي 7 ملايين سنة. شهد مناخ الصحراء تغيرات هائلة بين المناخ الرطب والجاف على مدى مئات الآلاف من السنين الماضية، يُعتقد أنه ناتج عن تغيرات طويلة الأجل في دورة المناخ في شمال إفريقيا حيث تغير مسار الرياح الموسمية فيها(20). تحدث هذه الدورة عن طريق دورة مدتها 41 000 عام يتغير فيها ميل الأرض بين 22 درجة و24.5 درجة. في الوقت الحاضر (2000)، نحن في فترة جفاف، لكن من المتوقع أن تصبح الصحراء خضراء مرة أخرى خلال 15 000 عام القادمة. عندما تكون الرياح الموسمية في شمال إفريقيا في أقوى هطول سنوي لها، يزداد الغطاء النباتي اللاحق في منطقة الصحراء، مما يؤدي إلى ظروف يشار إليها عادةً باسم «الصحراء الخضراء». بالنسبة للرياح الموسمية الضعيفة نسبيًا في شمال إفريقيا، فإن العكس هو الصحيح، أدى انخفاض هطول الأمطار السنوي وقلة الغطاء النباتي إلى مرحلة من دورة مناخ الصحراء المعروفة باسم «الصحراء القاحلة».
اقترح رودولف سبيتالر في أواخر القرن التاسع عشر فكرة أن التغييرات في التشمس (التسخين الشمسي) الناتجة عن التغيرات طويلة المدى في مدار الأرض هي عامل تحكم في التغيرات طويلة المدى في قوة أنماط الرياح الموسمية في جميع أنحاء العالم، اقترحت الفرضية رسميًا واختبرت لاحقًا من قبل عالم الأرصاد الجوية جون كوتزباخ في عام 1981. أصبحت أفكار كوتزباخ حول تأثيرات التشمس على أنماط الرياح الموسمية العالمية مقبولة على نطاق واسع اليوم باعتبارها المحرك الأساسي لدورات الرياح الموسمية طويلة الأجل. لم يُسمي كوتزباخ فرضيته رسميًا، وبالتالي يشار إليها هنا باسم «فرضية الرياح الموسمية المدارية» كما اقترحها روديمان في عام 2001.

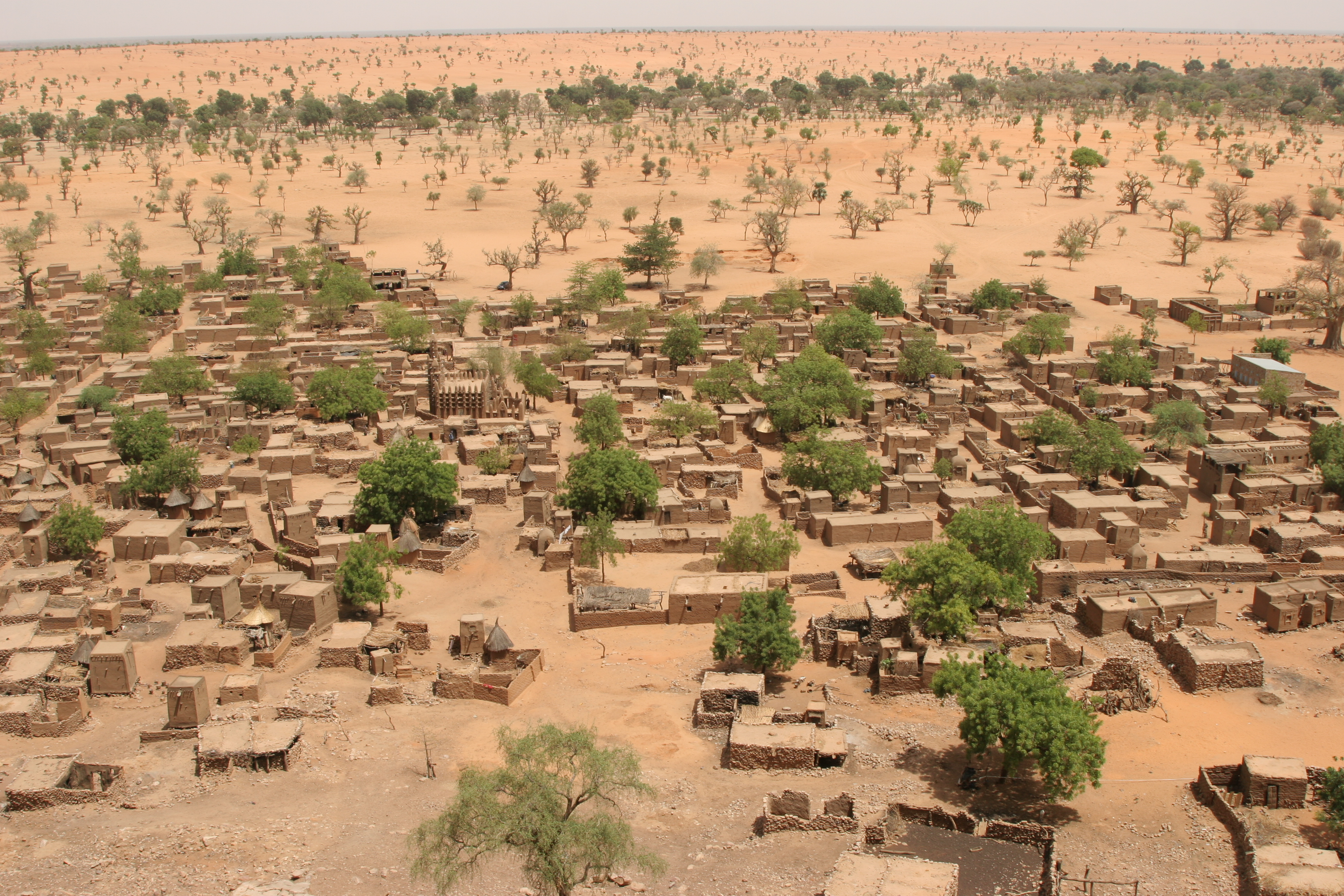
منطقة الساحل في مالي

خلال الفترة الجليدية الأخيرة، كانت الصحراء أكبر بكثير مما هي عليه اليوم، وتمتد جنوبًا إلى ما وراء حدودها الحالية.
جلبت نهاية الفترة الجليدية المزيد من الأمطار إلى الصحراء، من حوالي 8000 قبل الميلاد إلى 6000 قبل الميلاد، ربما بسبب مناطق الضغط المنخفض فوق الصفائح الجليدية المنهارة في الشمال. جفت الصحراء الشمالية بمجرد زوال الغطاء الجليدي. في جنوب الصحراء، تغلبت الرياح الموسمية في البداية على اتجاه الجفاف، والتي جلبت الأمطار إلى الشمال أكثر مما هي عليه اليوم. بحلول عام 4200 قبل الميلاد تقريبًا، تراجعت الرياح الموسمية جنوبًا إلى ما هي عليه اليوم تقريبًا، مما أدى إلى التصحر التدريجي للصحراء. أصبحت الصحراء الآن جافة كما كانت منذ حوالي 13 000 عام.
بحيرة تشاد هي بقايا بحر داخلي سابق، بحيرة تشاد القديمة العملاقة، والذي كانت موجودةً خلال الفترة الإفريقية الرطبة. كانت بحيرة تشاد العملاقة، في أقصى حد لها، في وقت ما قبل 5 000 قبل الميلاد، هي الأكبر من بين أربعة بحيرات قديمة صحراوية، ويُقّدر أنها غطت مساحة 350 000 كم2.
تصف نظرية مضخة الصحراء [الإنجليزية] هذه الدورة. خلال فترات الصحراء الرطبة أو الصحراء الخضراء، تكون الصحراء أرض سافانا العشبية والنباتات والحيوانات المختلفة أكثر شيوعًا. بعد فترات الجفاف البينية، تعود منطقة الصحراء بعد ذلك إلى الظروف الصحراوية وتضطر النباتات والحيوانات إلى التراجع شمالًا إلى جبال الأطلس، أو جنوبًا إلى غرب إفريقيا، أو شرقًا إلى وادي النيل. هذا يفصل السكان من بعض الأنواع في المناطق مع مختلف المناخات، وإجبارهم على التكيف، وربما مما أدى إلى انتواع متباين الموطن.

السد الأخضر والدول المشاركة ومنطقة الساحل. في سبتمبر 2020، أفيد أن السد لم يغط سوى 4 % من المنطقة المخطط لها.

يُقترح أيضًا أن البشر سرّعوا فترة الجفاف من 6 000 إلى 2 500 قبل الميلاد وذلك بقيام الرعاة بالرعي الجائر للأراضي العشبية المتاحة.
اكتُشف نمو معادن الكهوف [الإنجليزية](13) في كهوف هول-زاخ وأشاليم وابن سيد ومعالي ها ميشار وشقوق كتورة وكهف تزافوا النقب، وأماكن أخرى بصحراء النقب، وسمح بتتبع هطول الأمطار في عصور ما قبل التاريخ. كان الطريق الساحلي للبحر الأحمر جافًا للغاية قبل 140 وبعد 115 ألف سنة(14). تظهر الظروف الرطبة قليلاً عند 90-87 ألف عام، لكنها لا تزال تعادل عُشر هطول الأمطار حوالي 125 ألف سنة. في جنوب صحراء النقب، لم تنمو معادن الكهوف [الإنجليزية] بين 185 و140 ألف سنة (مراحل النظائر البحرية 6)، و110-90 (مراحل النظائر البحرية 5.4-5.2)، ولا بعد 85 ألف سنة ولا خلال معظم الفترة بين الجليدية (مراحل النظائر البحرية 5.1)، الفترة الجليدية والهولوسين. يشير هذا إلى أن جنوب النقب كان جافًا إلى شديد الجفاف في هذه الفترات.
خلال الذروة الجليدية الأخيرة (LGM) كانت الصحراء الكبرى أكثر اتساعًا مما هي عليه الآن مع تقلص مساحة الغابات الاستوائية بشكل كبير، كما أدت درجات الحرارة المنخفضة إلى تقليل قوة حجيرة هادلي. تسببت هذه الحجيرة المناخية في ارتفاع الجو في نطاق التقارب بين المدارين (ITCZ) وجلب الأمطار إلى المناطق المدارية، بينما تدفق الهواء النازل الجاف، عند حوالي 20 درجة شمالًا، إلى خط الاستواء وجلب الظروف الصحراوية إلى هذه المنطقة. ارتبطت الفترة بمعدلات عالية من الغبار المعدني الناجم عن الرياح، وتوجد مستويات الغبار هذه كما هو متوقع في النوى البحرية من شمال المحيط الأطلسي الاستوائي. لكن حوالي 12,500 قبل الميلاد انخفضت كمية الغبار في النوى في بولينغ / أليرود مرحلة فجأة، وتظهر فترة من الظروف الأكثر رطوبة في الصحراء، مما يدل على حدث دانسغارد-أويشجر [الإنجليزية] (DO)(15). بدأت الظروف الصحراوية الرطبة في حوالي 12500 قبل الميلاد، مع امتداد نطاق التقارب بين المدارين شمالًا في نصف الكرة الشمالي في الصيف، جلبت الظروف الرطبة والندية ومناخ السافانا إلى الصحراء، والتي(16) بلغت ذروتها خلال المرحلة المناخية القصوى للحرارة الهولوسينية عند 4000 قبل الميلاد عندما يبدو أن درجات الحرارة في خطوط العرض المتوسطة كانت بين درجتين وثلاث درجات أكثر دفئا مما كانت عليه في الماضي القريب.. يُظهر أيضًا تحليل الرواسب المترسبة في الدلتا على نهر النيل أن هذه الفترة كانت بها نسبة أعلى من الرواسب القادمة من النيل الأزرق، مما يشير إلى ارتفاع هطول الأمطار أيضًا في المرتفعات الإثيوبية. كان السبب الرئيسي في ذلك هو دوران موسمي أقوى في جميع أنحاء المناطق شبه الاستوائية، مما أثر على الهند والجزيرة العربية والصحراء. صارت بحيرة فيكتوريا مؤخرًا مصدرًا للنيل الأبيض وجفت بالكامل تقريبًا حوالي 15 ألف سنة.
أدت الحركة المفاجئة اللاحقة لـنطاق التقارب بين المدارين جنوبًا مع حدث هاينريش [الإنجليزية](17)، المرتبط بالتغيرات مع دورة تذبذب النينو الجنوبي، إلى تجفيف سريع في المناطق الصحراوية والعربية، والتي سرعان ما أصبحت صحراءً. ويرتبط هذا بانخفاض ملحوظ في حجم فيضانات النيل بين 2700 و2100 قبل الميلاد.

## المناطق البيئية

السمات الطبوغرافية الرئيسية للمنطقة الصحراوية

تضم الصحراء عدة مناطق بيئية متميزة. تأوي هذه المناطق، مع اختلاف درجات الحرارة، وهطول الأمطار، والارتفاع، والتربة، مجتمعات متميزة من النباتات والحيوانات.
- الصحراء الساحلية الأطلسية: وهي عبارة عن شريط ضيق على طول ساحل المحيط الأطلسي والذي يُوفر الضباب الناتج عن الشاطئ بواسطة تيار كناري البارد رطوبةً كافيةً للحفاظ على مجموعة متنوعة من الأشنيات والعصاريات والشجيرات. تُغطي مساحة 39 900 كم2، والواقعة في جنوب المغرب وموريتانيا.[81]
- السهوب الشمالية الصحراوية والغابات: وهي تقع على طول الصحراء الشمالية، بجانب أقاليم الغابات والأراضي الحرجية والأجمات المتوسطية البيئية في شمال المغرب العربي وبرقة. تُحافظ الأمطار الشتوية على الشجيرات والأراضي الحرجية الجافة التي تُشكل انتقالًا بين مناطق المناخ المتوسطي في الشمال والصحراء شديدة الجفاف في الجنوب. وهي تغطي مساحة 1 675 300 كم2 في الجزائر ومصر وليبيا وموريتانيا والمغرب وتونس.[82]
- المنطقة البيئية الصحراوية: وهي تُغطي الجزء المركزي شديد الجفاف من الصحراء حيث يكون هطول الأمطار ضئيلًا ومتقطعًا. ووجود الغطاء النباتي نادر، وتتكون هذه المنطقة البيئية في الغالب من الكثبان الرملية(18)، والهضاب الحجرية(21)، والوديان الجافة، والمسطحات المالحة. وهي تغطي مساحة 4 639 900 كم2 من: الجزائر وتشاد ومصر وليبيا ومالي وموريتانيا والنيجر والسودان.[83]
- سهوب وغابات جنوب الصحراء الكبرى: وهي عبارة عن شريط ضيق يمتد شرقًا وغربًا بين الصحراء شديدة الجفاف وسافانا الساحل إلى الجنوب. تجلب تحركات منطقة نطاق التقارب بين المدارين (ITCZ) أمطار الصيف خلال شهري يوليو وأغسطس والتي يتراوح متوسطها من 100 إلى 200 مليمتر (3.9 إلى 7.9 بوصة) ولكنها تختلف اختلافًا كبيرًا من سنة إلى أخرى. تُحافظ هذه الأمطار على المراعي الصيفية من الأعشاب والحشائش، مع وجود غابات وشجيرات جافة على طول مجاري المياه الموسمية. تغطي هذه المنطقة البيئية مساحة 1 101 700 كم2 في الجزائر وتشاد ومالي وموريتانيا والسودان.[84]
- الغابات الجبلية الجافة في الصحراء الغربية: وهي عبارة عن عن منطقة بها العديد من المرتفعات البركانية، والتي تُوفر بيئة أكثر برودة ورطوبة فتُدعم بذلك الغابات والشجيرات الصحراوية المتوسطية. تغطي هذه المنطقة البيئية مساحة 258 100 كم2، معظمها في طاسيلي ناجر بالجزائر، مع جيوب أصغر في جبال آير بالنيجر، وهضبة آدرار في موريتانيا، وأدرار إيفوغاس في مالي والجزائر.[85]
- غابات تبستي وجبل العوينات الجبلية الجافة: تتكون هذه المنطقة البيئية من مرتفعات تيبستي وجبل العوينات. حيث أن ارتفاع معدل هطول الأمطار وانتظامه ودرجات الحرارة المنخفضة يُدعمان الغابات والأراضي الشجرية من نخيل التمر، وأشجار السنط، والآس، والدفلى، والأثل، والعديد من النباتات النادرة والمستوطنة. تغطي المنطقة البيئية مساحة 82 200 كم2 في تيبستي في تشاد وليبيا، وجبل العوينات على حدود مصر وليبيا والسودان.[86]
- الملاحات الصحراوية : وهي منطقة المنخفضات الملحية تغمرها المياه موسميًا وهي موطن للمجتمعات النباتية الملحية(19). تغطي الملاحات الصحراوية مساحة 54 000 كم2 وتنضمن كل من: منخفضات القطارة وسيوة في شمال مصر، وبحيرات الملح التونسية في وسط تونس، وشط ملغيغ في الجزائر، ومناطق أصغر من الجزائر وموريتانيا والجزء الجنوبي من المغرب.[87]
- تنزروفت: هي واحدة من أكثر مناطق الصحراء قحولة، حيث لا توجد بها نباتات وتخلو من أي مظاهر للحياة البشرية.[88] سهل قاحل من الحصى، يمتد جنوب رقان في الجزائر باتجاه مرتفعات أدرار إيفوغاس في شمال مالي.[89]

## النباتات والحيوانات

### النباتات

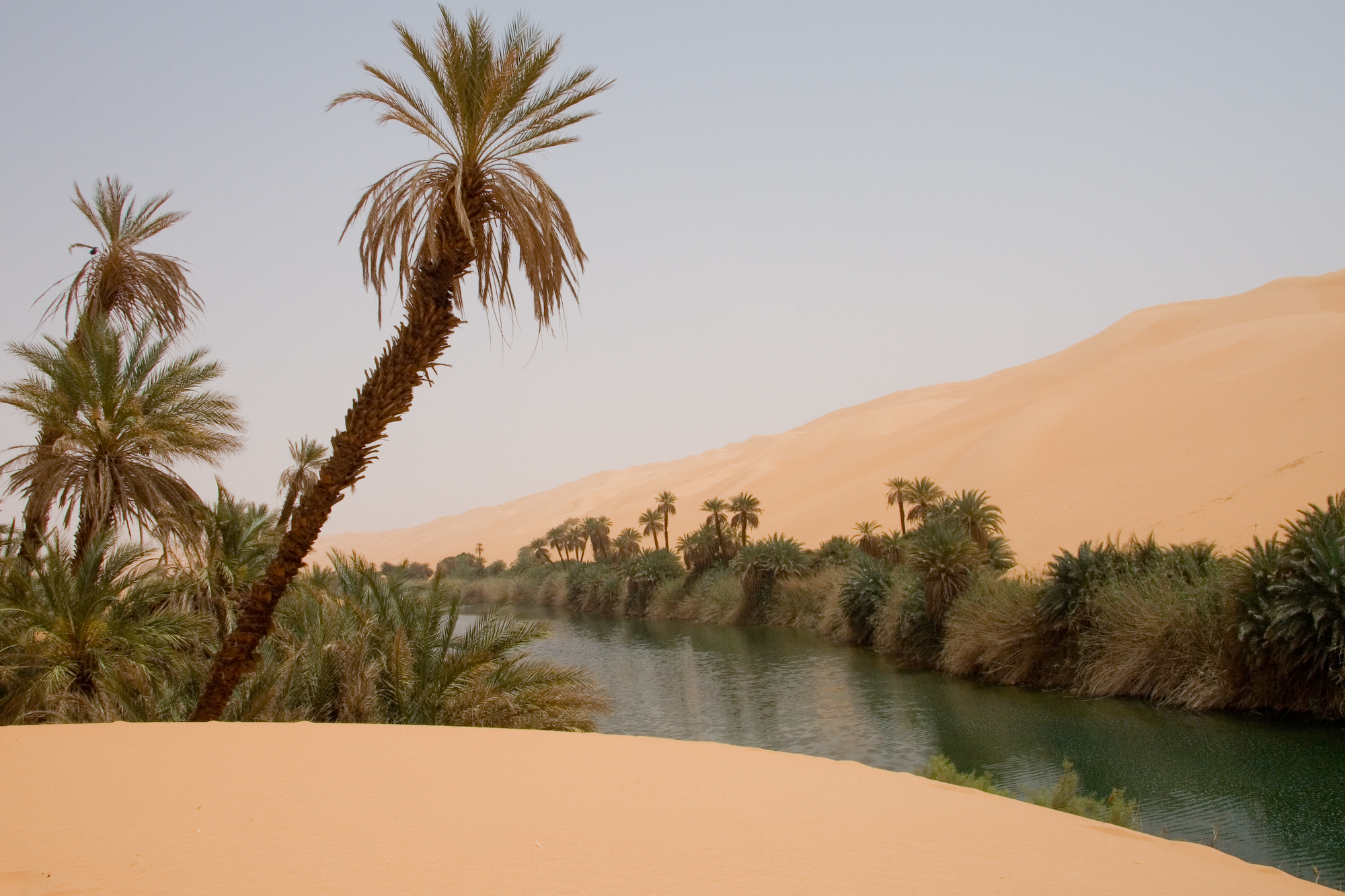
بحيرة واحة إيدهان أوباري، بها أعشاب محلية ونخيل

نباتات الصحراء شديدة التنوع بناءً على الخصائص الجغرافية الحيوية لهذه الصحراء الشاسعة. تتكون الصحراء من الناحية الزهرية، من ثلاث مناطق بناءً على كمية هطول الأمطار المتلقاة : المناطق الشمالية (البحر الأبيض المتوسط) والوسطى والجنوبية. هناك منطقتان انتقاليتان: منطقة الانتقال بين البحر الأبيض المتوسط والصحراء ومنطقة الساحل الانتقالية.
تضم النباتات الصحراوية حوالي 2800 نوع من النباتات الوعائية. ما يقرب من ربعها متوطن. حوالي نصف هذه الأنواع شائعة في نباتات الصحاري العربية.
تشير التقديرات إلى أن الصحراء الوسطى تضم خمسمائة نوع من النباتات، وهي نسبة منخفضة للغاية بالنظر إلى الامتداد الهائل للمنطقة. تكيفت النباتات مثل أشجار الأكاسيا والنخيل والعصارية والشجيرات الشوكية والأعشاب مع الظروف الجافة، من خلال النمو بشكل أقل لتجنب فقدان المياه بسبب الرياح العاتية، وعن طريق تخزين المياه في سيقانها السميكة لاستخدامها في فترات الجفاف، وذلك بامتلاكها لفترة طويلة، ومن خلال وجود جذور طويلة والتي تنتقل أفقيًا للوصول إلى أقصى مساحة من الماء ولإيجاد أي رطوبة سطحية، وكذلك من خلال وجود أوراق أو إبر سميكة صغيرة لمنع فقدان الماء عن طريق التبخر. قد تجف أوراق النبات تمامًا ثم تتعافى.

### الحيوانات

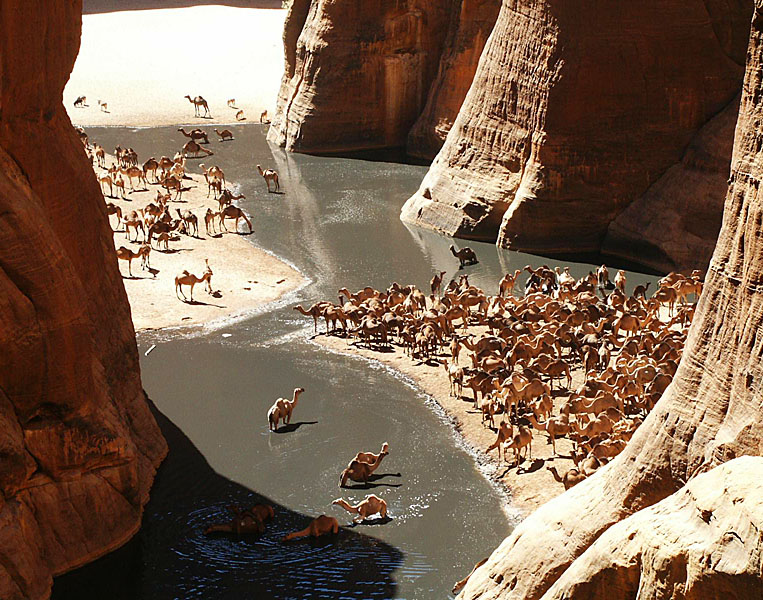
الجمال في قلتة آرشي، في شمال شرق تشاد

تعيش عدة أنواع من الثعالب في الصحراء، منها: الفنك، الثعلب الشاحب، وثعلب روبل. يمكن أن يمضي مها أبو عدس، وهو ظباء أبيض كبير، ما يقرب من عام في الصحراء دون أن يشرب، حيث يُعتقد أن له بطانة خاصة في معدته تُخزن الماء في أكياس لاستخدامها في أوقات التجفاف، كما أنه ينتج بولًا عالي التركيز للحفاظ على المياه. يمكن لغزال دوركاس وهو غزال شمال إفريقي البقاء لفترة طويلة دون ماء. تشمل الغزلان البارزة الأخرى غزال نحيل القرون وغزال المهر.
يعيش الفهد الصحراوي(22) بشكل أساسي في الجزائر ولكن أيضًا في النيجر ومالي وبنين وبوركينا فاسو. لا يزال هناك أقل من 250 فهدًا ناضجًا، وهم حذرون للغاية، يفرون من أي وجود بشري. يتجنب الفهد الشمس من أبريل إلى أكتوبر، باحثًا عن مأوى من الشجيرات مثل البلانيت والسنط. هم شاحبون بشكل غير عادي. تعيش الأنواع الفرعية الأخرى من الفهد(23) في تشاد والسودان والمنطقة الشرقية من النيجر. ومع ذلك، فهو منقرض حاليًا في البرية في مصر وليبيا.
تشمل الحيوانات الأخرى السحالي، الوبريات، الأفاعي الرملية، ومجموعات صغيرة من الكلاب البرية الإفريقية، التي قد لا تتواجد إلا في 14 دولة فقط  والنعام أحمر العنق. توجد حيوانات أخرى في الصحراء (الطيور على وجه الخصوص) مثل المنقار الفضي الإفريقي وطائر أسود الوجه [الإنجليزية]. توجد أيضًا تماسيح صحراوية صغيرة في موريتانيا وهضبة إنيدي في تشاد. الماعز والجمال العربي هي الحيوانات الأليفة الأكثر شيوعًا في الصحراء. نظرًا لخصائص التحمل والسرعة، فإن الجمل العربي هو الحيوان المفضل الذي يستخدمه البدو.

## تاريخ

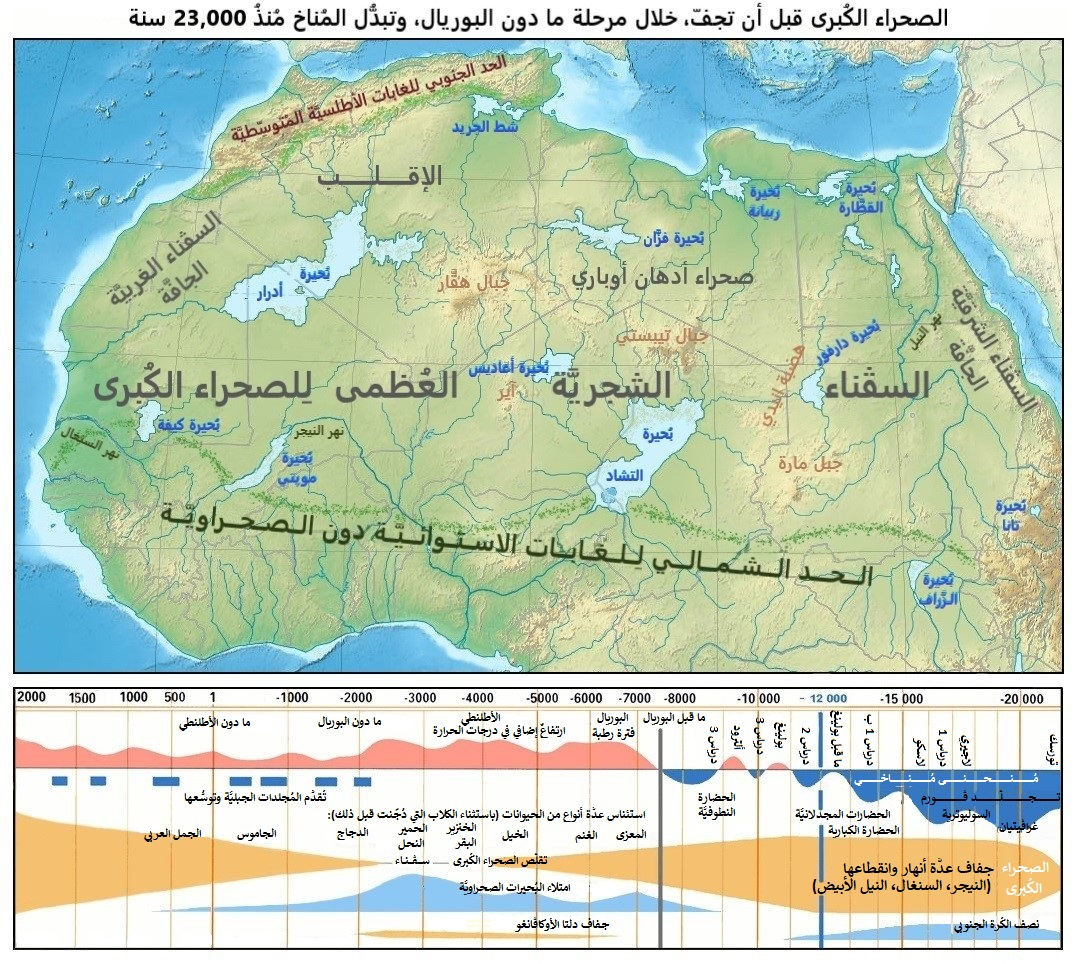
الصحراء الكُبرى قبل عشرات آلاف السنين حين كانت بعدُ خضراء تخترقها عدَّة أنهار وتختزن بضع بُحيراتٍ عظيمة: الحيوانات في ذلك الوقت، التي تشهد عليها بقايا الحفريات وفن الصخور، وتشمل النعام والغزال والأبقار والفيلة والزرافات وأفراس النهر والتماسيح...

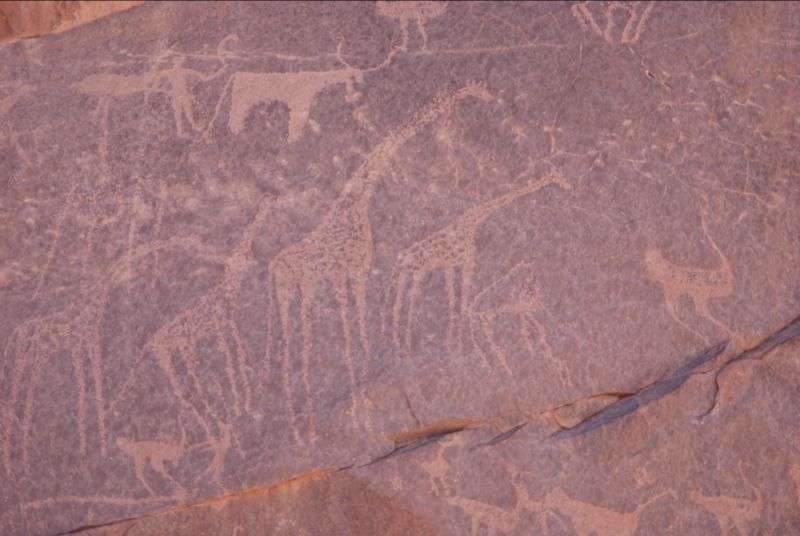
نقوش صخرية لهضبة الجلف الكبير، والتي تأوي كهف السباحين بالإضافة لمواقع أخرى وتُظهر هنا حيوانات السافانا الصحراوية.

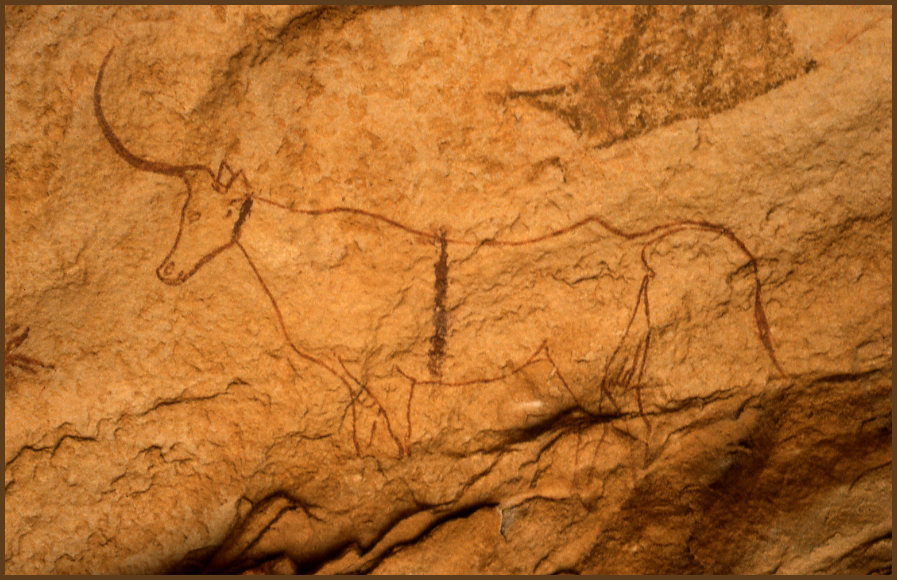
رسوم كهف رسوم كهف جبارين الصخرية في طاسيلي ناجر، تُظهر بقرة محلية بقرون رفيعة وطويلة.

عاش الناس على حافة الصحراء منذ آلاف السنين، أي منذ نهاية العصر الجليدي الأخير. تطور الفن الصخري المنقوش والمرسوم في الصحراء الوسطى على الأرجح منذ 10000 عام، ويمتد إلى فترة بوبالين [الإنجليزية]، وفترة كل أسوف [الإنجليزية]، وفترة الرأس المستديرة [الإنجليزية]، والفترة الرعوية [الإنجليزية]، وفترة كابالين، وفترة كاملين. كانت الصحراء في ذلك الوقت مكانًا أكثر رطوبة مما هي عليه اليوم. نجا أكثر من 30000 نقش صخري يُعبر عن حيوانات النهر مثل التماسيح، نصفها موجود في طاسيلي ناجر في جنوب شرق الجزائر. وعُثر هنا أيضًا على مستحاثات الديناصورات، بما في ذلك أفروفينيتور وجوباريا [الإنجليزية] وأورانوصور. ومع ذلك، فإن الصحراء الحديثة ليست خصبة بالنباتات، باستثناء وادي النيل، في عدد قليل من الواحات، وفي المرتفعات الشمالية، حيث تنمو نباتات البحر الأبيض المتوسط مثل شجرة الزيتون. ساد الاعتقاد منذ فترة طويلة أن المنطقة كانت على هذا النحو منذ حوالي 1600 قبل الميلاد، بعد أن أدت التحولات في محور الأرض إلى زيادة درجات الحرارة وانخفاض هطول الأمطار، مما أدى إلى التصحر المفاجئ في شمال إفريقيا منذ حوالي 5400 عام.

### الحضارة الكيفية
الحضارة الكيفية هي صناعة أو مجال ما قبل التاريخ، كانت موجودة بين حوالي 8000 قبل الميلاد و6000 قبل الميلاد في الصحراء الكبرى، خلال الحقبة الإفريقية الرطبة التي يشار إليها باسم العصر الحجري الحديث. عُثر على بقايا بشرية من هذه الحضارة في عام 2000 بعد الميلاد في موقع يعرف باسم غوبيرو [الإنجليزية]، يقع في النيجر في صحراء تينيري. يُعرف الموقع بأنه أكبر وأقدم مكان دفن لسكان العصر الحجري في الصحراء الكبرى. كان الكيفيون صيادين ماهرين. تشير عظام العديد من حيوانات السافانا الكبيرة التي اكتشفت في نفس المنطقة إلى أنها عاشت على ضفاف بحيرة كانت موجودة خلال عصر الهولوسين الرطب، وهي فترة كانت الصحراء الكبرى فيها خضراء ورطبة. كان شعب الكيفي طويل القامة، وبلغ طولهم أكثر من ستة أقدام. يُشير تحليل قياس الجمجمة إلى أن هذه المجموعة السكانية المبكرة من الفترة الهولوسينية كانت مرتبطة بالإيبيروموريسية في العصر البليستوسيني المتأخر والحضارة القبصية في العصر الهولوسيني المبكر في المغرب العربي، وكذلك مجموعات المشتاني في منتصف العصر الهولوسيني. لا توجد آثار للحضارة الكيفية بعد 6000 قبل الميلاد، حيث مرت الصحراء بفترة جفاف للألف سنة التالية. ببعد هذا الوقت، استعمرت الحضارة التينيرية المنطقة.

### الحضارة التينيرية
اكتشفت غوبيرو في عام 2000 خلال رحلة استكشافية أثرية بقيادة بول سيرينو [الإنجليزية] للبحث عن بقايا ديناصورات. تم اكتشفت حضارتين متميزتين من عصور ما قبل التاريخ في الموقع: الحضارة الكيفية من الفترة الهولوسينية المبكرة، والحضارة التينيرية من الفترة الهولوسينية الوسطى. استمر الجفاف حتى حوالي 4600 قبل الميلاد، وهي الفترة التي أُرخ فيها أقدم القطع الأثرية المرتبطة بالتينيريين. اكتُشف حوالي 200 هيكل عظمي في غوبيرو. كان التينيريون أقصر طولًا وأقل قوة من الشعوب السابقة المرتبطة بالحضارة الكيفية. يشير تحليل قياس الجمجمة أيضًا إلى أنها كانت متميزة من الناحية العظمية. تشبه جماجم الكيفيين تلك التي كانت موجودة في الحضارة الأيبريومورية من العصر البليستوسيني المتأخر والحضارة القبصية في العصر الهولوسيني المبكر، وكذلك مجموعات المشتاني في منتصف العصر الهولوسيني، في حين أن الجمجمة التينيرية تشبه إلى حد كبير مجموعات البحر الأبيض المتوسط. تُظهر القبور أن التينيريين قد مارسوا التقاليد الروحية، حيث أنهم دُفنوا مع المشغولات اليدوية مثل المجوهرات المصنوعة من أنياب أفراس النهر والأواني الفخارية. الاكتشاف الأكثر إثارة للاهتمام هو دفن ثلاثي لأنثى بالغة وطفلين يعود تاريخه إلى 5300 عام. قُدرت أعمار المستحاثات المتعانقة من خلال أسنانهم على أنها تبلغ من العمر خمس وثماني سنوات. تشير بقايا حبوب اللقاح إلى أنهم دُفنوا على فراش من الزهور. يُفترض أن الثلاثة قد ماتوا في غضون 24 ساعة من بعضهم البعض، ولكن بما أن هياكلهم العظمية لا تحمل أي صدمة ظاهرة(24) وقد دُفنوا بشكل متقن - من غير المحتمل أن يكونوا قد ماتوا بسبب الطاعون - ويبقى سبب الموت لغزًا.

### مومياء تشوينات
يبدو أن وان موهى جاج كان مأهولًا بالسكان من الألفية السادسة قبل الميلاد على الأقل إلى حوالي 2700 قبل الميلاد، على الرغم من أنه ليس بالضرورة كان بشكل مستمر. الاكتشاف الأكثر جدارة بالملاحظة في وان موهي جاج هو مومياء صبي صغير له من العمرحوالي سنتين ونصف. كان الطفل في وضعية الجنين، ثم حُنط، ثم وضع في كيس مصنوع من جلد الظباء، معزول بطبقة من الأوراق. أُزيلت أعضاء الصبي كما يتضح من شقوق في بطنه وصدره، وأُدخلت مادة حافظة عضوية لمنع جسده من التحلل. كما عُثر على عقد من قشر بيض النعام حول عنقه. حدد التأريخ بالكربون المشع عمر المومياء بحوالي 5600 عام، مما يجعلها أقدم بحوالي 1000 عام من أقدم مومياء مسجلة سابقًا في مصر القديمة. في 1958-1959، أجرت بعثة أثرية بقيادة أنطونيو أسينزي تحليلات أنثروبولوجية وإشعاعية ونسيجية وكيميائية على مومياء وان موهي جاج. ادعى الفريق أن المومياء كانت لطفل يبلغ من العمر 30 شهرًا من جنس غير مؤكد وتتمتع بخصائص الزنجانيين(25)، كما أشار شق طويل في جدار بطن العينة إلى أن الجسد قد حُنط في البداية عن طريق نزع الأحشاء وخضع لاحقًا للتجفاف الطبيعي. عُثر على شخص آخر، بالغ، في وان موهي جاج، مدفونًا في وضعية القرفصاء. ومع ذلك، لم تظهر الجثة أي دليل على نزع الأحشاء أو أي طريقة أخرى للحفظ. قُدِّر تاريخ الجثة بحوالي 7500 سنة مضت.

### النوبيون

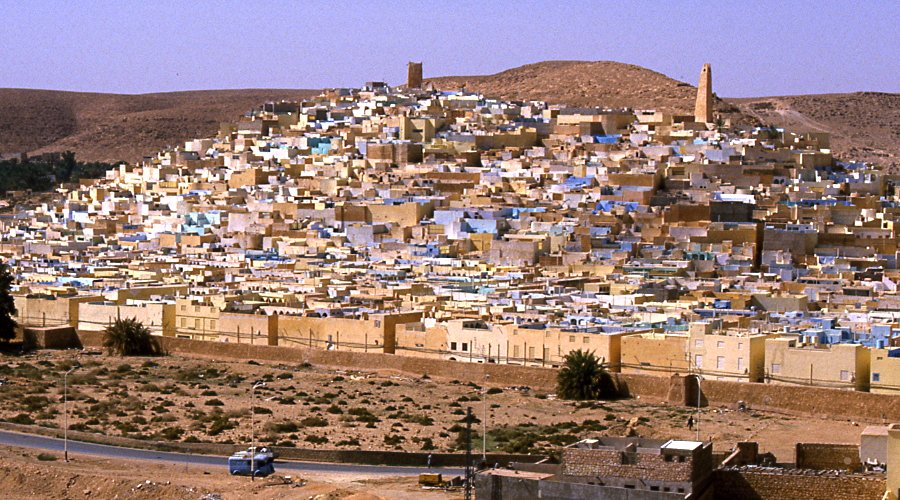
بني يزقن مدينة عتيقة محاطة بأسوار في الصحراء الجزائرية

خلال العصر الحجري الحديث، قبل بداية التصحر حوالي 9500 قبل الميلاد، كان وسط السودان بيئة غنية تدعم عددًا كبيرًا من السكان عبر ما هو الآن صحراء قاحلة، مثل وادي القعب. بحلول الألفية الخامسة قبل الميلاد، كان الناس الذين يسكنون ما يسمى الآن النوبة، مشاركين فعليًا في «الثورة الزراعية»، ويعيشون أسلوب حياة مستقر مع النباتات والحيوانات الأليفة. يشير الفن الصخري الصحراوي للماشية والرعاة إلى وجود عبادة للماشية مثل تلك الموجودة في السودان والمجتمعات الرعوية الأخرى في إفريقيا اليوم. الجنادل التي عُثر عليها في موقع نبتة بلايا الأثري هي أمثلة علنية لأولى أجهزة علم الآثار الفلكي المعروفة في العالم، والتي سبقت أثر ستونهنج بحوالي 2000 عام. لوحظ هذا التعقيد في موقع نبتة بلايا وعُبّر عنه بمستويات مختلفة من السُلْطة داخل المجتمع هناك، من المحتمل أن يكون أساس بنية المجتمع في العصر الحجري الحديث في نبتة والمملكة القديمة في مصر.

### المصريون
بحلول عام 6000 قبل الميلاد، كان المصريون ما قبل الأسرات في الركن الجنوبي الغربي من مصر يرعون الماشية ويبنون المباني الكبيرة. تركزت الإقامة في مستوطنات منظمة ودائمة في مصر ما قبل الأسرات بحلول منتصف الألفية السادسة قبل الميلاد في الغالب على زراعة الحبوب وتربية الحيوانات: الماشية والماعز والخنازير والأغنام. حلت الأشياء المعدنية محل الأحجار السابقة. كانت دباغة جلود الحيوانات والفخار والنسيج شائعة في هذا العصر أيضًا. هناك مؤشرات على الاستيطان الموسمي أو المؤقت الوحيد لمدينة الفيوم في الألفية السادسة قبل الميلاد، مع وجود أنشطة غذائية التي تركز على صيد الأسماك والصيد وجمع الطعام. كما توجد رؤوس سهام حجرية وسكاكين وكاشطات من العصر بشكل شائع. وشملت مواد الدفن الفخار والمجوهرات ومعدات الزراعة والصيد وأطعمة متنوعة بما في ذلك اللحوم والفواكه المجففة. يبدو أن الدفن في البيئات الصحراوية يعزز طقوس الحفظ المصرية، وكان الموتى يُدفنون في مواجهة الغرب.
بحلول عام 3400 قبل الميلاد، كانت الصحراء جافة كما هي اليوم، بسبب انخفاض هطول الأمطار وارتفاع درجات الحرارة الناتج عن التحول في مدار الأرض. نتيجة لهذا الجفاف، أصبح حاجزًا غير قابل للاختراق إلى حد كبير أمام البشر، حيث تركزت المستوطنات المتبقية بشكل أساسي حول الواحات العديدة المنتشرة في الطبيعة. من المعروف أن القليل من التجارة أو المقايضة قد مرت عبر المناطق الداخلية في فترات لاحقة، والاستثناء الرئيسي الوحيد هو وادي النيل. ومع ذلك، كان نهر النيل غير سالك في العديد من الشلالات، مما جعل التجارة والاتصال بالقوارب أمرًا صعبًا.

### حضارة تيشيت
في 4000 قبل الميلاد، نشأت بداية بنية اجتماعية متطورة(26) بين الرعاة وسط الفترة الرعوية [الإنجليزية] للصحراء. كانت الثقافة الرعوية الصحراوية(27) معقدة. بحلول عام 1800 قبل الميلاد، انتشرت الثقافة الرعوية الصحراوية في جميع أنحاء مناطق الصحراء والساحل. كانت المراحل الأولية للبنية الاجتماعية المتطورة بين الرعاة الصحراويين بمثابة الجزء لتطوير التسلسلات الهرمية المعقدة الموجودة في المستوطنات الإفريقية، مثل ذر تيشيت [الإنجليزية]. بعد الهجرة من الصحراء الوسطى، أسست شعوب ماندي [الإنجليزية] حضارتها في منطقة تيشيت بالصحراء الغربية يرجع تاريخ تقليد تيشيت بشرق موريتانيا إلى عام 2200 قبل الميلاد إلى 200 قبل الميلاد. تضمنت ثقافة تيشيت، في ذر نعمة، ذر تاغانت، ذر تيشيت، وذر ولاتة، بنية اجتماعية هرمية من أربعة مستويات، زراعة الحبوب، التعدين، والعديد من المقابرالجنائزية، وتقليد الفن الصخري وفي ذر تيشيت وذر ولاتة، ربما رُوّضت أيضًا الدخن اللؤلؤي بشكل مستقل وسط العصر الحجري الحديث الرعوي [الإنجليزية]. ربما كان تقليد تيشيت الحضري  أقدم مجتمع منظم بشكل معقد واسع النطاق في غرب إفريقيا، وحضارة مبكرة للصحراء، والتي ربما كانت بمثابة جزء لتشكيل الدولة في غرب افريقيا.
عُثر على عناصر حديدية (350 قبل الميلاد - 100 م) في ذر تاغانت وأعمال المعادن و/ أو العناصر الحديدية (800 قبل الميلاد - 400 قبل الميلاد) كجزء من اتجاه أوسع لتعدين الحديد الذي طُوّر في منطقة ساحل غرب إفريقيا خلال الألفية الأولى قبل الميلاد. في ديا شوما ووالالدي، ووجدت بقايا تصنيع الحديد (760 قبل الميلاد - 400 قبل الميلاد) في بوخزامة وجيغانياي. المواد الحديدية التي عُثر عليها هي دليل على تصنيع الحديد في ذر تاغانت. في أواخر فترة تقليد تيشيت استخدام في ذر نعمة الدخن اللؤلئي المروض لتلطيف أعمدة التويير في فرن ذو عمود منخفض بيضاوي الشكل. كان هذا الفرن واحدًا من أصل 16 فرنًا حديديًا يقع على أرض مرتفعة. قد تكون صناعة المعادن الحديدية [الإنجليزية] قد تطورت قبل النصف الثاني من الألفية الأولى قبل الميلاد، كما يتضح من الفخار الذي يرجع تاريخه إلى ما بين 800 قبل الميلاد و200 قبل الميلاد. كما استخدم النحاس في ذر والطة وذر تيشيت.
بعد تراجعها في موريتانيا، انتشر تقليد تيشيت إلى منطقة النيجر الوسطى(28) في مالي حيث تطورت واستمرت على أنها وجوه فايتا الخزفية بين 1300 قبل الميلاد و400 قبل الميلاد بين عمارة التربة المدكوكة ومعادن الحديد (التي تطورت بعد 900 قبل الميلاد). بعد ذلك، تطورت إمبراطورية غانا في الألفية الأولى بعد الميلاد.

### الفينيقيون

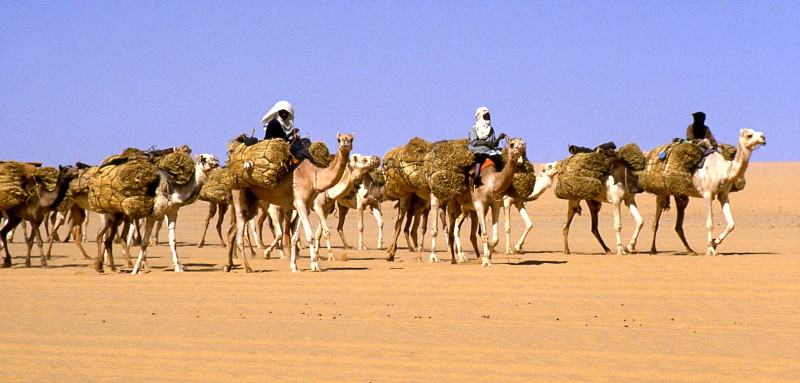
قافلة ملح أزلاي. وأفاد الفرنسيون أن قافلة 1906 بلغ عددها 20 ألف جمل.

أنشأ شعب فينيقيا، الذي ازدهر من 1200 إلى 800 قبل الميلاد، اتحادًا من الممالك عبر الصحراء بأكملها إلى مصر. استقروا بشكل عام على طول ساحل البحر الأبيض المتوسط، وكذلك الصحراء، بين شعوب ليبيا القديمة، الذين كانوا أسلاف الأشخاص الذين يتحدثون اللغات الأمازيغية في شمال إفريقيا والصحراء اليوم، بما في ذلك الطوارق في وسط الصحراء.
يبدو أن الليبيون القدماء في شمال إفريقيا قد تبنوا الأبجدية الفينيقية، ولا يزال رعاة جمال الطوارق الناطقين باللغة الأمازيغية يستخدمون التيفيناغ في الصحراء الوسطى.
في وقت ما بين 633 قبل الميلاد و530 قبل الميلاد، أنشأ حانون الملاح أو عزز المستعمرات الفينيقية في الصحراء الغربية، لكن جميع البقايا القديمة اختفت دون أي أثر تقريبًا.

### اليونانيون
بحلول عام 500 قبل الميلاد، وصل اليونانيون إلى الصحراء. انتشر التجار اليونانيون على طول الساحل الشرقي للصحراء، وأقاموا مستعمرات تجارية على طول البحر الأحمر. اكتشف القرطاجيون الساحل الأطلسي للصحراء، لكن اضطراب المياه ونقص الأسواق تسبب في عدم وجود جنوب أبعد من المغرب الحديث. وهكذا أحاطت الدول المركزية بالصحراء من الشمال والشرق. بقيت الصحراء خارج سيطرة هذه الدول. كانت غارات البدو الأمازيغ في الصحراء مصدر قلق دائم لأولئك الذين يعيشون على حافة الصحراء.

### الحضارة الحضرية

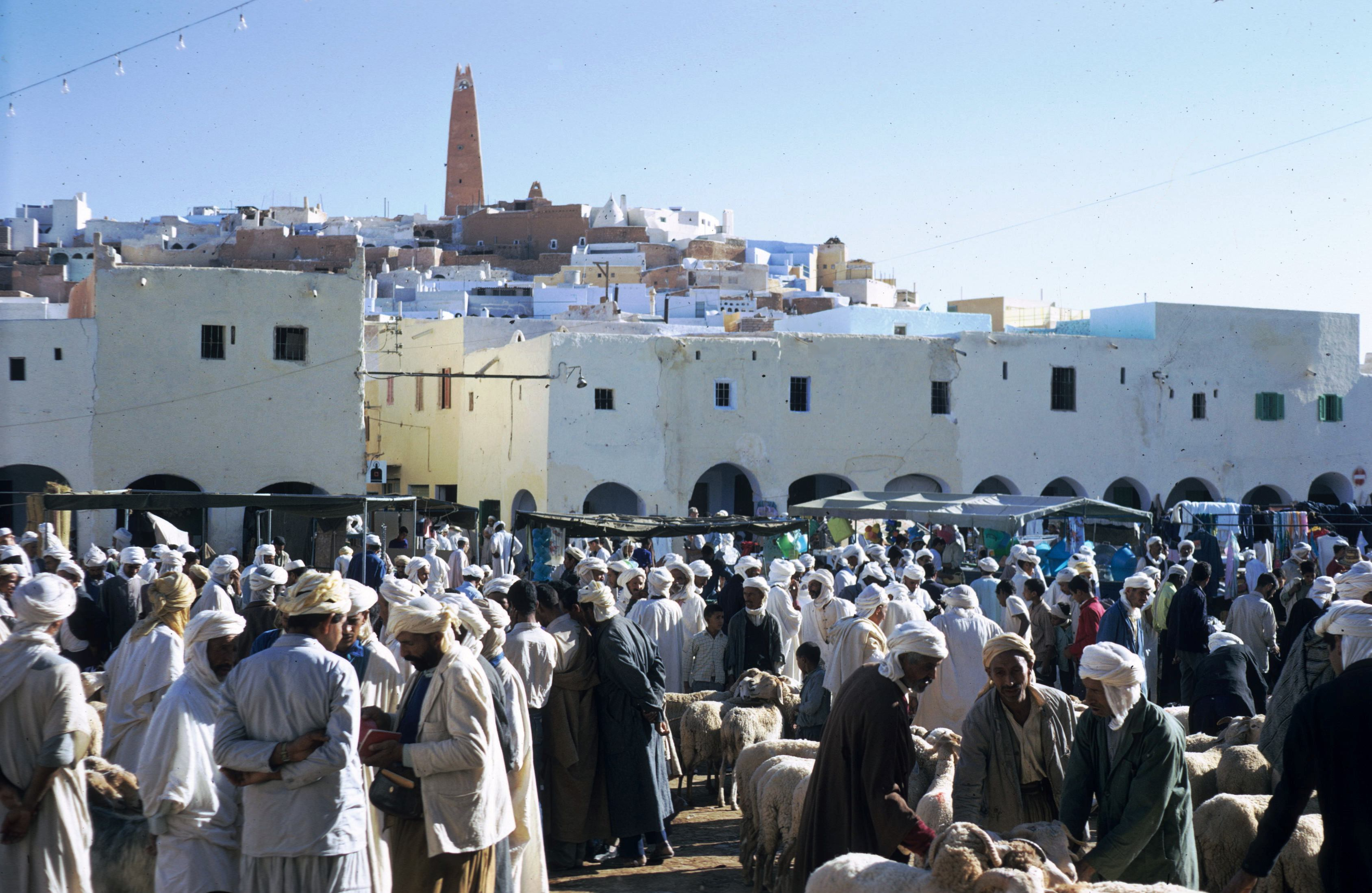
سوق بساحة غرداية الرئيسة (1971)

نشأت الحضارة الحضرية، الجرمناتية، حوالي 500 قبل الميلاد في قلب الصحراء، في واد يسمى الآن وادي العجل في فزان بليبيا. حقق الجرمناتية هذا التطور من خلال حفر أنفاق بعيدة في الجبال المحيطة بالوادي للاستفادة من المياه الأحفورية وإحضارها إلى حقولهم. نما عدد السكان الجرمنتيون وأصبحوا أقوياء، وقهروا جيرانهم وأسروا العديد من العبيد(29). عرف الإغريق والرومان القدماء عن الجرامنتيين واعتبروهم بدوًا غير متحضرين. ومع ذلك، فقد تداولهم معهم، وعُثر على حمام روماني في عاصمة المنطقة غراما. اكتشف علماء الآثار ثماني مدن رئيسة والعديد من المستوطنات الهامة الأخرى في منطقة جرمنت. انهارت الحضارة الجرمناتية في النهاية بعد أن استنفدت المياه المتاحة في طبقات المياه الجوفية ولم يعد بإمكانها الحفاظ على الجهود المبذولة لتوسيع الأنفاق إلى الجبال.

### الأمازيغ

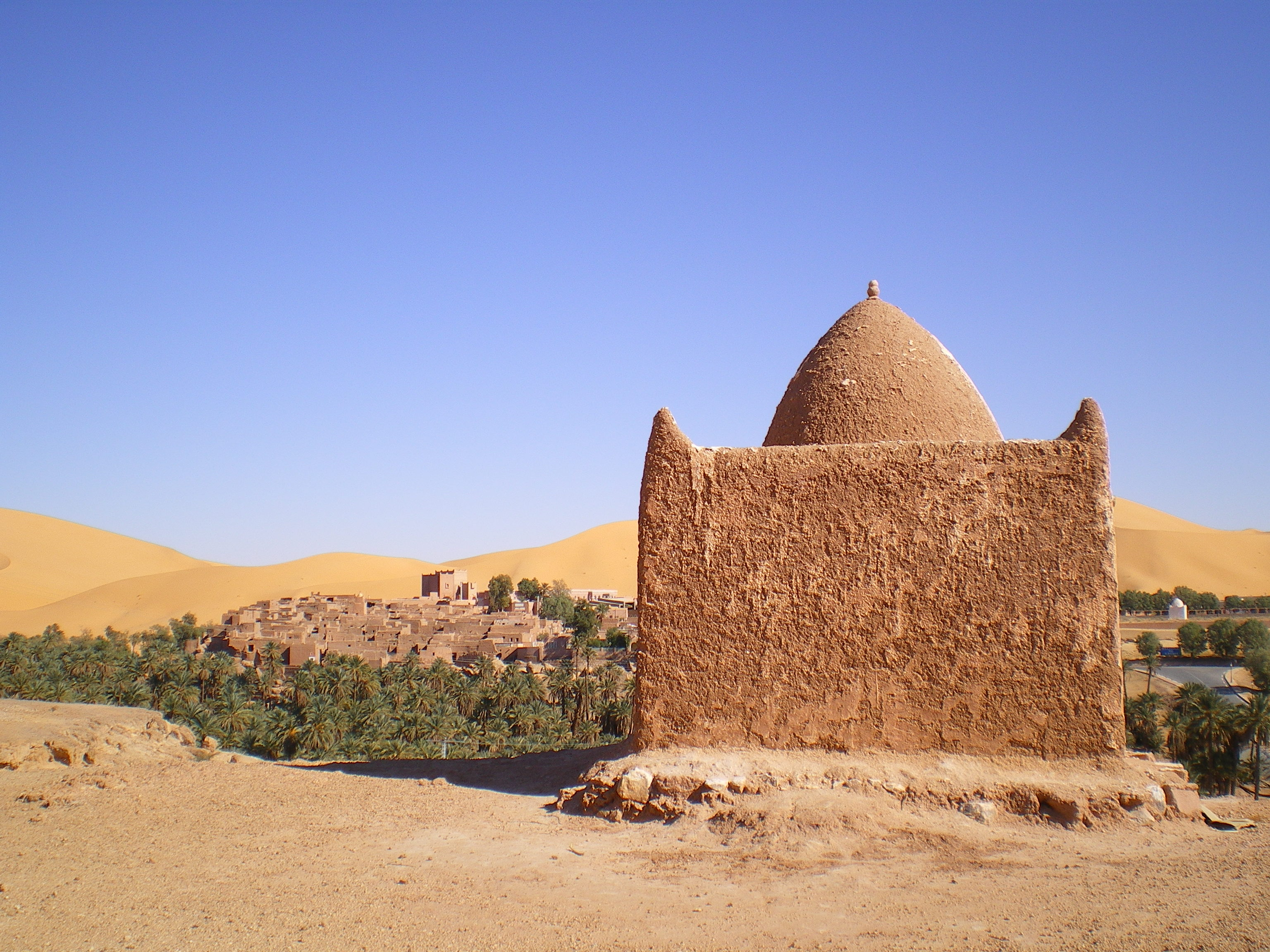
الزاوية عند مدخل تاغيت الجزائر

احتل الأمازيغ جزءًا كبيرًا من الصحراء. بنى الأمازيغ الجرامنتيون إمبراطورية مزدهرة في قلب الصحراء. ولا يزال بدو الطوارق الرحل يعيشون ويتنقّلون عبر مساحات الصحراء الشاسعة حتى يومنا هذا.

### الرومان
احتلت مقاطعة شمال إفريقيا الرومانية عام 146 قبل الميلاد. بعد الميلاد خلال الحرب البونيقية الثالثة مع وصول الحملات الرومانية إلى الصحراء، مثل تلك التي قام بها لوسيوس بولبوس في عام 50 قبل الميلاد. أو ميلادي الجنرال الروماني سيبتيموس فلاكوس والمستكشف العسكري يوليوس ماتيرموس اللذان وصلا إلى تشاد حتى القرن الأول. وحكمت الإمبراطورية الرومانية الشرقية الساحل الشمالي للصحراء من القرن الخامس إلى القرن السابع

### التوسع الإسلامي والعربي

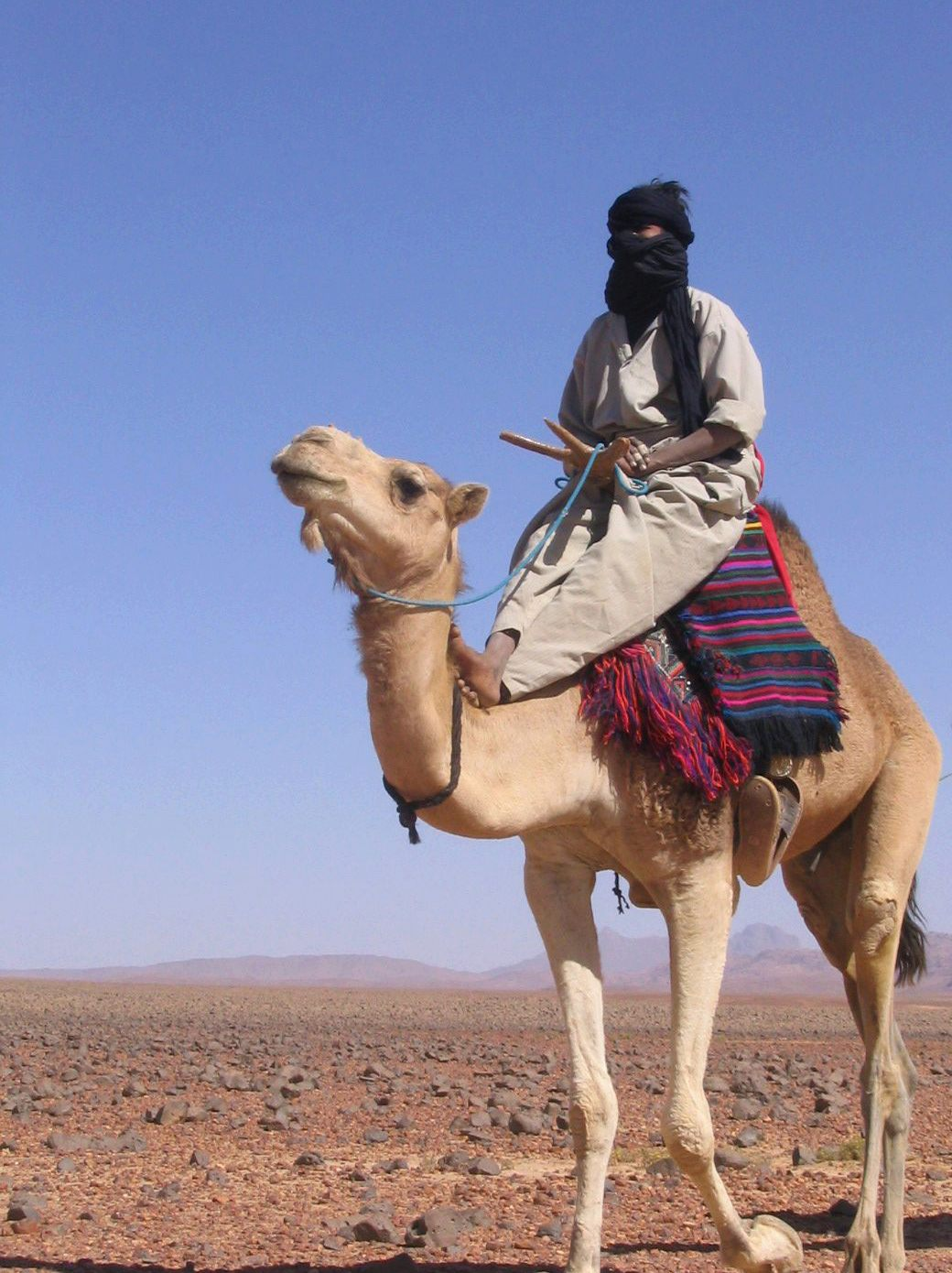
سيطر الطوارق ذات مرة على وسط الصحراء وتجارتها.

حكمت الإمبراطورية البيزنطية الشواطئ الشمالية للصحراء من القرن الخامس إلى القرن السابع. بعد الفتح الإسلامي للمنطقة العربية، وتحديداً شبه الجزيرة العربية، بدأ الفتح الإسلامي للمغرب في منتصف القرن السابع إلى أوائل القرن الثامن، وتوسع النفوذ الإسلامي بسرعة في الصحراء. بحلول نهاية عام 641 م، كانت مصر كلها في أيدي المسلمين. تكثفت التجارة عبر الصحراء، وعبرت تجارة الرقيق الصحراء. تشير التقديرات إلى أنه في الفترة من القرن العاشر إلى القرن التاسع عشر، نُقل ما بين 6000 إلى 7000 عبد شمالًا كل عام.
سيطر بنو حسان وغيرها من القبائل العربية البدوية على صنهاجة الأمازيغية قبائل الصحراء الغربية بعد حرب شرببة من القرن 17. نتيجة لذلك، هيمنت الثقافة واللغة العربية، وخضعت القبائل الأمازيغية لبعض التعريب.

### العصر التركي العثماني
في القرن السادس عشر، سيطرت الدولة العثمانية على الحافة الشمالية للصحراء، مثل الايالات الساحلية في الجزائر وتونس حاليًا، وكذلك بعض أجزاء من ليبيا الحالية، جنبًا إلى جنب مع مملكة مصر شبه المستقلة. من عام 1517، كانت مصر جزءًا مهمًا من الإمبراطورية العثمانية، والتي منحت ملكيتها للعثمانيين السيطرة على وادي النيل وشرق البحر الأبيض المتوسط وشمال إفريقيا. كانت فائدة الدولة العثمانية هي حرية التنقل للمواطنين والبضائع. استغل التجار الطرق البرية العثمانية للتعامل مع التوابل والذهب والحرير من الشرق والبضائع المصنعة من أوروبا وتجارة العبيد والذهب من إفريقيا. استمرت اللغة العربية حيث عُززت اللغة المحلية والثقافة الإسلامية بشكل كبير. كانت مناطق الساحل وجنوب الصحراء موطنًا لعدة دول مستقلة أو عشائر الطوارق المتجولة.

### الاستعمار الأوروبي
بدأ الاستعمار الأوروبي للصحراء في القرن التاسع عشر. احتلت فرنسا إيالة الجزائر في عام 1830، وانتشر الحكم الفرنسي جنوبًا انطلاقًا من الجزائر الفرنسية وشرقًا من السنغال إلى الجزء العلوي من النيجر ليشمل حاليًا الجزائر وتشاد ومالي ثم السودان الفرنسي بما في ذلك تمبكتو (1893) وموريتانيا والمغرب (1912) والنيجر وتونس (1881). بحلول بداية القرن العشرين، تراجعت التجارة عبر الصحراء بشكل واضح لأن البضائع صارت تُنقل من خلال وسائل أكثر حداثة وفعالية، مثل الطائرات، بدلاً من نقلها عبر الصحراء.
استغل الفرنسيون العداء الطويل الأمد بين عرب الشعانبة والطوارق. جُندت فيالق المهاريست [الإنجليزية] المعتمدة على الإبل التي نشأت حديثًا في الأصل بشكل أساسي من قبيلة الشعانبة البدوية. في عام 1902، توغل الفرنسيون في جبال الهقار وهزموا كل آهقار في معركة تيت.

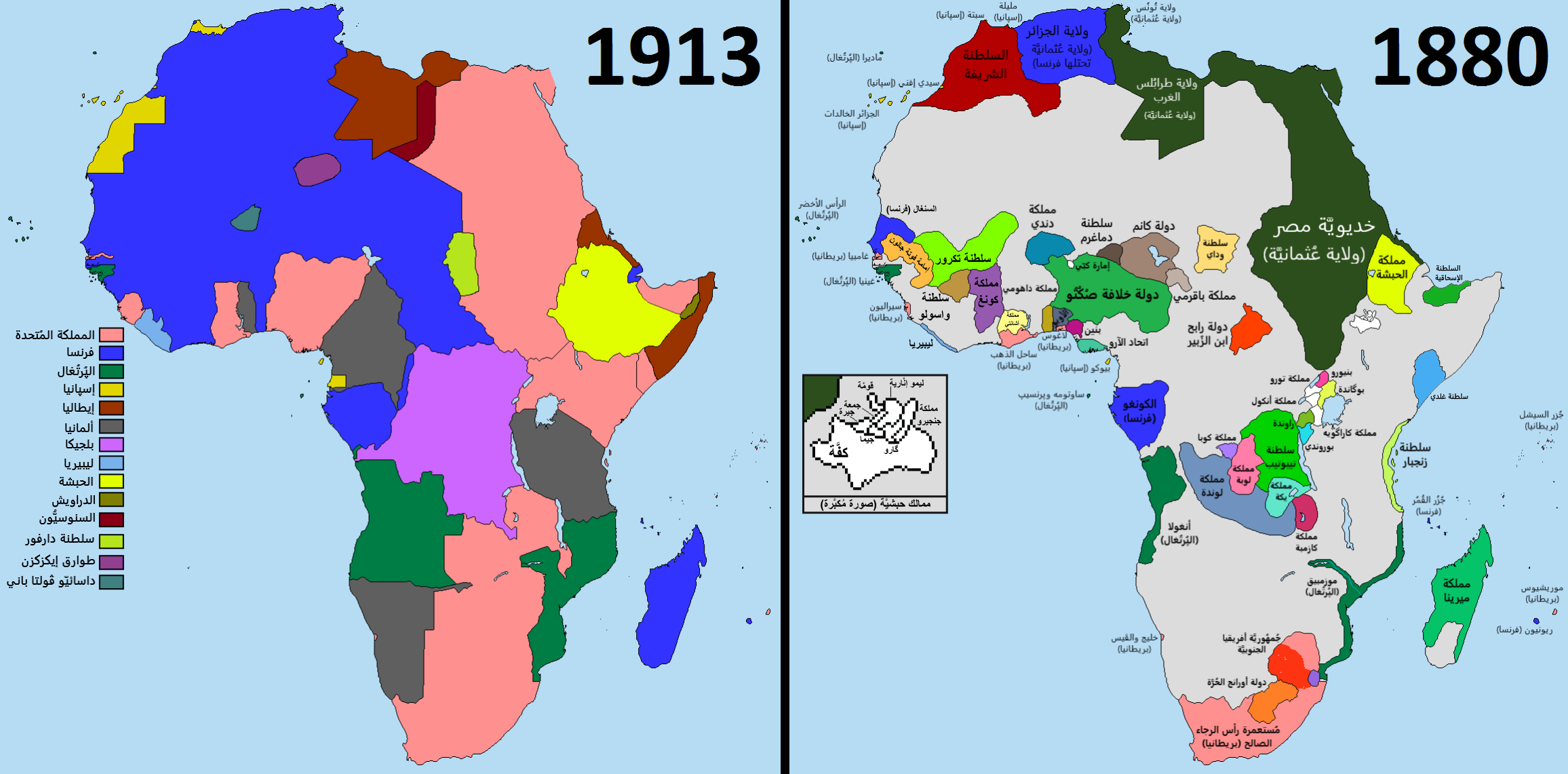
كانت الإمبراطورية الاستعمارية الفرنسية (الزرقاء) هي الوجود المهيمن في الصحراء

كانت الإمبراطورية الاستعمارية الفرنسية هي الوجود المهيمن في الصحراء. أقامت خطوط جوية منتظمة من تولوز(30)، إلى وهران وعبر الهقار إلى تمبكتو والغرب إلى باماكو وداكار، بالإضافة إلى خدمات الحافلات العابرة للصحراء التي تديرها شركة العابرة للصحراء (بالفرنسية: La Compagnie Transsaharienne) (تأسست عام 1927). يوثق فيلم رائع صورة الطيار الشهير الكابتن رينيه واثييه أول عبور لقافلة شاحنات كبيرة من الجزائر العاصمة إلى تشاد عبر الصحراء.
احتلت مصر، بقيادة محمد علي وخلفائه، النوبة في 1820-1822، وأسست الخرطوم عام 1823، واحتلت دارفور عام 1874. أصبحت مصر، بما في ذلك السودان، محمية بريطانية عام 1882. فقدت مصر وبريطانيا السيطرة على السودان من عام 1882 إلى عام 1898 نتيجة الثورة المهدية. بعد الاستيلاء عليها من قبل القوات البريطانية في عام 1898، أصبح السودان سيادة مشتركة أنجلو-مصرية.
استولت إسبانيا على الصحراء الغربية الحالية بعد عام 1874، على الرغم من أن ريو ديل أورو ظلت إلى حد كبير تحت النفوذ الصحراوي. في عام 1912، استولت إيطاليا على أجزاء من ليبيا. لتعزيز الديانة الرومانية الكاثوليكية في الصحراء، عين البابا بيوس التاسع مندوباً رسولياً للصحراء والسودان في عام 1868 ؛ في وقت لاحق في القرن التاسع عشر أعيد تنظيم سلطته في نيابة الصحراء الرسولية [الإنجليزية].

### تفكك الإمبراطوريات وما يليها

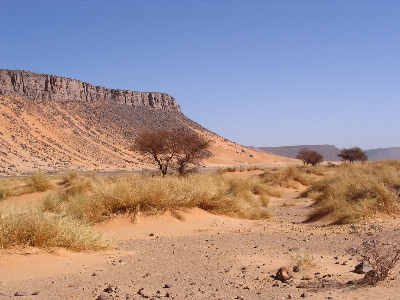
الصحراء اليوم

نالت مصر استقلالها عن بريطانيا في عام 1936، على الرغم من أن المعاهدة البريطانية المصرية لعام 1936 سمحت لبريطانيا بالاحتفاظ بقوات في مصر والحفاظ على السيادة المشتركة البريطانية المصرية في السودان. سحبت القوات العسكرية البريطانية في عام 1954.

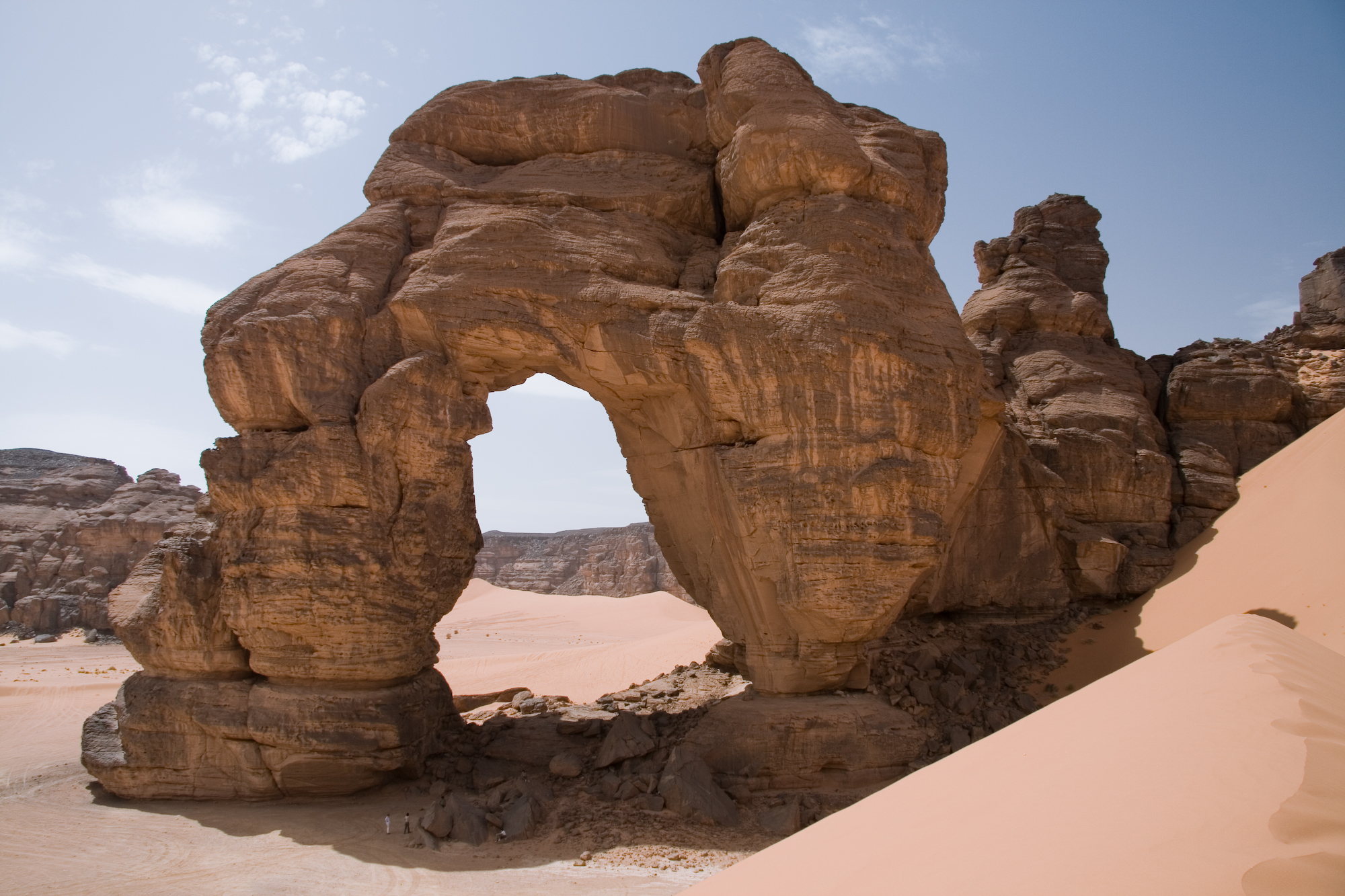
قوس صخري طبيعي في جنوب غرب ليبيا

حصلت معظم الدول الصحراوية على استقلالها بعد الحرب العالمية الثانية: ليبيا عام 1951 ؛ المغرب والسودان وتونس 1956 م ؛ تشاد ومالي وموريتانيا والنيجر عام 1960 ؛ والجزائر عام 1962. انسحبت إسبانيا من الصحراء الغربية عام 1975، وقُسمت بين موريتانيا والمغرب. انسحبت موريتانيا عام 1979. يستمر المغرب في السيطرة على الإقليم(31).
تمرد الطوارق في مالي عدة مرات خلال القرن العشرين قبل أن يجبروا القوات المسلحة المالية في النهاية على الانسحاب تحت الخط الفاصل لأزواد من جنوب مالي خلال تمرد 2012. صعد المتمردون الإسلاميون في الصحراء الذين يطلقون على أنفسهم تنظيم القاعدة في بلاد المغرب الإسلامي من عملياتهم في السنوات الأخيرة.
في حقبة ما بعد الحرب العالمية الثانية، طور العديد من المناجم والمجتمعات للاستفادة من الموارد الطبيعية للصحراء. وتشمل هذه رواسب كبيرة من النفط والغاز الطبيعي في الجزائر وليبيا، ورواسب كبيرة من الفوسفات في المغرب والصحراء الغربية. نهر ليبيا الصناعي هو أكبر مشروع ري في العالم. يستخدم المشروع نظام خطوط أنابيب يضخ المياه الأحفورية من نظام طبقات الحجر الرملي النوبي إلى مدن في الساحل الليبي الشمالي للبحر الأبيض المتوسط المكتظ بالسكان بما في ذلك طرابلس وبنغازي.
اقترح عدد من الطرق السريعة العابرة لإفريقيا عبر الصحراء، بما في ذلك طريق القاهرة دكار السريع على طول الساحل الأطلسي، والطريق السريع العابر للصحراء [الإنجليزية] من الجزائر العاصمة على البحر الأبيض المتوسط إلى كانو في نيجيريا، وطريق طرابلس - كيب تاون السريع [الإنجليزية] من طرابلس في ليبيا إلى انجمينا في تشاد، والطريق السريع بين القاهرة وكيب تاون الذي يتبع نهر النيل. كل من هذه الطرق السريعة مكتملة جزئيًا، مع وجود فجوات كبيرة وأقسام غير معبدة.

## الشعوب والثقافة واللغات

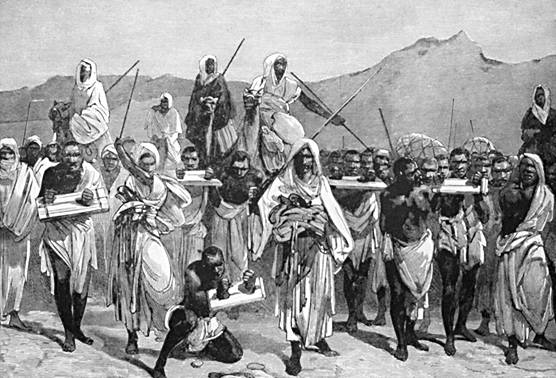
نقش من القرن التاسع عشر لقافلة عربية لتجارة الرقيق تنقل العبيد الأفارقة السود عبر الصحراء

يعيش أكثر من خمسة ملايين نسمة في الصحراء، ويعيش واحد من اثنين في الحواضر، وواحد من كل ثمانية في الصحراء المغاربية (تقدير عام 1990). قدر جان بيسون عدد سكان الصحراء بنحو 7 ملايين نسمة في عام 2003. يمكننا أن نقدر اليوم أن الكثافة السكانية للصحراء تبلغ حوالي ساكن واحد لكل كيلومتر مربع (8 ملايين نسمة لكل 8 ملايين كيلومتر مربع).
شعب الصحراء من أصول مختلفة. من بينهم الأمازيغي بما في ذلك الطوارق، ومجموعات مختلفة من الأمازيغ المعربة مثل الصحراويين الناطقين بالحسانية، والتي تشمل سكان الصنهاجة، وهي قبيلة اسمها من لهجة آزناك ما قبل التاريخية. تشمل المجموعات الرئيسية الأخرى: التبو والنوبيون والزغاوة والكانوري والهوسا وسونغاي والبجا والفولاني.
اللهجات العربية هي أكثر اللغات انتشارًا في الصحراء. أعيد تجميع اللغة العربية والبربرية ومتغيراتها الآن تحت مصطلح الأمازيغ(32) ولغات البجا هي جزء من الأسرة الأفرو آسيوية. عكس دول غرب إفريقيا المجاورة والحكومات المركزية للدول التي تشكل الصحراء، فإن اللغة الفرنسية ليست ذات صلة تذكر بالخطاب بين الأفراد والتجارة داخل المنطقة، حيث يحتفظ شعبها بالانتماءات العرقية والسياسية القوية مع قادة الطوارق والأمازيغ والثقافة. يتجلى إرث إدارة الحقبة الاستعمارية الفرنسية بشكل أساسي في إعادة التنظيم الإقليمي التي سنتها الجمهوريتان الثالثة والرابعة، والتي ولدت انقسامات سياسية مصطنعة داخل منطقة كانت معزولة حتى الآن ومسامية. كانت العلاقات الدبلوماسية مع العملاء المحليين في المقام الأول باللغة العربية، والتي كانت اللغة التقليدية للشؤون البيروقراطية. قدم مترجمون تعاقدت معهم الحكومة الفرنسية الوساطة في النزاعات والتواصل بين الوكالات، والذين، وفقًا لكينان، «قاموا بتوثيق مساحة للوساطة بين الثقافات»، مما ساهم كثيرًا في الحفاظ على الهويات الثقافية الأصلية في المنطقة.

## الدول التي تقع فيها الصحراء الكبرى

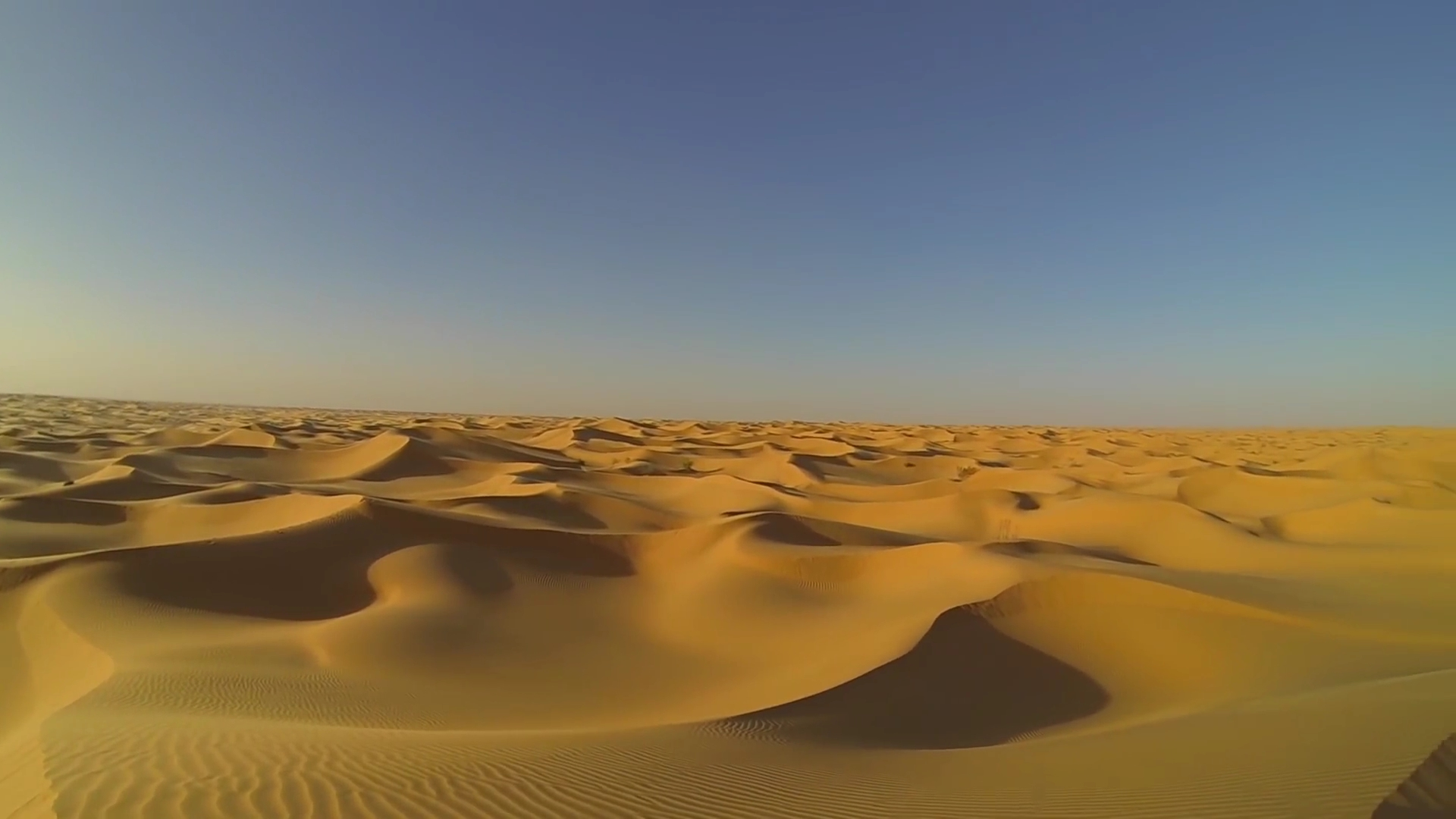
الكثبان الرملية في شمال افريقيا

تغطي الصحراء الكبرى 10 دول بمساحات شاسعة جداً:
1. الجزائر بأكثر من 2 كم2 أي خمس المساحة الكلية
2. ليبيا
3. مصر
4. تونس
5. المغرب
6. موريتانيا
7. مالي
8. السودان
9. النيجر
10. تشاد

وتغطي أيضًا منطقة الصحراء الغربية المُتنازع عليها.

## الهوامش
1 : وهي منطقة جبال صحراوية وهضاب عليا.
2 : المنطقة الأكثر قُحولة.
3 : وهي مناطق واسعة مغطاة بالكثبان الرملية.
4 : الصياد الإفريقي.
5 : هضاب حجرية.
6 : مساحات كبيرة مغطاة بالكثبان الرملية.
7 : نوع من فصيلة القطيفية، (سابقًا السرمقية) يتحمل الجفاف.
8 : وهي: فرع دمياط - فرع رشيد - النيل الأبيض - النيل الأزرق - عطبرة -السوباط.
9 : وهو متوسط طويل الأجل، حيث يختلف هطول الأمطار سنويًا.
10 : تصنيف كوبن للمناخ BWh.
11 : أسوان، الأقصر.
12 : تازربو، الكفرة، الداخلة، الخارجة، الفرافرة، سيوة، أسيوط، سوهاج، الأقصر، أسوان، أبو سمبل، وادي حلفا
13 : التي تتطلب مياه الأمطار.
14 : منذ آلاف السنين.
15 : الاحترار مفاجئ يعقبه أبطأ تبريد المناخ.
16 : بصرف النظر عن فترة الجفاف القصيرة المرتبطة بـالدرياس الأصغر.
17 : تبريد مفاجئ يتبعه احترار أبطأ.
18 : العرق، الشاش، الراوي.
19: المتكيفة مع الملح.
20: عادةً بالاتجاه الجنوب.
21: الحمادات)، والسهول الحصوية (الرق.
22: فهد شمال غرب إفريقيا.
23: فهد شمال شرق إفريقيا.
24: الظاهر أنهم لم يموتوا بسبب العنف.
25: ملاحظة: كلمة "Negroid" مشتقة من نظرية غير مثبتة عن العرق البيولوجي، ومنذ ذلك الحين جعلت الجينات الحديثة مثل هذه المصطلحات قديمة.
26: على سبيل المثال، تجارة الماشية كأصول ذات قيمة.
27: على سبيل المثال، حقول المدافن الترابية، والحلقات الحجرية اللامعة، والفؤوس.
28: على سبيل المثال، ميما [الإنجليزية] وماسنة وديا شوما وجيني جينو [الإنجليزية].
29: الذين عملوا في تمديد الأنفاق
30: المقر الرئيسي لشركة الشركة العامة للبريد الجوي الشهيرة
31: انظر صراع الصحراء الغربية
31: الذي يتضمن لغة غوانش التي يتحدث بها السكان البربر الأصليون لجزر الكناري.

### فهرس المراجع
1. ↑  Cook & Vizy 2015، صفحات 6560–6580
2. ↑  geology.com
3. ↑  Story Maps 2013
4. ↑  Chu 2019
5. 1 2  Stone 2006
6. ↑  National Geographic 2006
7. ↑  ScienceDaily 1999
8. ↑  Mainguet 2007
9. ↑  Strahler & Strahler 1987، صفحة 347
10. ↑  WWF ecoregion - Northern Africa
11. ↑  Matton 2008
12. ↑  Matton & Jébrak 2014
13. ↑  Wickens 1998
14. 1 2  Grove 2007
15. 1 2  Bisson 2003
16. 1 2  Walton 2007
17. ↑  Rauss 1983، صفحات 73-92
18. ↑  Worldatlas 2022
19. ↑  Horsburgh 1836
20. ↑  Eumetcal 2016
21. ↑  Sirdesai 2021
22. ↑  Wallace & Hobbs 2006
23. ↑  العبد 2016، صفحة 169
24. ↑  Worldatlas 2017
25. ↑  Mainguet 2003
26. ↑  Leroux 1991، صفحات 23-42
27. ↑  water-for-africa 2015
28. ↑  Atlas 2008
29. ↑  Griffiths 2013، صفحات 23-42
30. ↑  Perret 1935، صفحات 162-186
31. ↑  Economic_geography 1964
32. ↑  Practical 1963
33. 1 2  Griffiths & Driscoll 1982
34. 1 2  Oliver 2008
35. ↑  Lefèvre-Witier & Claudot-Hawad 2009، صفحات 87-94
36. ↑  Dubief 1959
37. 1 2  Brooks & Buxton 1932
38. ↑  
Frey 2006، صفحة 51
39. 1 2 3  Nicholson 2011، صفحة 158
40. ↑  Visbeck et al. 2001، صفحات 12876–12877
41. ↑  Hurrell et al. 2003، صفحات 1–35
42. ↑  Brinch 2007
43. ↑  Ferguson 2001
44. ↑  المنظمة العالمية للأرصاد الجوية 2016
45. ↑  
الإدارة الوطنية للمحيطات والغلاف الجوي-بسكرة 1990
46. ↑  المنظمة العالمية للأرصاد الجوية 2011
47. ↑  الإدارة الوطنية للمحيطات والغلاف الجوي-ورزازات 1990
48. ↑  Adefolalu 1984، صفحات 387–404
49. ↑  Benjaminsen & Berge 2004، صفحات 31–59
50. ↑  CantyMedia 2016
51. ↑  NOAA-Agadez 1991
52. ↑  الموسوعة الجغرافية المصغرة 2020
53. 1 2 3  Houérou 2008، صفحة 16
54. ↑  Brown 2013، صفحة 122
55. ↑  بي بي سي نيوز 2022
56. ↑  سي إن إن 2016
57. ↑  إندبندنت 2021
58. ↑  Yan et al. 2014، صفحات 401–404
59. 1 2  White & Mattingly 2006، صفحات 58-65
60. ↑  Foley et al. 2003، صفحات 524-539
61. 1 2  Ruddiman 2001
62. ↑  Kutzbach 1981، صفحات 59–61
63. ↑  Ehret 2020
64. ↑  University of East Anglia 2022
65. 1 2 3  ScienceDaily 1999b
66. ↑  Kröpelin 2008، صفحات 765–768
67. ↑  Quade et al. 2018، صفحات 253–275
68. ↑  van Zinderen-Bakker 1962، صفحات 201–203
69. ↑  Williams & Talbot 2009، صفحات 61–72
70. ↑  Stephen 2006
71. ↑  Harcourt 2015
72. ↑  Watts 2020
73. ↑  Boissoneault 2017
74. ↑  Vaks et al. 2010، صفحات 2647–2662
75. ↑  Vaks et al. 2007، صفحة 831
76. ↑  Burstyn et al. 2019، صفحة 16
77. ↑  Henselowsky et al. 2021
78. ↑  Adams 2006
79. ↑  Stager & Johnson 2008، صفحات 5–16
80. ↑  Burroughs 2008
81. ↑  WWF ecoregion - Atlantic coastal desert
82. ↑  WWF ecoregion - North Saharan steppe and woodlands
83. ↑  WWF ecoregion - Sahara desert
84. ↑  WWF ecoregion - South Saharan steppe and woodlands
85. ↑  WWF ecoregion - West Saharan montane xeric woodlands
86. ↑  WWF ecoregion - Tibesti-Jebel Uweinat montane xeric woodlands
87. ↑  WWF ecoregion - Saharan halophytics
88. ↑  شوار 2015
89. ↑  البُرْتُلِي الولاتي 2021، صفحة 77
90. ↑  Encyclopedia of Deserts 1999
91. ↑  Houérou 2008، صفحة 82
92. ↑  World Wildlife Fund pa1327
93. ↑  Ross 2019
94. ↑  المقاتل 2020
95. ↑  van der Vyver & Peters 2021
96. ↑  Asa, Valdespino & Cuzin 2004، صفحات 205–209
97. ↑  Helmenstine 2019
98. ↑  Karssene et al. 2019، صفحات 41–50
99. ↑  Sillero-Zubiri 2004، صفحة 199
100. ↑  Sillero-Zubiri & Wacher 2012
101. ↑  Murdoch et al. 2007، صفحات 1–6
102. ↑  ARKive 2012
103. ↑  عبد العزيز 2018، صفحة 128
104. ↑  Hoath 2009، صفحات 153–154
105. ↑  IUCN SSC Antelope Specialist Group 2016
106. ↑  عبد المؤمن 2020
107. ↑  فوزية.م 2020
108. ↑  RT Arabic 2020
109. ↑  BBC News 2009
110. ↑  Caro 1994، صفحات 345–368
111. ↑  Durant et al. 2014
112. ↑  Borrell 2009
113. ↑  Sahara Conservation Fund: Sahara Conservation 2010
114. ↑  Thiollay 2006
115. 1 2  Mayell 2002
116. ↑  Hugot 1975، Camps 1974، صفحات 261-278
117. ↑  Soukopova 2017، صفحة 10
118. ↑  El-Said 2018
119. 1 2  
ScienceDaily 2008
120. 1 2  Wilford 2008
121. 1 2  PLOS One 2008
122. 1 2  Schultz 2008
123. ↑  Wilford 2008b
124. ↑  Strickland 2008
125. 1 2 3  Mori 1998
126. ↑  المركز الليبي للتحكيم التجاري الدولي 2018
127. ↑  Cockburn 1980
128. 1 2  temehu 2015
129. ↑  Giuffra 2010
130. ↑  Soukopova 2012
131. ↑  Univeristy of California Santa Barbara 2006
132. ↑  PlanetQuest 2013
133. ↑  Wendorf & Schild 2001
134. ↑  Malville et al. 1998، صفحات 488–491
135. ↑  Wendorf 1998
136. 1 2  Redford 1992، صفحة 6
137. ↑  University College London 2002
138. ↑  Tour Egypt 2021
139. ↑  Eiwanger 1999، صفحات 501–505
140. ↑  Redford 1992، صفحة 17
141. ↑  Ian & Nicholson 2003، صفحة 17
142. 1 2 3  Brass 2019
143. 1 2  Brass 2007، صفحات 7–22
144. 1 2  Abd-El-Moniem 2005
145. 1 2 3  Kea 2004، صفحات 723–816
146. 1 2  McDougall 2019
147. ↑  Holl 2009، صفحات 703–712
148. 1 2 3  MacDonald & Vernet 2007، صفحات 71–76
149. 1 2  Kay 2019، صفحات 179–228
150. ↑  Sterry & Mattingly 2020، صفحة 318
151. ↑  Champion 2021، صفحة 60
152. 1 2  MacDonald et al. 2009، صفحات 3-48
153. 1 2  MacDonald 2011، صفحات 49-69
154. ↑  Stieglitz 1990، صفحات 9–12
155. ↑  Bentley 1999، صفحات 215–224
156. ↑  Charles-Picard & Picard 1968
157. ↑  
Penchoen 1973، صفحة 3
158. ↑  الوغليسي 2018
159. 1 2  Law 1986، صفحات 87–147
160. ↑  بعلي 2018، صفحة 13
161. ↑  زيدان 2021، صفحة 47
162. ↑  شمسيات 2021
163. ↑  White & Mattingly 2006، صفحة 58
164. ↑  
Birley 2002
165. ↑  Keys 2004
166. ↑  Beaumont 2011
167. ↑  Wilson & Fentress 2016، صفحات 41-63
168. ↑  Mattingly 2003
169. ↑  الأنصاري 2006
170. ↑  Naylor 2006، صفحة 396
171. ↑  حُسين 1990، صفحة 70
172. ↑  Fage 2002، صفحة 256
173. ↑  János 2009، صفحة 28
174. ↑  Sirles 1999، صفحات 115–130
175. ↑  Remaoun 2000
176. ↑  Julien 1994، صفحة 635
177. ↑  Vucinich 1979
178. ↑  Shaw 1976، صفحات 55–66, 83–85
179. 1 2  Austen 2010
180. ↑  Huré 1977، صفحات 225-228
181. ↑  وكالة الأنباء الجزائرية 2020
182. ↑  محي الدين 2015
183. ↑  Wauthier_Bréard 1933
184. ↑  Wauthier 1933
185. 1 2  الرافعي 2000، صفحات 159-191
186. ↑  فاروق مصر 2011
187. ↑  موسى 2009، صفحة 76
188. ↑  سيد 1986، صفحة 101
189. ↑  Holt 1958
190. ↑  Daly 2004، صفحة 153
191. ↑  János 2009، صفحة 49
192. ↑  Berke 1997
193. ↑  Wright 1981، صفحة 28
194. ↑  Newadvent 2021
195. ↑  Collins 2008
196. ↑  Al-Jazeera 2021
197. ↑  BBC News 2012
198. ↑  France 24 2020
199. ↑  The Atlantic 2016
200. ↑  CSMonitor 2010
201. ↑  Ali 2017
202. ↑  بنك التنمية الإفريقي 2003
203. ↑  Sahara Overland 2013
204. ↑  African Development Bank 2003
205. ↑  Pliez 2013
206. ↑  Bernezat 2008، Frison-Roche 2004
207. ↑  Goodman 2005، صفحات 49–68
208. ↑  Keenan 2013
209. ↑  Templeton 2016، صفحات 346–361
210. ↑  American Association of Physical Anthropologists 2019

### المعلومات الكاملة للمراجع

#### باللغة الفرنسية
الكتب
- Afrique. Atlas d'un environnement en mutation [إفريقيا. أطلس البيئة المتغيرة] (PDF) (بالفرنسية). PNUE. 2008. atlas2008. Archived from the original (pdf) on 2016-03-03.
- Bernezat, Odette (2008). Campements touaregs: moments de vie avec les nomades du Hoggar [معسكرات الطوارق: لحظات من الحياة مع بدو الهقار] (بالفرنسية). Glénat. ISBN:978-2-7234-6517-5. Archived from the original on 2022-03-25.
- Bisson, Jean (2003). Mythes et réalités d'un désert convoité : le Sahara [أساطير وواقع الصحراء المرغوبة] (بالفرنسية). باريس: آرماتان. ISBN:2-7475-5008-7. OCLC:392903940. Archived from the original on 2022-01-15. Retrieved 2022-01-15.
- Brooks, Charles Ernest Pelham; Buxton, Patrick Alfred (1932). Le climat du Sahara et de l'Arabie [مناخ الصحراء وشبه الجزيرة العربية] (بالفرنسية). Société d'Editions Géographiques, Maritimes et Coloniales. Archived from the original on 2021-12-28. Retrieved 2022-03-13.
- Dubief, Jean (1959). Le climat du Sahara [مناخ الصحراء] (بالفرنسية). Université d'Alger, Institut de recherches sahariennes. Vol. 1. Archived from the original on 2021-12-28. Retrieved 2022-03-13.
- Frey, Philippe (2006). Le Désert [الصحراء] (بالفرنسية). Le Cavalier Bleu Éditions. ISBN:978-2-84670-127-3. Archived from the original on 2021-12-28. Retrieved 2022-03-13.
- Frison-Roche, Roger (2004). Bivouacs sous la lune [إقامة مؤقتة تحت القمر] (بالفرنسية). Arthaud. ISBN:978-2-7003-9604-1. Archived from the original on 2022-03-25.
- Griffiths، Ieuan L.I. (17 يونيو 2013). The Atlas of African Affairs [أطلس الشؤون الإفريقية]. Routledge. ISBN:978-1-135-85552-9. مؤرشف من الأصل في 2021-11-07. اطلع عليه بتاريخ 2022-01-15.
- Hugot, Henri-Jean (1975). Sahara avant le désert [الصحراء الكبرى قبل أن تكون صحراء.] (بالفرنسية). ED. DES HESPERIDES. ISBN:2-85588-001-7. OCLC:420132475. Archived from the original on 2022-03-25.
- Huré, Robert (1977). L'Armée d'Afrique: 1830-1962 [جيش إفريقيا: 1830-1962] (بالفرنسية). Charles-Lavauzelle. Archived from the original on 2022-03-26.
- Julien، Charles André (1994). Histoire de l'Afrique du Nord : des origines à 1830 [تاريخ شمال إفريقيا: من الأصول حتى عام 1830]. Paris: Payot. ص. 635. ISBN:2-228-88789-7. OCLC:32160417. مؤرشف من الأصل في 2021-12-16.
- Matton, Guillaume (2008). Le complexe crétacé du Richat (Mauritanie); un processus alcalin péri-atlantique [مجمع ريشات الطباشيري (موريتانيا)؛ عملية قلوية حول المحيط الأطلسي] (PDF) (بالفرنسية). UNIVERSITÉ DU QUÉBEC À MONTRÉAL. Archived from the original (PDF) on 2021-09-22.
- Mainguet, Monique (2003). Les pays secs: environnement et développement [البلدان الجافة: البيئة والتنمية] (بالفرنسية). Éditions Ellipses. ISBN:978-2-7298-1350-5. Archived from the original on 2022-03-25.
- Pliez, Olivier (30 Sep 2013). Villes du Sahara: Urbanisation et urbanité dans le Fezzan libyen [مدن الصحراء: التعمير والتحضر في فزان الليبية] (بالفرنسية). CNRS Éditions via OpenEdition. ISBN:978-2-271-07816-2. Archived from the original on 2022-03-25.
- رمعون، حسان (2000). L'Algérie : histoire, société et culture [الجزائر: التاريخ والمجتمع والثقافة]. الجزائر: Casbah. ISBN:9961-64-189-2. OCLC:46969984. مؤرشف من الأصل في 2022-03-13. اطلع عليه بتاريخ 2022-03-12.
- Wauthier, René Eugène Achille (1933). Reconnaissance saharienne: Exploration du Ténéré [استطلاع الصحراء: استكشاف تينيري] (بالفرنسية). Impr. P. Guiauchain. Archived from the original on 2022-03-25.

الدوريات المحكمة
- Rauss, Raymond (1983). "Le Sahara : limites géographiques - géographie des limites". Le Globe. Revue genevoise de géographie (بالفرنسية). 123: 73-92. DOI:10.3406/globe.1983.1172. ISSN:0398-3412. Archived from the original on 2022-10-24.
- Leroux, Marcel (1991). "La spécificité climatique des montagnes sahariennes". Revue de géographie alpine (بالفرنسية). 79 (1): 23-42. Archived from the original on 2015-09-24.
- Perret, Robert (1935). "Le climat du Sahara". Annales de Géographie (بالفرنسية). 44 (248): 162-186. DOI:10.3406/geo.1935.10846. Archived from the original on 2015-09-24.
- Lefèvre-Witier, Philippe; Claudot-Hawad, Hélène (2009). "Désertification et civilisation nomade au Sahara: naissances conjointes". Antropo. Colloques du Groupement des Anthropologistes de Langue Française (GALF) (بالفرنسية) (18): 87-94. Archived from the original on 2021-12-28. Retrieved 2022-03-13.
- Camps, Gabriel (1974). "Tableau chronologique de la Préhistoire récente du Nord de l'Afrique : 2-e synthèse des datations obtenues par le carbone 14". Bulletin de la Société préhistorique française (بالإنجليزية). باريس. 71 (1): 261–278. Archived from the original on 2022-06-15. Retrieved 2022-03-25.

الويب
- Mainguet, Monique (28 Feb 2007). "Les espaces secs identifiés : la notion de "diagonale sèche"". Futura (بالفرنسية). Archived from the original on 2021-12-28. Retrieved 2022-03-13.
- المنظمة العالمية للأرصاد الجوية. "Calmes subtropicaux" (بالفرنسية). Eumetcal. Archived from the original on 2016-03-03. Retrieved 2013-10-17. {{استشهاد ويب}}: تجاهل المحلل الوسيط |série= لأنه غير معروف، ويقترح استخدام |series= (help)
- "Wauthier Bréard 1933" (بالفرنسية). Archived from the original on 2021-04-13. Retrieved 2013-02-22.

#### باللغة الإنجليزية
الكتب
- Strahler, Arthur N.; Strahler, Alan H. (1987). Modern physical geography (بالإنجليزية) (الثالثة ed.). نيويورك: John Wiley & Sons. p. 347. ISBN:0-471-85064-0. OCLC:14357841. Archived from the original on 2020-05-01.
- Wickens, Gerald E. (1998). Ecophysiology of economic plants in arid and semi-arid lands [الفيزيولوجيا البيئية للنباتات الاقتصادية في الأراضي القاحلة وشبه القاحلة] (بالإنجليزية). برلين: Springer-Verlag. ISBN:3-540-52171-2. OCLC:37903512. Archived from the original on 2022-01-15. Retrieved 2022-01-15.
- Walton, Kenneth (2007). The arid zones [المناطق القاحلة] (بالإنجليزية). New Brunswick, N.J.: AldineTransaction. ISBN:978-0-202-30928-6. OCLC:76871567. Archived from the original on 2022-01-15. Retrieved 2022-01-15.
- Horsburgh، James (1836). India Directory, or, Directions For Sailing To And From The East Indies, China, Australia, Cape of Good Hope, Brazil and the Interjacent Ports... London: W. H. Allen. مؤرشف من الأصل في 2020-10-03.
- Austen, Ralph A (2010). Trans-Saharan Africa in world history (بالإنجليزية). دار نشر جامعة أكسفورد. ISBN:978-0-19-515731-4. OCLC:758696692. Archived from the original on 2022-03-13.
- Holt، P.M. (1958). The Mahdist State in the Sudan 1881 – 1898: A Study of Its Origin, Development, and Overthrow. Clarendon: دار نشر جامعة أكسفورد.
- Daly, M. W. (29 Jan 2004). Empire on the Nile: The Anglo-Egyptian Sudan, 1898-1934 (بالإنجليزية). Cambridge University Press. p. 153. ISBN:978-0-521-89437-1. Archived from the original on 2022-03-25.
- Keenan، Jeremy (2013). The Sahara : Past, Present and Future. هوبوكين: Taylor and Francis. ISBN:978-1-317-97001-9. OCLC:870591885. مؤرشف من الأصل في 2022-03-25.
- Goodman، Jane E. (2005). Berber culture on the world stage : from village to video. Bloomington: Indiana University Press. ص. 49–68. ISBN:0-253-11145-5. OCLC:71324761. مؤرشف من الأصل في 2022-03-25.
- Austen, Ralph A. (19 Apr 2010). Trans-Saharan Africa in World History (بالإنجليزية). دار نشر جامعة أكسفورد. ISBN:978-0-19-979883-4. Archived from the original on 2022-03-25.
- Sirdesai, Narayan (9 Sep 2021). The Pharaoh Returns: Ancient Egyptian Mysteries and Afterlife (بالإنجليزية). Notion Press. ISBN:978-1-63873-590-8. Archived from the original on 2022-03-14.
- Wallace, John; Hobbs, Peter Victor (24 Mar 2006). Atmospheric Science: An Introductory Survey (بالإنجليزية). Elsevier Acad. Press. ISBN:978-0-08-049953-6. Archived from the original on 2022-03-25.
- The Statist : A Journal of Practical Finance and Trade (بالإنجليزية). Vol. 179. 1963. Archived from the original on 2021-12-28. Retrieved 2022-03-13.
- Oliver، John E. (23 أبريل 2008). Encyclopedia of World Climatology. Springer Science & Business Media. ISBN:978-1-4020-3264-6. مؤرشف من الأصل في 2021-11-07. اطلع عليه بتاريخ 2022-01-15.
- Hurrell, James W.; Kushnir, Yochanan; Ottersen, Geir; Visbeck, Martin (2003). An Overview of the North Atlantic Oscillation (بالإنجليزية). American Geophysical Union (AGU). pp. 1–35. DOI:10.1029/134gm01. ISBN:978-1-118-66903-7. Archived from the original on 2022-01-18.
- Griffiths، John F.؛ Driscoll، Dennis M. (1982). Survey of Climatology. C.E. Merrill Publishing Company. ISBN:978-0-675-09994-3. مؤرشف من الأصل في 2021-11-07. اطلع عليه بتاريخ 2022-01-15.
- Nicholson، Sharon E. (27 أكتوبر 2011). Dryland Climatology. Cambridge University Press. ISBN:978-1-139-50024-1. مؤرشف من الأصل في 2021-11-07. اطلع عليه بتاريخ 2022-01-15.
- Houérou، Henry N. (10 ديسمبر 2008). Bioclimatology and Biogeography of Africa. Springer Science & Business Media. ISBN:978-3-540-85192-9. مؤرشف من الأصل في 2022-01-31. اطلع عليه بتاريخ 2022-02-05.
- Brown، G.W. (17 سبتمبر 2013). Desert Biology: Special Topics on the Physical and Biological Aspects of Arid Regions. Elsevier. ISBN:978-1-4832-1663-8. مؤرشف من الأصل في 2021-11-07. اطلع عليه بتاريخ 2022-02-05.
- Ruddiman، William F. (2001). Earth's Climate: Past and Future. New York: W.H. Freeman and Company. ISBN:978-0-7167-3741-4. مؤرشف من الأصل في 2022-03-25.
- Ehret, Christopher (11 Nov 2020). The Civilizations of Africa: A History to 1800 (بالإنجليزية). University of Virginia Press. ISBN:978-0-8139-4603-0. Archived from the original on 2022-03-16.
- Williams، Martin A.J.؛ Talbot، Michael R. (2009). "Late Quaternary Environments in the Nile Basin". The Nile. Monographiae Biologicae. ج. 89. ص. 61–72. DOI:10.1007/978-1-4020-9726-3_4. ISBN:978-1-4020-9725-6.

Harcourt, Alexander H. (2015). Humankind : how biology and geography shape human diversity (بالإنجليزية) (First Pegasus books cloth edition June 2015 ed.). New York, NY. ISBN:1-60598-784-0. OCLC:892878707. Archived from the original on 2022-03-16.{{استشهاد بكتاب}}:  صيانة الاستشهاد: مكان بدون ناشر (link)
- Burroughs، William (2008). Climate change in prehistory : the end of the reign of chaos. Cambridge University Press. ISBN:978-0-521-82409-5. OCLC:442520143. مؤرشف من الأصل في 2022-02-05. اطلع عليه بتاريخ 2022-02-05.
- Mares, Michael A.، المحرر (1999). Encyclopedia of Deserts. مطبعة جامعة أوكلاهوما. ص. 490. ISBN:978-0-8061-3146-7. مؤرشف من الأصل في 2021-11-07. اطلع عليه بتاريخ 2022-02-12.
- Houérou، Henry N. (2008). Bioclimatology and Biogeography of Africa. شبغنكا. ص. 82. ISBN:978-3-540-85192-9. مؤرشف من الأصل في 2021-11-07. اطلع عليه بتاريخ 2022-02-12.
- Economic geography (بالإنجليزية). Vol. 40 à 41. 1964. Archived from the original on 2021-12-28. Retrieved 2022-03-13.
- Griffiths, John F.; Driscoll, Dennis M. (1982). Survey of Climatology (بالإنجليزية). C.E. Merrill Publishing Company. Archived from the original on 2021-12-28. Retrieved 2022-03-13.
- Asa، C.S.؛ Valdespino، C. & Cuzin، F. (2004). "Fennec fox Vulpes zerda (Zimmermann, 1780)" (PDF). في Sillero-Zubiri, C.؛ Hoffman, M. & Mech, D. (المحررون). Canids: Foxes, Wolves, Jackals and Dogs: Status Survey and Conservation Action Plan. Gland, Switzerland: IUCN/SSC Canid Specialist Group. ص. 205–209. ISBN:2-8317-0786-2. مؤرشف (PDF) من الأصل في 2022-01-27. اطلع عليه بتاريخ 2022-02-12.
- Sillero-Zubiri, C. (2004). "Pale fox Vulpes pallida (Cretzschmar, 1827)". In Sillero-Zubiri, C.; Hoffmann, M.; Macdonald, D. W. (eds.). Canids: foxes, wolves, jackals, and dogs : status survey and conservation action plan (بالإنجليزية). Gland, Switzerland: IUCN/SSC Canid Specialist Group. p. 199. ISBN:978-2-8317-0786-0. OCLC:57570754. Archived from the original on 2022-02-12. Retrieved 2022-02-12.
- Hoath، Richard (2009). A Field Guide to the Mammals of Egypt. American University in Cairo Press. ص. 153–154. ISBN:978-977-416-254-1. مؤرشف من الأصل في 2018-01-28. اطلع عليه بتاريخ 2022-02-12.
- Caro، T. (1994). "Conservation of Cheetahs in the wild and in captivity". Cheetahs of the Serengeti Plains: Group Living in an Asocial Species. Chicago: University of Chicago Press. ص. 345–368. ISBN:9780226094342. مؤرشف من الأصل في 2022-02-12. اطلع عليه بتاريخ 2022-02-12.
- Mori، F. (1998). The Great Civilisations of the ancient Sahara: Neolithisation and the earliest evidence of anthropomorphic religions. روما: L'Erma di Bretschneider. ISBN:88-7062-971-6. مؤرشف من الأصل في 2022-03-26.
- Cockburn، A. (1980). Mummies, Disease and Ancient Cultures. Cambridge: Cambridge University Press. ISBN:0-521-23020-9. مؤرشف من الأصل في 2021-03-08.
- Soukopova، J. (2012). Round Heads: The Earliest Rock Paintings in the Sahara. Newcastle upon Tyne: Cambridge Scholars Publishing. ISBN:978-1-4438-4007-1.
- Redford، Donald B (1992). Egypt, Canaan, and Israel in Ancient Times. Princeton: University Press. مؤرشف من الأصل في 2021-03-08.{{استشهاد بكتاب}}:  صيانة الاستشهاد: التاريخ والسنة (link)
- Eiwanger، Josef (1999). "Merimde Beni-salame". في Bard، Kathryn A. (المحرر). Encyclopedia of the Archaeology of Ancient Egypt. London/New York. مؤرشف من الأصل في 2022-03-20.{{استشهاد بكتاب}}:  صيانة الاستشهاد: مكان بدون ناشر (link)
- Ian, Shaw; Nicholson, Paul (1 Mar 2003). The Dictionary of Ancient Egypt (بالإنجليزية). Harry N. Abrams. ISBN:978-0-8109-9096-8. Archived from the original on 2022-03-26.
- Abd-El-Moniem، Hamdi Abbas Ahmed (مايو 2005). A New Recording of Mauritanian Rock Art (PDF). مؤرشف (PDF) من الأصل في 2021-08-31. اطلع عليه بتاريخ 2022-02-27. {{استشهاد بكتاب}}: تجاهل المحلل الوسيط |موقع= (مساعدة)
- MacDonald، K.؛ Vernet، R. (2007). Early domesticated pearl millet in Dhar Nema (Mauritania): evidence of crop processing waste as ceramic temper. Netherlands: Barkhuis. ص. 71–76. ISBN:9789077922309. مؤرشف من الأصل في 2021-05-24. اطلع عليه بتاريخ 2022-02-27.
- Sterry، Martin؛ Mattingly، David J. (26 مارس 2020). Urbanisation and State Formation in the Ancient Sahara and Beyond. Cambridge University Press. ص. 318. ISBN:9781108494441. مؤرشف من الأصل في 2021-05-29. اطلع عليه بتاريخ 2022-02-27.

```
* 
MacDonald، K.؛ Vernet، R. (2007). 
"Tichitt"+"metallurgy"&pg=PA71 
Early domesticated pearl millet in Dhar Nema (Mauritania): evidence of crop processing waste as ceramic temper
. Netherlands: Barkhuis. ص.
 
71–76. 
ISBN
:
9789077922309
. مؤرشف من 
الأصل
 في 2021-05-24.
```

- Charles-Picard، Gilbert؛ Picard، Colette (1968). The life and death of Carthage: a survey of Punic history and culture from its birth to its final tragedy,. London,: Sidgwick & Jackson. ISBN:0-283-35255-8. OCLC:37378. مؤرشف من الأصل في 2022-03-02. اطلع عليه بتاريخ 2022-03-02.{{استشهاد بكتاب}}:  صيانة الاستشهاد: علامات ترقيم زائدة (link)

```
* 
Penchoen، Thomas G. (1973). 
Tamazight of the Ayt Ndhir
. Los Angeles: Undena Publications. ص.
 
3.
```

- Law, , R. C. C. (1986). "North Africa in the period of Phoenician and Greek colonization, c. 800 to 325 BC". The Cambridge history of Africa (بالإنجليزية). كامبريدج: مطبعة جامعة كامبريدج. pp. 87–147. ISBN:0-521-20981-1. OCLC:3034730. Archived from the original on 2022-03-02. Retrieved 2022-03-02.{{استشهاد بكتاب}}:  صيانة الاستشهاد: أسماء متعددة: قائمة المؤلفين (link)
- Birley, Anthony R. (1 Jun 2002). Septimius Severus : the African emperor (بالإنجليزية). Routledge. ISBN:978-1-134-70746-1. OCLC:50482171. Archived from the original on 2022-03-26.
- Mattingly، David (2003). The archaeology of Fazzan. Society for Lybian studies. ISBN:1-900971-02-X. OCLC:1146473646. مؤرشف من الأصل في 2022-03-13. اطلع عليه بتاريخ 2022-03-12.
- Naylor, Phillip C. (2006). Historical Dictionary of Algeria (بالإنجليزية). Scarecrow Press. p. 396. Archived from the original on 2022-03-26.

Fage, J. D. (2002). A history of Africa (بالإنجليزية) (الرابعة ed.). London: Routledge. p. 256. ISBN:0-415-25247-4. OCLC:46937539. Archived from the original on 2018-01-24.
- János، Besenyő (2009). Western Sahara. Besenyő János. ص. 28. ISBN:978-963-88332-0-4. مؤرشف من الأصل في 2021-09-26.
- Vucinich, Wayne S. (1979). The Ottoman Empire, Its Record and Legacy (بالإنجليزية). R. E. Krieger Publishing Company. pp. 15–18. ISBN:978-0-88275-785-8. Archived from the original on 2022-03-13. Retrieved 2022-03-12.
- Shaw, Stanford J. (29 Oct 1976). History of the Ottoman Empire and Modern Turkey: Volume 1, Empire of the Gazis: The Rise and Decline of the Ottoman Empire 1280-1808 (بالإنجليزية). Cambridge University Press. Vol. 1. ISBN:978-0-521-29163-7. Archived from the original on 2023-02-03.
- Wright, John (1981). Libya: A Modern History (بالإنجليزية). Croom Helm. p. 28. ISBN:978-0-7099-2727-3. Archived from the original on 2021-05-29.
- Collins, Robert O. (29 May 2008). "Anglo-Egyptian+Condominium+Agreement"+"1899"&source=bl&ots=nSppa3gB9v&sig=-_L6gvLursZ0_NA5alH6XZQaG4c&hl=en&ei=HvlXTJTAOcORrAfVoa2OBQ&sa=X&oi=book_result&ct=result&resnum=5&ved=0CCQQ6AEwBA A History of Modern Sudan (بالإنجليزية). Cambridge University Press. ISBN:978-0-521-85820-5. Archived from the original on 2021-05-07.
- Templeton، A. (2016). "Evolution and Notions of Human Race". في Losos, J؛ Lenski, R. (المحررون). How Evolution Shapes Our Lives: Essays on Biology and Society. Oxford: Princeton University Press. ص. 346–361. DOI:10.2307/j.ctv7h0s6j.26. ISBN:978-0-691-17039-8. مؤرشف من الأصل في 2021-11-27.

الدوريات المحكمة
- Cook, Kerry H.; Vizy, Edward K. (15 Aug 2015). "Detection and Analysis of an Amplified Warming of the Sahara Desert". Journal of Climate (بالإنجليزية). 28 (16): 6560–6580. DOI:10.1175/JCLI-D-14-00230.1. ISSN:0894-8755. Archived from the original on 2017-05-13. Retrieved 2022-01-15.
- Matton, Guillaume; Jébrak, Michel (1 Sep 2014). "The "eye of Africa" (Richat dome, Mauritania): An isolated Cretaceous alkaline–hydrothermal complex". Journal of African Earth Sciences (بالإنجليزية). 97: 109–124. DOI:10.1016/j.jafrearsci.2014.04.006. ISSN:1464-343X. Archived from the original on 2020-11-12.
- Grove، A.T. (2007) [1958]. "The Ancient Erg of Hausaland, and Similar Formations on the South Side of the Sahara" [عرق أرض الهوسا القديم، وتشكيلات مماثلة على الجانب الجنوبي من الصحراء]. The Geographical Journal. ج. 124 ع. 4: 528–533. DOI:10.2307/1790942. JSTOR:1790942. مؤرشف من الأصل في 2022-01-15. اطلع عليه بتاريخ 2021-01-15.
- Visbeck, Martin H.; Hurrell, James W.; Polvani, Lorenzo; Cullen, Heidi M. (6 Nov 2001). "The North Atlantic Oscillation: Past, present, and future". Proceedings of the National Academy of Sciences (بالإنجليزية). 98 (23): 12876–12877. DOI:10.1073/pnas.231391598. ISSN:0027-8424. PMID:11687629. Archived from the original on 2021-05-14. Retrieved 2022-01-18.
- Benjaminsen، Tor A؛ Berge، Gunnvor (2004). "Myths of Timbuktu: From African El Dorado to Desertification". International Journal of Political Economy. ج. 34 ع. 1: 31–59. DOI:10.1080/08911916.2004.11042915. S2CID:152301812. مؤرشف من الأصل في 2012-03-12. اطلع عليه بتاريخ 2010-09-14.
- Yan، Qing؛ Contoux، Camille؛ Li، Camille؛ Schuster، Mathieu؛ Ramstein، Gilles؛ Zhang، Zhongshi (17 سبتمبر 2014). "Aridification of the Sahara desert caused by Tethys Sea shrinkage during the Late Miocene". Nature. ج. 513 ع. 7518: 401–404. Bibcode:2014Natur.513..401Z. DOI:10.1038/nature13705. ISSN:1476-4687. PMID:25230661. مؤرشف من الأصل في 2022-10-15.</ref>
- White، Kevin؛ Mattingly، David J. (2006). "Ancient Lakes of the Sahara". American Scientist. ج. 94 ع. 1: 58–65. DOI:10.1511/2006.57.983.
- Foley، Jonathan A.؛ Coe، Michael T.؛ Scheffer، Marten؛ Wang، Guiling (1 أكتوبر 2003). "Regime Shifts in the Sahara and Sahel: Interactions between Ecological and Climatic Systems in Northern Africa". Ecosystems. ج. 6 ع. 6: 524–539. DOI:10.1007/s10021-002-0227-0.
- Kutzbach، J.E. (2 أكتوبر 1981). "Monsoon Climate of the Early Holocene: Climate Experiment with the Earth's Orbital Parameters for 9000 Years Ago". Science. ج. 214 ع. 4516: 59–61. Bibcode:1981Sci...214...59K. DOI:10.1126/science.214.4516.59. PMID:17802573.
- Adefolalu، D.O. (25 ديسمبر 1984). "On bioclimatological aspects of Harmattan dust haze in Nigeria". Meteorology and Atmospheric Physics. ج. 33 ع. 4: 387–404. Bibcode:1984AMGBB..33..387A. DOI:10.1007/BF02274004. S2CID:118906504.
- "Northern Africa". Terrestrial Ecoregions. World Wildlife Fund. اطلع عليه بتاريخ 2022-01-15.
- "Atlantic coastal desert". Terrestrial Ecoregions. World Wildlife Fund.
- "North Saharan steppe and woodlands". Terrestrial Ecoregions. World Wildlife Fund.
- "Sahara desert". Terrestrial Ecoregions. World Wildlife Fund.
- "South Saharan steppe and woodlands". Terrestrial Ecoregions. World Wildlife Fund.
- "West Saharan montane xeric woodlands". Terrestrial Ecoregions. World Wildlife Fund.
- "Tibesti-Jebel Uweinat montane xeric woodlands". Terrestrial Ecoregions. World Wildlife Fund.
- "Saharan halophytics". Terrestrial Ecoregions. World Wildlife Fund.
- Kröpelin، Stefan؛ وآخرون (2008). "Climate-Driven Ecosystem Succession in the Sahara: The Past 6000 Years" (PDF). Science. ج. 320 ع. 5877: 765–768. Bibcode:2008Sci...320..765K. DOI:10.1126/science.1154913. PMID:18467583. مؤرشف (PDF) من الأصل في 2016-03-03. اطلع عليه بتاريخ 2022-02-05.
- Quade, J.; Dente, E.; Armon, M.; Dor, Y. Ben; Morin, E.; Adam, O.; Enzel, Y. (2018). "Megalakes in the Sahara? A Review". Quaternary Research (بالإنجليزية). 90 (2): 253–275. DOI:10.1017/qua.2018.46. ISSN:0033-5894. Archived from the original on 2020-05-21. Retrieved 2022-02-05.
- van Zinderen-Bakker، E. M. (14 أبريل 1962). "A Late-Glacial and Post-Glacial Climatic Correlation between East Africa and Europe". Nature. ج. 194 ع. 4824: 201–203. Bibcode:1962Natur.194..201V. DOI:10.1038/194201a0. S2CID:186244151. مؤرشف من الأصل في 2023-02-10.
- Vaks، Anton؛ Bar-Matthews، Miryam؛ Ayalon، Avner؛ Matthews، Alan؛ Halicz، Ludwik؛ Frumkin، Amos (2007). "Desert speleothems reveal climatic window for African exodus of early modern humans" (PDF). Geology. ج. 35 ع. 9: 831. Bibcode:2007Geo....35..831V. DOI:10.1130/G23794A.1. مؤرشف من الأصل (PDF) في 2011-07-21.
- Burstyn, Yuval; Martrat, Belen; Lopez, Jordi F.; Iriarte, Eneko; Jacobson, Matthew J.; Lone, Mahjoor Ahmad; Deininger, Michael (Jun 2019). "Speleothems from the Middle East: An Example of Water Limited Environments in the SISAL Database" (PDF). Quaternary (بالإنجليزية). 2 (2): 16. DOI:10.3390/quat2020016. Archived (PDF) from the original on 2022-02-05. Retrieved 2022-02-05.{{استشهاد بدورية محكمة}}:  صيانة الاستشهاد: دوي مجاني غير معلم (link)
- Henselowsky, Felix; Eichstädter, René; Schröder-Ritzrau, Andrea; Herwartz, Daniel; Almoazamy, Ahmed; Frank, Norbert; Kindermann, Karin; Bubenzer, Olaf (15 May 2021). "Speleothem growth phases in the central Eastern Desert of Egypt reveal enhanced humidity throughout MIS 5". Quaternary International (بالإنجليزية). DOI:10.1016/j.quaint.2021.05.006. ISSN:1040-6182. Archived from the original on 2022-02-05. Retrieved 2022-02-05.
- Stager, J. C.; Johnson, T. C. (1 Jan 2008). "The late Pleistocene desiccation of Lake Victoria and the origin of its endemic biota". Hydrobiologia (بالإنجليزية). 596 (1): 5–16. DOI:10.1007/s10750-007-9158-2. ISSN:1573-5117. Archived from the original on 2022-02-05. Retrieved 2022-02-05.
- IUCN SSC Antelope Specialist Group (2016). "Nanger dama". القائمة الحمراء للأنواع المهددة بالانقراض. IUCN. ج. 2016: e.T8968A50186128. DOI:10.2305/IUCN.UK.2016-2.RLTS.T8968A50186128.en. اطلع عليه بتاريخ 2021-11-12.

- Sillero-Zubiri, C.؛ Wacher, T. (2012). "Vulpes pallida". القائمة الحمراء للأنواع المهددة بالانقراض. IUCN. ج. 2012: e.T23052A16813736. DOI:10.2305/IUCN.UK.2012.RLTS.T23052A16813736.en. اطلع عليه بتاريخ 2021-11-19.
- Karssene, Yamna; Chammem, Mohsen; Li, Fengqing; Eddine, Ahmed; Hermann, Ansorge; Nouira, Saïd (1 Mar 2019). "Spatial and temporal variability in the distribution, daily activity and diet of fennec fox (Vulpes zerda), red fox (Vulpes vulpes) and African golden wolf (Canis anthus) in southern Tunisia". Mammalian Biology (بالإنجليزية). 95: 41–50. DOI:10.1016/j.mambio.2019.02.001. ISSN:1616-5047. Archived from the original on 2022-02-12. Retrieved 2022-02-12.
- Murdoch, J.D.; Drew, C.; Llanes, I.B.; Tourenq, C. (2007). "Rüppell's foxes in Al Dhafra, United Arab" (PDF). Canid News (بالإنجليزية): 1–6. ISSN:1478-2677. Archived (PDF) from the original on 2016-08-05. Retrieved 2022-02-12.
- Vaks, Anton; Bar-Matthews, Miryam; Matthews, Alan; Ayalon, Avner; Frumkin, Amos (1 Sep 2010). "Middle-Late Quaternary paleoclimate of northern margins of the Saharan-Arabian Desert: reconstruction from speleothems of Negev Desert, Israel". Quaternary Science Reviews. Special Theme: Case Studies of Neodymium Isotopes in Paleoceanography (بالإنجليزية). 29 (19): 2647–2662. DOI:10.1016/j.quascirev.2010.06.014. ISSN:0277-3791. Archived from the original on 2022-02-05. Retrieved 2022-02-05.
- Mayell, Hillary (06 يونيو 2002). "Desert-Adapted Crocs Found in Africa". National Geographic News (بالإنجليزية). Archived from the original on 22 يوليو 2018. Retrieved 18 يونيو 20052. {{استشهاد بدورية محكمة}}: تحقق من التاريخ في: |تاريخ الوصول= (help)
- Soukopova، Jitka (2017). "Central Saharan rock art: Considering the kettles and cupules". Journal of Arid Environments. ج. 143: 10. Bibcode:2017JArEn.143...10S. DOI:10.1016/j.jaridenv.2016.12.011. مؤرشف من الأصل في 2021-11-07. اطلع عليه بتاريخ 2022-02-12.
- "Lakeside Cemeteries in the Sahara: 5000 Years of Holocene Population and Environmental Change". PLOS One. ج. 3 ع. 8: e2995. 2008. Bibcode:2008PLoSO...3.2995S. DOI:10.1371/journal.pone.0002995. PMID:18701936. {{استشهاد بدورية محكمة}}: تجاهل المحلل الوسيط |PMCID= لأنه غير معروف، ويقترح استخدام |pmc= (مساعدة)صيانة الاستشهاد: دوي مجاني غير معلم (link)
- Giuffra، V.؛ وآخرون (2010). "Antonio Ascenzi (1915–2000), a Pathologist devoted to Anthropology and Paleopathology" (PDF). Pathologica. ج. 102 ع. 1: 1–5. PMID:20731247. مؤرشف من الأصل (PDF) في 2016-11-25. اطلع عليه بتاريخ 2016-11-24.
- Wendorf, Fred; Schild, Romuald (2001). "Holocene Settlement of the Egyptian Sahara" (بالإنجليزية البريطانية). DOI:10.1007/978-1-4615-0653-9. Archived from the original on 2022-01-21. {{استشهاد بدورية محكمة}}: الاستشهاد بدورية محكمة يطلب |دورية محكمة= (help)
- Malville, J. McKim; Wendorf, Fred; Mazar, Ali A.; Schild, Romauld (Apr 1998). "Megaliths and Neolithic astronomy in southern Egypt". نيتشر (بالإنجليزية). 392 (6675): 488–491. DOI:10.1038/33131. ISSN:1476-4687. Archived from the original on 2021-09-27.
- Wendorf، Fred (1998). "Late Neolithic megalithic structures at Nabta Playa" (PDF). journal of anthropological archaeology. مؤرشف (PDF) من الأصل في 2022-01-12. اطلع عليه بتاريخ 2022-02-21. {{استشهاد بدورية محكمة}}: الاستشهاد بدورية محكمة يطلب |دورية محكمة= (مساعدة)
- Brass، Michael (09 يوليو 2019). "The Emergence of Mobile Pastoral Elites during the Middle to Late Holocene in the Sahara". ResearchGate. Journal of African Archaeology. ج. 17 ع. 1: 53–75. DOI:10.1163/21915784-20190003. ISSN:1612-1651. مؤرشف من الأصل في 2022-02-27. اطلع عليه بتاريخ 2022-02-27.
- Brass، Michael (2007). "Reconsidering the emergence of social complexity in early Saharan pastoral societies, 5000 – 2500 B.C." Sahara (Segrate). ج. 18: 7–22. PMID:24089595. مؤرشف من الأصل في 2022-11-16. {{استشهاد بدورية محكمة}}: تجاهل المحلل الوسيط |PMCID= لأنه غير معروف، ويقترح استخدام |pmc= (مساعدة)
- Kea, Ray A. (26 Nov 2004). "Expansions and Contractions: World-Historical Change And The Western Sudan World-System (1200/1000 B.C. - 1200/1250 A.D.)". Journal of World-Systems Research (بالإنجليزية): 723–816. DOI:10.5195/jwsr.2004.286. ISSN:1076-156X. Archived from the original on 2022-02-27. Retrieved 2022-02-27.
- Holl، Augustin F.C. (2009). "Coping with uncertainty: Neolithic life in the Dhar Tichitt-Walata, Mauritania, (ca. 4000–2300 BP)". Comptes Rendus Geoscience. ج. 341 ع. 8–9: 703–712. Bibcode:2009CRGeo.341..703H. DOI:10.1016/j.crte.2009.04.005. مؤرشف من الأصل في 2018-11-18. اطلع عليه بتاريخ 2022-02-27.
- Kay، Andrea U. (2019). "Diversification, Intensification and Specialization: Changing Land Use in Western Africa from 1800 BC to AD 1500". Journal of World Prehistory. ج. 32 ع. 2: 179–228. DOI:10.1007/s10963-019-09131-2. مؤرشف من الأصل في 2021-05-18. اطلع عليه بتاريخ 2022-02-27.
- Champion، Louis؛ وآخرون (2021). "Agricultural diversification in West Africa: an archaeobotanical study of the site of Sadia (Dogon Country, Mali)". Archaeological and Anthropological Sciences. ج. 13 ع. 4: 60. DOI:10.1007/s12520-021-01293-5. PMID:33758626. {{استشهاد بدورية محكمة}}: تجاهل المحلل الوسيط |PMCID= لأنه غير معروف، ويقترح استخدام |pmc= (مساعدة)
- MacDonald، Kevin C.؛ Vernet، Robert؛ Martinon-Torres، Marcos؛ Fuller، Dorian Q (2009). "Dhar Néma: From early agriculture to metallurgy in southeastern Mauritania". Azania Archaeological Research in Africa. ج. 44 ع. 1. ISSN:0067-270X. مؤرشف من الأصل في 2022-02-27. اطلع عليه بتاريخ 2022-02-27.
- Kay، Andrea U. (2019). "Diversification, Intensification and Specialization: Changing Land Use in Western Africa from 1800 BC to AD 1500". Journal of World Prehistory. ج. 32 ع. 2: 179–228. DOI:10.1007/s10963-019-09131-2. مؤرشف من الأصل في 2022-01-20.
- MacDonald، K.C. (27 أبريل 2011). "Betwixt Tichitt and the IND: the pottery of the Faita Facies, Tichitt Tradition". Azania: Archaeological Research in Africa: 49-69. DOI:10.1080/0067270X.2011.553485. مؤرشف من الأصل في 2021-05-13. اطلع عليه بتاريخ 2022-02-27.
- Stieglitz، Robert R. (أغسطس 1990). "The Geopolitics of the Phoenician Littoral in the Early Iron Age". Bulletin of the American Schools of Oriental Research. ج. 279: 9–12. DOI:10.2307/1357204. ISSN:0003-097X. مؤرشف من الأصل في 2022-03-02. اطلع عليه بتاريخ 2022-03-02.
- Bentley، Jerry H. (1 أبريل 1999). "Sea and Ocean Basins as Frameworks of Historical Analysis". Geographical Review. ج. 89 ع. 2: 215–224. DOI:10.1111/j.1931-0846.1999.tb00214.x. ISSN:0016-7428. مؤرشف من الأصل في 2022-03-10.
- White، Kevin؛ Mattingly، David (2006). "Ancient Lakes of the Sahara". American Scientist. ج. 94 ع. 1: 58. DOI:10.1511/2006.57.983. ISSN:0003-0996. مؤرشف من الأصل في 2022-02-26.
- Keys، David (2004). "Kingdom of the Sands". Archaeology. ج. 57 ع. 2. مؤرشف من الأصل في 2012-11-18.
- Wilson، Andrew؛ Fentress، Elizabeth (25 أبريل 2016). S. T. Stevens؛ J. P. Conant (المحررون). "North Africa under Byzantium and early Islam : The Saharan Berber Diaspora and the Southern Frontiers of Byzantine North Africa". Dumbarton Oaks Byzantine Symposia and Colloquia 7. Washington, DC: 41–63. مؤرشف من الأصل في 2022-09-29.
- Sirles, Craig A. (1 Jan 1999). "Politics and Arabization: the evolution of postindependence North Africa". International Journal of the Sociology of Language (بالإنجليزية). 137 (1): 115–130. DOI:10.1515/ijsl.1999.137.115. ISSN:1613-3668. Archived from the original on 2023-02-10.

الويب
- "Largest Desert in the World - Desert Map". geology.com (بالإنجليزية). Archived from the original on 2018-06-18. Retrieved 2022-01-14.
- "Is the World Full or Empty?". Story Maps (بالإنجليزية). Story Maps. Archived from the original on 2022-01-15. Retrieved 2018-10-19.
- Chu, Jennifer (2 Jan 2019). "A "pacemaker" for North African climate" (بالإنجليزية). MIT News. Archived from the original on 2022-01-15. Retrieved 2020-01-20.
- Stone, Alex (25 Oct 2006). "Swimming in the Sahara". Discover Magazine (بالإنجليزية). Archived from the original on 2017-06-06. Retrieved 2022-03-24.
- "National Geographic News". National Geographic (بالإنجليزية). 17 Jun 2006. Archived from the original on 2018-02-24. {{استشهاد ويب}}: |archive-date= / |archive-url= timestamp mismatch (help)
- "Sahara's Abrupt Desertification Started By Changes In Earth's Orbit, Accelerated By Atmospheric And Vegetation Feedbacks". ScienceDaily (بالإنجليزية). 12 Jul 1999. Archived from the original on 2017-10-10. Retrieved 2022-03-24.
- "The 10 Largest Deserts In The World" (بالإنجليزية). Archived from the original on 2021-12-19. Retrieved 2022-01-15.
- "What is a Desert Climate?". WorldAtlas (بالإنجليزية الأمريكية). 1 Nov 2017. Archived from the original on 2021-12-26. Retrieved 2022-01-15.
- Berke, Shari (17 Mar 1997). "ICE Conflict Case ZSahara" (بالإنجليزية). .american.edu. Archived from the original on 2022-08-15. Retrieved 2022-03-24.
- "Climate - Institute Water for Africa". water-for-africa.org. 3 يوليو 2015. مؤرشف من الأصل في 2021-12-28. اطلع عليه بتاريخ 2022-03-13.
- Brinch، Brian (1 نوفمبر 2007). "How mountains influence rainfall patterns". يو إس إيه توداي. مؤرشف من الأصل في 2012-08-24. اطلع عليه بتاريخ 2008-02-29.
- Ferguson، Sue (7 سبتمبر 2001). "Climatology of the Interior Columbia River Basin" (PDF). Interior Columbia Basin Ecosystem Management Project. مؤرشف من الأصل (PDF) في 2016-12-21. اطلع عليه بتاريخ 2009-09-12.
- "World Weather Information Service–Biskra". المنظمة العالمية للأرصاد الجوية. مؤرشف من الأصل في 2016-10-18. اطلع عليه بتاريخ 2016-10-17. (متوسط درجات الحرارة، مناخ الجزائر) (تساقط الامطار، 1976–2005)
- "Climate Normals for Biskra". الإدارة الوطنية للمحيطات والغلاف الجوي. مؤرشف من الأصل في 2022-02-05. اطلع عليه بتاريخ 2013-02-11. (متوسط درجات الحرارة، 1965–1990)
- "World Meteorological Organization Climate Normals for 1981–2010". المنظمة العالمية للأرصاد الجوية. مؤرشف من الأصل في 2021-11-11. اطلع عليه بتاريخ 2021-11-10.
- "Ouarzazate Climate Normals 1961–1990". الإدارة الوطنية للمحيطات والغلاف الجوي (أيام التساقط 1961–1990). مؤرشف من الأصل في 2021-11-11. اطلع عليه بتاريخ 2015-03-16.
- "Agadez, Niger Weather Averages Summary". CantyMedia. مؤرشف من الأصل في 2020-03-05. اطلع عليه بتاريخ 2016-04-20.
- "Agadez AERO Climate Normals 1961–1990". الإدارة الوطنية للمحيطات والغلاف الجوي. مؤرشف من الأصل في 2020-10-31. اطلع عليه بتاريخ 2015-02-19.
- "Snow falls in Sahara for first time in 37 years". سي إن إن. 21 ديسمبر 2016. مؤرشف من الأصل في 2016-12-23. اطلع عليه بتاريخ 2016-12-22.
- "Fezzan Project — Palaeoclimate and environment". www.uea.ac.uk. مؤرشف من الأصل في 2009-06-07. اطلع عليه بتاريخ 2022-03-15.
- "Sahara's Abrupt Desertification Started By Changes In Earth's Orbit, Accelerated By Atmospheric And Vegetation Feedbacks". ScienceDaily (بالإنجليزية). Archived from the original on 2017-10-10. Retrieved 2022-03-15.
- Stephen، Stokes (2006). "Chronology, Adaptation and Environment of the Middle Palaeolithic in Northern Africa". Human Evolution, Cambridge University. مؤرشف من الأصل في 2012-03-20. اطلع عليه بتاريخ 2022-02-05.
- Watts، Jonathan (7 سبتمبر 2020). "Africa's Great Green Wall just 4% complete halfway through schedule". The Guardian. ISSN:0261-3077. مؤرشف من الأصل في 2022-02-04. اطلع عليه بتاريخ 2022-02-05 – عبر www.theguardian.com.
- Boissoneault، Lorraine (24 مارس 2017). "What Really Turned the Sahara Desert From a Green Oasis into a Wasteland?". Smithsonian. مؤرشف من الأصل في 2021-12-28. اطلع عليه بتاريخ 2017-08-15.
- Adams، Jonathan (2006). "Africa during the last 150,000 years". Environmental Sciences Division, مختبر أوك ردج الوطني Oak Ridge National Laboratory. مؤرشف من الأصل في 2006-05-01.
- "Northern Africa | Ecoregions | WWF". World Wildlife Fund (بالإنجليزية). Archived from the original on 2022-01-19. Retrieved 2022-02-12.
- Ross, Rachel (25 Jan 2019). "The Sahara: Earth's Largest Hot Desert". livescience.com (بالإنجليزية). Archived from the original on 2022-02-09. Retrieved 2022-02-12.
- Helmenstine، Anne Marie (8 يوليو 2019). "Fennec Fox Facts Scientific Name: Vulpes zerda". ThoughtCo. مؤرشف من الأصل في 2021-07-09. اطلع عليه بتاريخ 2021-07-06.
- "Addax". Wildscreen. ARKive. مؤرشف من الأصل في 18 يونيو 2012. اطلع عليه بتاريخ 20 يونيو 2012.
- "Rare cheetah captured on camera". BBC News. 24 فبراير 2009. مؤرشف من الأصل في 2010-08-01. اطلع عليه بتاريخ 2010-06-12.
- Zsl)، Sarah؛ Ipavec، Audrey؛ Groom، Rosemary؛ Mitchell، Nicholas (28 مايو 2014). "IUCN Red List of Threatened Species: Acinonyx jubatus". IUCN Red List of Threatened Species. مؤرشف من الأصل في 2020-08-23. اطلع عليه بتاريخ 2020-08-23.
- Borrell، Brendan (19 أغسطس 2009). "Endangered in South Africa: Those Doggone Conservationists". Slate. مؤرشف من الأصل في 2011-04-30.
- "Ostrich Conservation, Niger". مؤرشف من الأصل في 2010-08-20. اطلع عليه بتاريخ 2017-03-29.
- Thiollay، JEAN-MARC (ديسمبر 2006). "Severe decline of large birds in the Northern Sahel of West Africa: a long-term assessment". Bird Conservation International. مؤرشف من الأصل في 2015-05-05. اطلع عليه بتاريخ 2015-05-04.
- El-Said، Mohammed (29 يناير 2018). "Near-perfect fossils of Egyptian dinosaur discovered in the Sahara desert". Nature Middle East. DOI:10.1038/nmiddleeast.2018.7. مؤرشف من الأصل في 2023-02-25.
- "Stone Age Graveyard Reveals Lifestyles Of A 'Green Sahara'". Science Daily. 15 أغسطس 2008. مؤرشف من الأصل في 2021-11-07. اطلع عليه بتاريخ 2008-08-15.
- Wilford، John Noble (14 أغسطس 2008). "Graves Found From Sahara's Green Period". New York Times. مؤرشف من الأصل في 2021-11-08. اطلع عليه بتاريخ 2008-08-15.
- Wilford، John Noble (14 أغسطس 2008). "In the Sahara, Stone Age graves from greener days". The New York Times. مؤرشف من الأصل في 2017-12-10. اطلع عليه بتاريخ 2016-06-10.
- Schultz, Nora (14 Aug 2008). "Stone Age mass graves reveal green Sahara". New Scientist (بالإنجليزية الأمريكية). Archived from the original on 2021-10-07. Retrieved 2022-02-12.

Strickland, Eliza (15 Aug 2008). "Stone-Age Graveyard in the Sahara Recalls an Era of Lakes and Wetlands". Discover Magazine (بالإنجليزية). Archived from the original on 2021-04-23. Retrieved 2022-02-12.
- "أكاكوس". المركز الليبي للتحكيم التجاري الدولي. مؤرشف من الأصل في 2022-02-12. اطلع عليه بتاريخ 2022-02-12.

"Wan Muhuggiag". مؤرشف من الأصل في 2020-08-07. اطلع عليه بتاريخ 2015-11-16.
- "History of Nubia". Anth.ucsb.edu. مؤرشف من الأصل في 2019-03-18. اطلع عليه بتاريخ 2022-02-21.
- "PlanetQuest: The History of Astronomy Nabta Playa". www.planetquest.org. مؤرشف من الأصل في 25 تـمـوز 2013. اطلع عليه بتاريخ 2022-02-21. {{استشهاد ويب}}: تحقق من التاريخ في: |تاريخ أرشيف= (مساعدة)
- "Fayum, Qarunian (Fayum B) (about 6000-5000 BC?)". www.ucl.ac.uk. مؤرشف من الأصل في 2021-10-24. اطلع عليه بتاريخ 2022-02-21.
- "Egypt: History - Predynastic Period". www.touregypt.net. مؤرشف من الأصل في 2021-05-11. اطلع عليه بتاريخ 2022-02-21.
- McDougall، E. Ann (2019). "Saharan Peoples and Societies". Oxford Research Encyclopedias. Oxford Research Encyclopedias. DOI:10.1093/acrefore/9780190277734.013.285. ISBN:9780190277734. مؤرشف من الأصل في 2021-11-28. اطلع عليه بتاريخ 2022-02-27.
- Beaumont، Peter (5 نوفمبر 2011). "Fall of Gaddafi opens a new era for the Sahara's lost civilisation". الغارديان. مؤرشف من الأصل في 2021-09-02. اطلع عليه بتاريخ 2019-06-21.
- "CATHOLIC ENCYCLOPEDIA: Vicariate Apostolic of Sahara". www.newadvent.org. مؤرشف من الأصل في 2020-09-27. اطلع عليه بتاريخ 2022-03-12.
- "Algeria recalls envoy to Morocco in row over Western Sahara". Al-Jazeera. 18 يوليو 2021. مؤرشف من الأصل في 2022-02-28.
- "Mali Tuareg rebels declare independence in the north". BBC News. 6 أبريل 2012. مؤرشف من الأصل في 2022-01-21.
- "Al-Qaeda in North Africa appoints new leader to replace Droukdel". France 24. 22 نوفمبر 2020. مؤرشف من الأصل في 2021-11-07.
- "The Desert Rock That Feeds the World". The Atlantic. 29 نوفمبر 2016. مؤرشف من الأصل في 2022-02-25.
- "Libya's Qaddafi taps 'fossil water' to irrigate desert farms". CSMonitor.com. 23 أغسطس 2010. مؤرشف من الأصل في 2022-01-19.
- Ali، Moutaz (2017). "The Eighth Wonder of the World?". Quantara.de. مؤرشف من الأصل في 2021-12-19.
- "Volume 2: Description of Corridors" (PDF). Review of the Implementation Status of the Trans African Highways and the Missing Links. بنك التنمية الإفريقي. 14 أغسطس 2003. مؤرشف من الأصل (PDF) في 2007-01-28. اطلع عليه بتاريخ 2007-07-14.
- "Trans Sahara Routes". Sahara Overland (بالإنجليزية). 7 Sep 2013. Archived from the original on 2022-02-15. Retrieved 2022-03-11.
- "Review of the Implementation Status of the Trans African Highways and the Missing Links: Volume 2: Description of Corridors" (PDF) (بالإنجليزية). African Development Bank/United Nations Economic Commission For Africa. 14 Aug 2003. Archived from the original (PDF) on 2022-06-15. Retrieved 2007-07-14.
- American Association of Physical Anthropologists (27 مارس 2019). "AABA Statement on Race & Racism". physanth.org. مؤرشف من الأصل في 2022-01-25. اطلع عليه بتاريخ 2022-03-25.

#### باللغة العربيَّة
الكتب
- الرافعي، عبد الرحمن (2000). "فتح السودان". تاريخ الحركة القومية، وتطور نظام الحكم، ج3 عصر محمد علي. مكتبة الأسرة. القاهرة: مطابع الهيئة المصرية العامة للكتاب. ص. 159–191. مؤرشف من الأصل في 2022-03-16. اطلع عليه بتاريخ 2022-03-12. {{استشهاد بكتاب}}: تجاهل المحلل الوسيط |الرقم المعياري= لأنه غير معروف، ويقترح استخدام |ردمك= (مساعدة)
- موسى، عبده مختار (2009). دارفور: من أزمة دولة إلى صراع القوى العظمى. مركز الجزيرة للدراسات؛. ص. 76. ISBN:978-9953-87-654-2. مؤرشف من الأصل في 2022-03-13. اطلع عليه بتاريخ 2022-03-12.
- سيد، عبد الرؤوف با بكر (1986). السودان الثورة: من النفق إلى الافق. المنشأة العامة للنشر والتوزيع والاعلان،. ص. 101. مؤرشف من الأصل في 2022-03-13. اطلع عليه بتاريخ 2022-03-12.
- العبد، بهاء أحمد (1 يناير 2016). الأسس العلمية في دراسة الطقس والمناخ. Al Manhal. ص. 169. ISBN:9796500227788. مؤرشف من الأصل في 2022-01-22.
- البُرْتُلِي الولاتي، محمد البشير بن أبي بكر (26 أبريل 2021). أقدم رحلة شنقيطية مدوَّنة: الرحلة المباركة للحاج محمد البشير بن أبي بكر البُرْتُلِي الولاتي إلىٰ الحرمين الشريفين (4021-6021هـ/9871-1971م). BRILL. ص. 77. ISBN:978-90-04-44869-8. مؤرشف من الأصل في 2022-02-05. اطلع عليه بتاريخ 2022-02-05.
- عبد العزيز، مصطفى (1 مايو 2018). أسرار الحياة. وكاله الصحافه العربيه. ص. 128. مؤرشف من الأصل في 2022-02-12. اطلع عليه بتاريخ 2022-02-12.
- بعلي، حفناوي (12 يونيو 2018). صحراء الجزائر الكبرى: في الرحلات وظلال اللوحة وفي الكتابات الغربية. دار اليازوري العلمية للنشر والتوزيع. ص. 13. ISBN:978-9957-12-747-3. مؤرشف من الأصل في 2022-03-02. اطلع عليه بتاريخ 2022-03-02.
- زيدان، جُرجي (27 مايو 2021). تاريخ مصر الحديث: من الفتح الإسلامي إلى الآن مع فذلكة في تاريخ مصر القديم. مؤسسة هنداوي. ص. 47. ISBN:978-1-5273-1819-9. مؤرشف من الأصل في 2022-03-02. اطلع عليه بتاريخ 2022-03-02.
- الأنصاري، عمر (2017-03-21). "الملثمون"&hl=en&sa=X&ved=0ahUKEwj169qAmafcAhVG46QKHfRUAUYQ6AEIOzAD الرجال الزرق: الطوارق، الأسطورة والواقع. دار الساقي. ISBN:978-614-425-038-9. مؤرشف من الأصل في 25 يناير 2020. {{استشهاد بكتاب}}: تحقق من التاريخ في: |سنة= لا يطابق |تاريخ= (مساعدة)
- حُسين، مُؤنس (1990). تاريخ المغرب وحضارته من قُبيل الفتح العربي إلى بداية الاحتلال الفرنسي للجزائر (ط. الأولى). جدَّة - السُعوديَّة: الدَّار السُعوديَّة للنشر والتوزيع. ص. 70. مؤرشف من الأصل في 2022-03-26.

الويب
- "مجزرة تيت 1902 بتمنراست: واحدة من الجرائم التي توثق لفظاعة الإحتلال الفرنسي في الجزائر". وكالة الأنباء الجزائرية. 31 مايو 2020. مؤرشف من الأصل في 2020-12-09. اطلع عليه بتاريخ 2022-03-13.
- محي الدين, أحلام (31 Oct 2015). "المساء - تاريخ صمود وكفاح كتبه الطوارق". يومية المساء الجزائرية (بar-aa). Archived from the original on 2022-03-13. Retrieved 2022-03-12.{{استشهاد ويب}}:  صيانة الاستشهاد: لغة غير مدعومة (link)
- "فتوحات الجيش المصري في عهد محمد علي باشا الكبير". فاروق مصر. مؤرشف من الأصل في 2018-09-30. اطلع عليه بتاريخ 2011-05-15.
- "الموسوعة الجغرافية المصغرة". www.moqatel.com. مؤرشف من الأصل في 2020-08-10. اطلع عليه بتاريخ 2022-02-05.
- "ثلوج في قلب الصحراء الجزائرية". بي بي سي نيوز عربي. 20 يناير 2022. مؤرشف من الأصل في 2022-01-29. اطلع عليه بتاريخ 2022-02-05.
- "تساقط الثلوج في الصحراء الكبرى". إندبندنت عربية. 20 يناير 2021. مؤرشف من الأصل في 2021-03-01. اطلع عليه بتاريخ 2022-02-05.
- شوار، الخير (7 فبراير 2015). ""تنزروفت".. بحثاً عن أدب الصحراء في الجزائر". الجزيرة نت. مؤرشف من الأصل في 2021-12-30. اطلع عليه بتاريخ 2022-02-05.
- "صحراء المقاتل". www.moqatel.com. مؤرشف من الأصل في 2020-02-17. اطلع عليه بتاريخ 2022-02-12.
- van der Vyver، Christell؛ Peters، Shaun (22 يناير 2021). "كيف تتكيف النباتات مع فترات الجفاف؟". Frontiers for Young Minds. DOI:10.3389/frym.2017.00058-ar. مؤرشف من الأصل في 2022-02-12. اطلع عليه بتاريخ 2022-02-12.{{استشهاد ويب}}:  صيانة الاستشهاد: دوي مجاني غير معلم (link)
- عبد المؤمن، محمد (15 مايو 2020). "البلاد / وزارة الثقافة تعلن عن رصد "الفهد الصحراوي" النادر في الأهقار". www.elbilad.net. مؤرشف من الأصل في 2020-05-18. اطلع عليه بتاريخ 2020-05-18.
- "بن دودة: سجلنا عودة الفهد الصحراوي للمنطقة بعد إنقطاع دام قرابة 15 سنة". النهار أونلاين. 18 مايو 2020. مؤرشف من الأصل في 2020-05-18. اطلع عليه بتاريخ 2020-05-18.
- "رصد الفهد الصحراوي بالجزائر لأول مرة منذ نحو 15 عاما (صورة)". RT Arabic. 18 مايو 2020. مؤرشف من الأصل في 2020-05-18. اطلع عليه بتاريخ 2020-05-18.
- الوغليسي، نبيل (14 مايو 2018). "لمحة عن النقوش الليبية القديمة وأصل التيفيناغ". مؤرشف من الأصل في 2021-08-24.
- "حقائق تاريخية تنشر لأول مرة عن ( صنهاجة – حرب شر بب -سقوط إمارة "أَبْدُوكْلْ") | جريدة شمسيات". www.chemsiyatt.info. 2 يونيو 2021. مؤرشف من الأصل في 2022-03-03. اطلع عليه بتاريخ 2022-03-02.